# Republica Moldova
Republica Moldova este un stat situat în sud-estul Europei. Se învecinează cu România la vest și cu Ucraina la nord, est și sud. Republica Moldova este un stat fără ieșire directă la mare, însă are ieșire la Dunăre pe o fâșie de 430 de metri la extremitatea sa sudică, prin intermediul căreia are acces potențial și la Marea Neagră. În procesul dezmembrării Uniunii Sovietice, Republica Moldova și-a declarat independența la 27 august 1991. La 29 iulie 1994 a fost adoptată prima constituție a Republicii Moldova. Începând cu anul 1990, teritoriul Republicii Moldova situat pe malul estic al fluviului Nistru este sub control de facto al regimului separatist din Transnistria (controlat și/sau sprijinit de Rusia).
Republica Moldova este o republică parlamentară cu un președinte în calitate de șef al statului și un prim-ministru în calitate de șef al guvernului. Republica Moldova este stat membru al Organizației Națiunilor Unite, Consiliul Europei, Parteneriatului pentru Pace, OMC, OSCE, GUAM, CSI, OCEMN și al altor organizații internaționale, și este în curs de negociere în vederea aderării la Uniunea Europeană.

## Istorie

### Antichitate

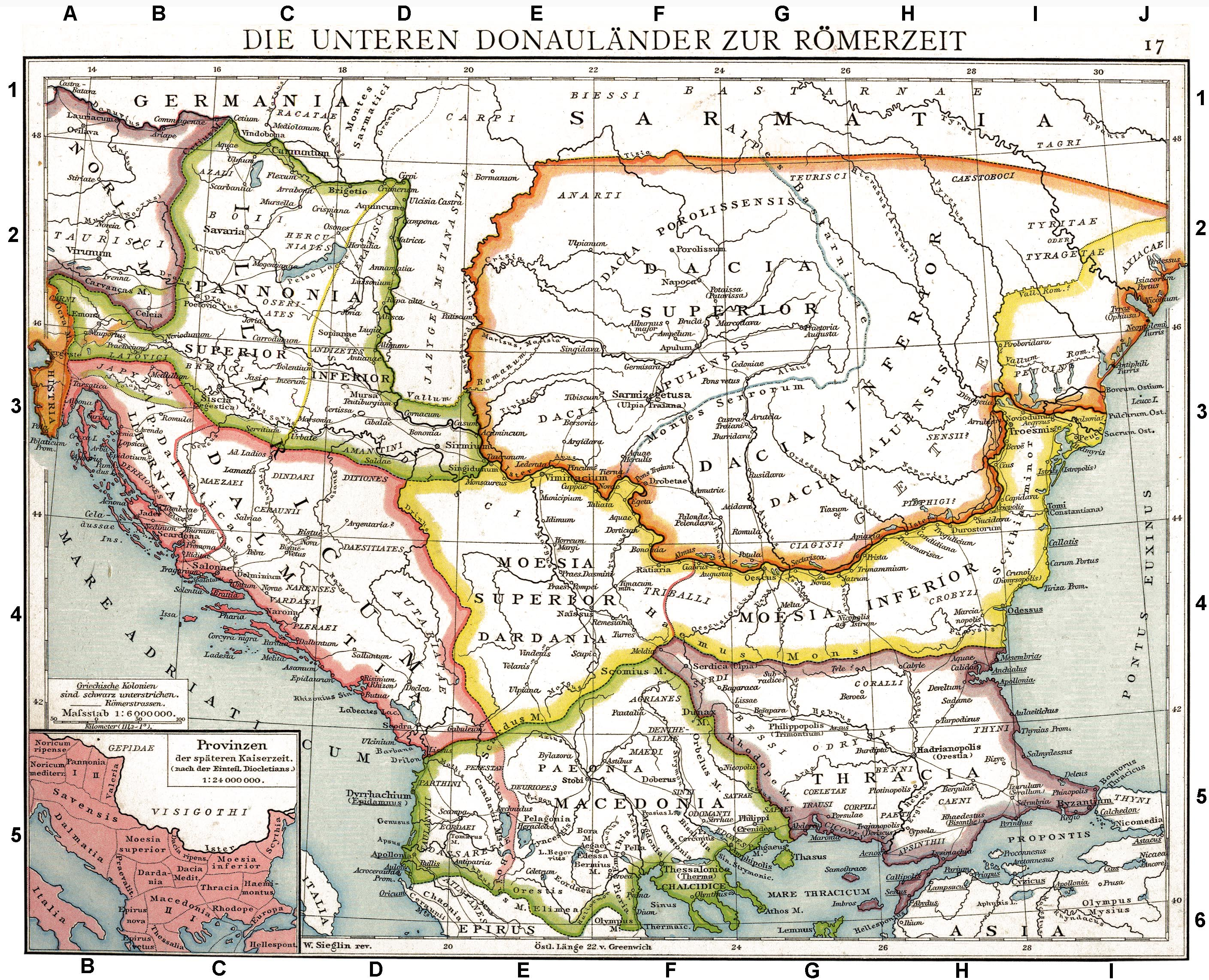
Teritoriul actual al R. Moldova a fost populat în antichitate de triburile dacice ale costobocilor și tyrageților (hartă a Europei de sud-est în secolul I î.Hr, întocmită de istoricul german Johann Gustav Droysen în 1886).

În antichitate pe teritoriul Republicii Moldova, României (partea central nord-estică) și Ucrainei (partea sud-vestică) s-a format civilizația Cucuteni, una dintre cele mai vechi civilizații din Europa. Civilizația a dispărut misterios după  migrările popoarelor indo-europene prin spațiul carpato-danubiano-pontic. Astfel s-a format civilizația dacilor.
Strabon în „Geografia” menționa că geții aveau aceeași limbă cu tracii, iar dacii aceeași limbă cu geții. Totuși, prima relatare despre geți aparține lui Herodot. Cucerirea Daciei de către romani conduce la contopirea celor două culturi: daco-romanii sunt strămoșii poporului român. După ce Dacia a devenit provincie a Imperiului Roman s-au impus elemente de cultură și civilizație romană, inclusiv latina vulgară care a stat la baza formării limbii române.
Pe baza informațiilor din inscripția de la Dionysopolis și de la Iordanes, se știe că sub stăpânirea lui Burebista, ajutat de marele preot Deceneu, s-a format primul stat geto-dac. În anul 44 î.Hr., Burebista este asasinat de unul dintre slujitorii săi. După moartea lui, statul geto-dac se va destrăma în 4, apoi în 5 regate. Nucleul statal se menține în zona munților Șureanu, unde domnesc succesiv Deceneu, Comosicus și Coryllus. Statul centralizat dac va atinge apogeul dezvoltării sale sub Decebal. În această perioadă se mențin o serie de conflicte cu Imperiul Roman, o partea a statului dac fiind cucerită în 106 d.Hr. de împăratul roman Traian. Între anii 271-275 d.Hr. are loc retragerea aureliană.

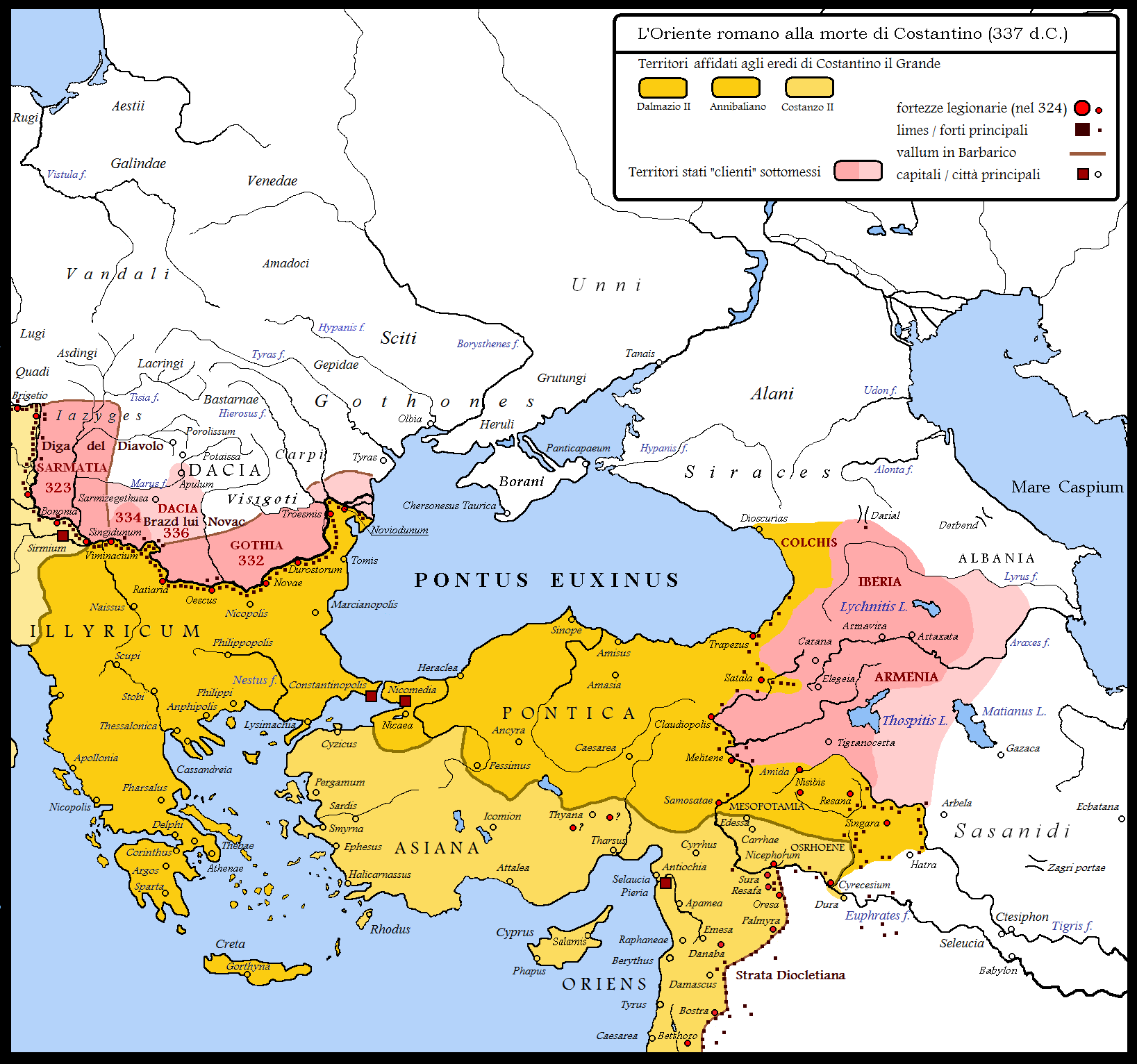
Dacia în timpul lui Constantin cel Mare

Împăratul Constantin cel Mare a construit în 328, podul lui Constantin cel Mare peste Dunăre, în vederea recuceririi Daciei. În 332 pornește o campanie împotriva vizigoților, îi înfrânge și, ca urmare, ținuturile de la nord de Dunăre inclusiv sudul Moldovei reintră pentru o perioadă sub stăpânire romană. Limita de nord din Dacia a imperiului este marcată de Brazda lui Novac. Limesul continua apoi spre sudul Moldovei (probabil pe râul Buzău) mergând pe la nord de actualul oraș Galați apoi spre Prut pe la Vadul lui Isac și se termina la lacul (limanul) Sasîc, aproape de Nistru, pe valul de pământ numit uneori și valul lui Athanaric  Cu această ocazie, Constantin și-a adăugat și titlul de Dacicus Maximus.
Situată pe o rută strategică între Asia și Europa, ținuturile Moldovei au fost deseori prădate sau invadate temporar pe parcursul istoriei antice și medievale de diverse populații sau popoare migratoare, printre care se pot aminti: sarmați, goți (germanici), huni (mongolici), gepizi, avari, bulgarii turcofoni, slavi, varegi, maghiari (ugro-finici), pecenegi și cumani (turcofoni), și tătari.

### Moldova medievală

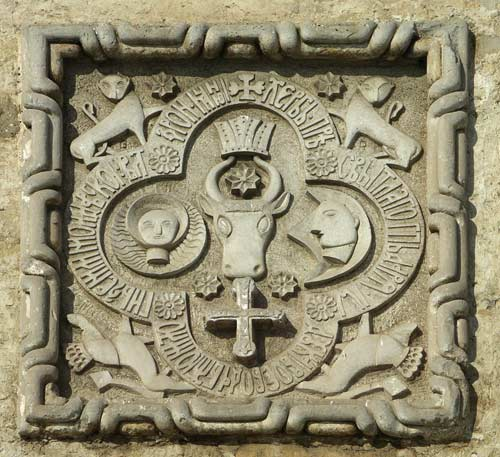
Stema simplă a Moldovei, la mănăstirea Cetățuia (România)

După marea invazie mongolă din 1241, întreaga regiune este controlată politic de către Hoarda de Aur. Principatul Moldovei, întemeiat la jumătatea secolului al XIV-lea, include în hotarele sale către sfârșitul secolului, teritoriul dintre Carpați, Nistru, Dunăre și Marea Neagră. Odată ce popoarele migratoare au trecut, s-au asimilat sau așezat (în Europa sau/și Asia), populația băștinasă, vorbitoare de limbă română, sub conducerea lui Bogdan I, Alexandru cel Bun, Ștefan cel Mare și alți domnitori, reușește să fortifice frontiera răsăriteană (de est) a Moldovei cu mai multe cetăți românești: Hotin, Soroca, Orhei, Tighina, Cetatea Albă, Chilia După ocuparea cetăților Cetatea Albă și Chilia în 1484, Imperiul Otoman transformă în 1538, la sfârșitul primei domnii a lui Petru Rareș, Tighina și Basarabia în raia turcească (în Evul Mediu Dezvoltat, după apariția țărilor române medievale, Basarabia devine denumirea românească a regiunii cunoscută de turci ca Bugeac).
În secolul al XVI-lea, Principatul Moldovei a fost obligat să plătească tribut  Înaltei Porți, fără însă să-și piardă suzeranitatea. Devenit în vremea domniei Ecaterinei a II-a vecin răsăritean al Moldovei, Imperiul Rus anexează (în mod fraudulos față de tratatele de drept politic aflate atunci în vigoare) prin Pacea de la București din 1812, teritoriul cuprins între Prut și Nistru, parte componentă a Țării Moldovei (45.600 km2, cu o populație de cca 500.000 de locuitori, în proporție de 86% români), denumindu-l Gubernia Basarabia.

### Perioada țaristă

Republica Democratică Moldovenească, proclamată în Gubernia Basarabia.

După anexarea Basarabiei de către Imperiul Rus în 1812, în Basarabia de Sud începând de la Căușeni și până la Marea Neagră (pe teritoriile locuite anterior de tătarii nogai și turci) are loc colonizarea cu populație creștină – moldoveni, găgăuzi, bulgari, ucraineni, ruși, polonezi, germani – și cu evrei. În toată Basarabia moldovenii au fost expuși unui proces de rusificare și deznaționalizare, astfel în 1867 limba română este interzisă în școlile din Basarabia.
Dezvoltarea economică a guberniei Basarabia (după dezlipirea de Moldova), sub administrația rusească, s-a efectuat în perspectiva unei economii de export de grâne și vite spre portul Odesa și în paralel cu un proces de rusificare intensă a acestei regiuni, cum se proceda în toate zonele de populație ne-rusă din imperiul țarist rus. În acest cadru au fost construite căile ferate și zonele urbane noi din Chișinău și Bălți, care au devenit (demografic) orașe preponderent rusești în mijlocul autohtonilor români-moldoveni.
Pentru a îndepărta Rusia de la gurile Dunării, marile puteri europene, prin Tratatul de la Paris din 1856, care încheie războiul Crimeii, i-au restituit Principatului Moldovei trei județe din sudul Basarabiei: Cahul, Bolgrad și Ismail. La 24 ianuarie 1859, Principatul Moldovei, prin unirea cu cel al Țării Românești sub domnia unică a românului moldovean Alexandru Ioan Cuza, a participat la întemeierea statului național modern român (care cuprindea atunci și sudul Basarabiei).
Prin Tratatul de la Berlin (1878), marile puteri au obligat România să cedeze înapoi Imperiului Rus cele trei județe din sudul Basarabiei (Cahul, Bolgrad și Ismail) în schimbul Dobrogei și a recunoașterii, de jure, a independenței României față de Imperiul Otoman.

### Prima independență
În martie 1917, la Chișinău a fost înființat Partidul Național Moldovenesc sub conducerea lui Vasile Stroescu. Congresul ostășesc de la Chișinău (23-27 octombrie 1917) proclamă autonomia teritorială și politică a Basarabiei, și ia inițiativa constituirii din reprezentanți ai tuturor națiunilor, confesiunilor, asociațiilor profesionale și culturale, a unui parlament – Sfatul Țării. Acesta proclamă la 2 decembrie 1917 Republica Democrată Moldovenească în frunte cu Ion Inculeț, iar la 24 ianuarie 1918 votează independența republicii.
Ca urmare a anarhiei și violenței trupelor rusești debandate, la 22 decembrie 1917 Sfatul Țării cere guvernului român să trimită armata pentru a restabili ordinea. Trupele aliate au trecut Prutul în ziua de 10 ianuarie 1918 reușind eliberarea Chișinăului de jefuitori, iar în câteva zile să elibereze complet Basarabia. Sovietul bolșevic din Chișinău, aflând despre chemarea trupelor române, a declarat că nu se va mai supune Sfatului Țării și a anunțat o primă pentru capetele conducătorilor guvernului Republicii. Până la urmă însă bolșevicii au fost nevoiți să părăsească Basarabia.

### Unirea cu Regatul României

Județele și regiunile istorice ale României Mari după 1926.

Întrunit la Chișinău la 27 martie/9 aprilie 1918, Sfatul Țării, organul conducător al republicii, a votat unirea Republicii Democratice Moldovenești cu Regatul României. Votul de unire cu România a fost dat cu 86 voturi pentru, 3 împotrivă și 36 abțineri. Tratatul de la Paris (1920), semnat de Marea Britanie, Franța, Italia și Japonia recunoaște unirea Basarabiei cu România.

### Pactul germano–rus
În iunie 1940, în virtutea punctului 3 al protocolului adițional secret al pactului Molotov-Ribbentrop (23 august 1939), Uniunea Sovietică adresează României notele ultimative din 26 și 27 iunie 1940, somând-o să cedeze Basarabia, Nordul Bucovinei și Ținutul Herța, chiar dacă ultimile două regiuni nu făcuseră niciodată parte din Imperiul Rus. La 28 iunie 1940, trupele sovietice invadează și ocupă aceste teritorii. La 2 august, Uniunea Sovietică proclamă pe o parte a teritoriului ocupat Republica Sovietică Socialistă Moldovenească, care cuprindea șase dintre cele nouă foste județe ale Basarabiei, între Prut și Nistru, și un teritoriu în stânga Nistrului. Printr-o hotărâre a Kremlinului din 4 noiembrie, Ținutul Herța, Nordul Bucovinei, județele Hotin la nord și Cetatea Albă, Chilia și Ismail la sud au fost încorporate în Republica Sovietică Socialistă Ucraineană.

### Al Doilea Război Mondial

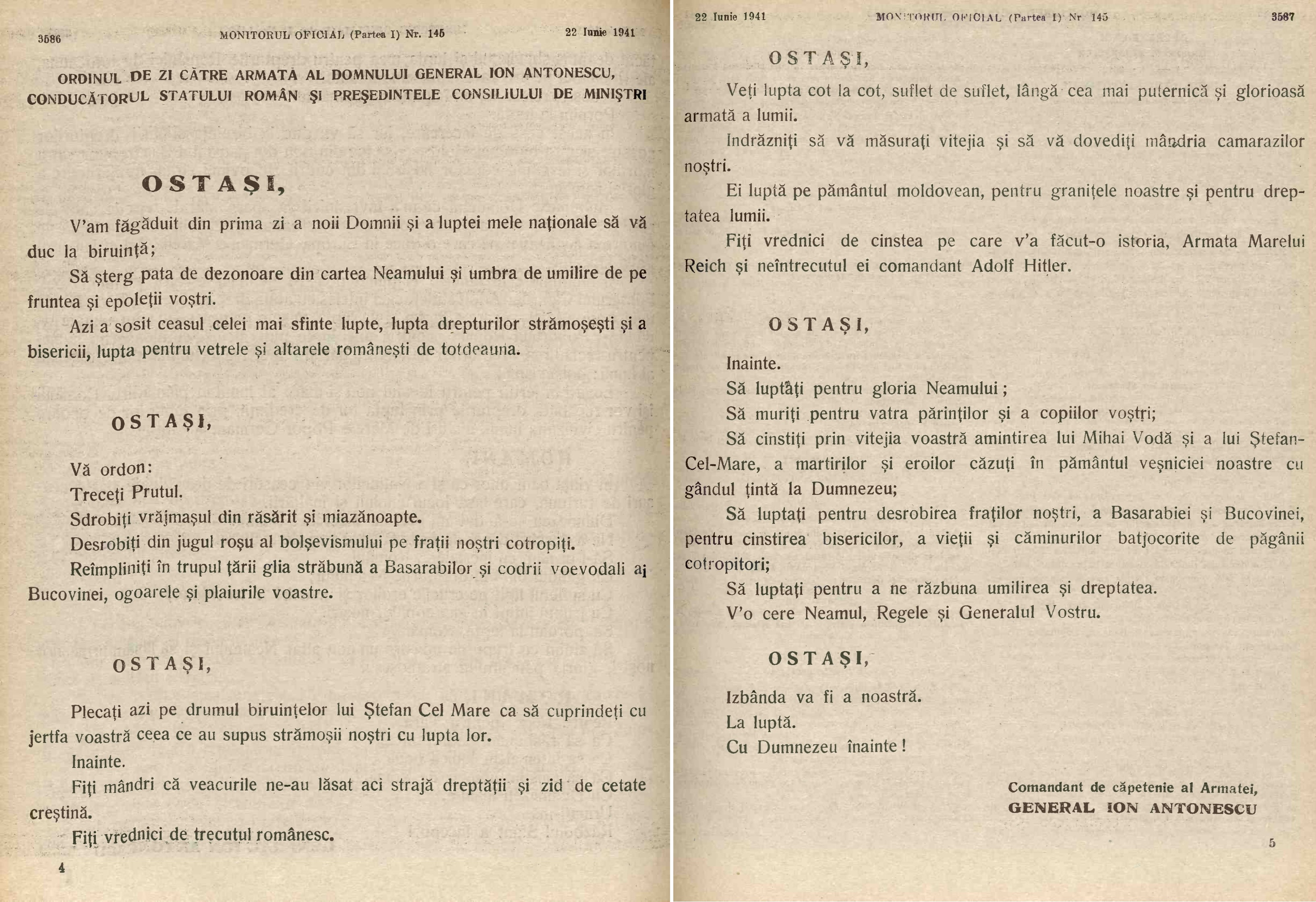
Ordinul de zi emis de generalul Ion Antonescu Armatei României, în 22 iunie 1941, prin care i s-a indicat acesteia să treacă Prutul și să elibereze Basarabia și Bucovina de Nord de sub ocupația sovietică

Pe 22 iunie 1941, unități ale armatelor română și germană au început campania din est împotriva Uniunii Sovietice, prima operațiune numindu-se „Operațiunea München”, de recuperare a Basarabiei, Bucovinei de Nord și Ținutului Herța. Armata română a început lupta împotriva forțelor sovietice în dimineața zilei de 22 iunie 1941 pe un front cuprins între munții Bucovinei și Marea Neagră. Ofensiva s-a dat pe jumătatea de nord a frontului, de la sectorul Ungheni-Sculeni în sus pe cursul râului Prut, pentru a îndrepta linia curbată spre vest a garniței URSS în zona de sus. La 5 iulie în orașul Cernăuți au intrat primele trupe române. La 10 iulie orașul Soroca este eliberat de către Divizia blindată română care apoi se îndreaptă către localitatea Bălți pe care o eliberează la 12 iulie. Localitatea Orhei este eliberată în data de 15 iulie de către unități din Divizia 5 infanterie română. Pe 16 iulie, ca urmare a acțiunilor întreprinse de Corpul 3 român și Corpul 54 german, este eliberat orașul Chișinău. A doua zi, pe 17 iulie, Cartierul general al Comandamentului frontului germano-român transmite că odată cu victoria pentru cucerirea masivului Cornești, „cheia strategică a Basarabiei e în mâna noastră” și că Hotinul, Soroca, Orheiul și Chișinăul au fost eliberate. Pe 21 iulie, Divizia 10 infanterie trece Dunărea și eliberează localitățile Ismail, Chilia Nouă, Vâlcov și continuă să meargă către Cetatea Albă cu scopul eliberării totale a Basarabiei.
La 27 iulie 1941, Hitler îi trimite lui Antonescu un mesaj de felicitare pentru eliberarea Basarabiei și Bucovinei și îi cere să treacă Nistrul și să ia sub supraveghere teritoriul dintre Nistru și Bug. În martie 1944 trupele sovietice intră din nou în nordul Basarabiei (Hotin, Soroca, Bălți) iar la 24 august 1944, ele ocupă sudul Basarabiei.
După război, propaganda sovietică a încercat să demonstreze și o anumită mișcare de partizani în Basarabia, în spatele trupelor române. În realitate, mișcarea de partizani sovietică în Basarabia, în cel de al doilea război mondial, n-a existat. Unele acțiuni armate răzlețe care au fost semnalate în spatele frontului român au constituit acțiuni ale trupelor speciale sovietice parașutate într-o formă sau alta.

### Perioada sovietică
Odată cu sfârșitul celui de-al doilea Război Mondial în 1945, Basarabia revine sub ocupație sovietică, situație în care se va afla până în 1991. Uniunea Sovietică organizează aici Republica Sovietică Socialistă Moldovenească care se subordonează autorităților de la Moscova. În perioada 1940 - 1941 și 1944 - 1953, sute de mii de locuitori sunt uciși, închiși în lagăre sau deportați în Siberia, politica de deznaționalizare continuând și după această dată.
În anii 1946 -1947 a avut loc foametea generată de un complex de cauze: distrugerile din timpul războiului; seceta din anii 1945 și 1946; politica statului prin sechestrarea abuzivă a producției agricole aparținând gospodăriilor țărănești, colectările de grâu la stat fiind exagerate și necorespunzătoare proporțiilor recoltei.
Conform cercetărilor istoricului american Rudolf Joseph Rummel, de la Universitatea din Hawaii:
- Între iunie 1940 și iunie 1941, 300.000 de basarabeni și bucovineni au fost deportați, din care 57.000 au murit[52];
- Între martie 1944 și mai 1945, 390.000 de basarabeni și bucovineni au fost deportați, din care 51.000 au murit[53];
- Între mai 1945 și decembrie 1953, 1.654.000 de basarabeni și bucovineni au fost deportați, din care 215.000 au murit (majoritatea în gulag și pe drum)[54].

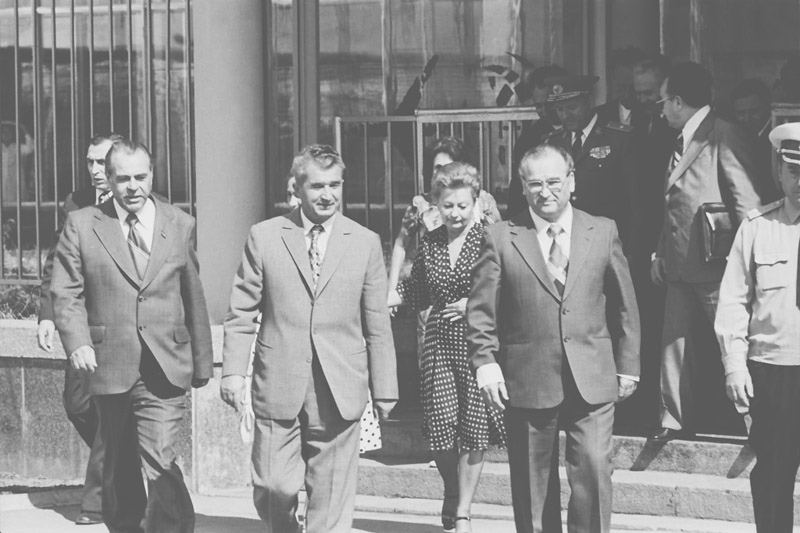
Nicolae Ceaușescu și Ivan Bodiul (în dreapta) celebrând la Chișinău, pe 2 august 1976, a 36-a aniversare a RSS Moldovenești.

În total, după Rudolf Joseph Rummel, aproximativ 2.344.000 de persoane, în mare parte români, au fost deportate din teritoriile anexate de URSS în 1940 în dauna României, din care 703.000 au fost ucise. Aceasta reprezintă o medie de 620 de persoane pe zi sau 18.600 pe lună, ceea ce înseamna aproximativ un tren de zece vagoane sau un convoi de camioane pe zi.
Potrivit cercetărilor istoricului american Charles King, diferența dintre populația teritoriului anexat la recensămintele din 1938 (românesc) și 1959 (sovietic), ținând cont de cei 280.000 de evrei deportați și uciși în perioada iulie 1941- martie 1944 și de intensa colonizare sovietică după august 1944, arată că deficitul demografic a fost compensat prin colonizare, dar, simultan, populația băștinașă a românilor moldoveni s-a menținut la fața locului în proporție de 59% (pentru tot teritoriul anexat, dar fără Transnistria) față de proporția de 74% înainte de război. Procentul de 15% din o medie de trei milioane de persoane reprezintă aproximativ 450.000 de persoane. Mulți locuitori români, ruși albi sau refugiați anticomuniști din Basarabia care nu au reușit să fugă în România când URSS a preluat controlul asupra acestui teritoriu, au fost capturați de către forțele NKVD sovietice; un procent ridicat din aceștia au fost împușcați sau deportați.
În noile condiții istorice create după 1985 de politica „glasnost”, în RSSM, în 1986 se formează Mișcarea Democratică din Moldova, devenită ulterior Frontul Popular din Moldova. Acesta organizează la 27 august 1989 o mare adunare națională care impune adoptarea, la 31 august 1989 a limbii române ca limbă de stat și revenirea la alfabetul latin. La 23 iunie 1990 parlamentul de la Chișinău adoptă declarația suveranității RSS Moldova, iar Mircea Snegur este ales președinte al republicii. La 23 iunie 1991 este adoptată noua denumire a statului – Republica Moldova. Iar în partea stângă a Nistrului, la 16 august 1990 este proclamată Republica Moldovenească Nistreană, cu reședința la Tiraspol, care nu recunoaște apartenența sa la Republica Moldova.

### A doua independență

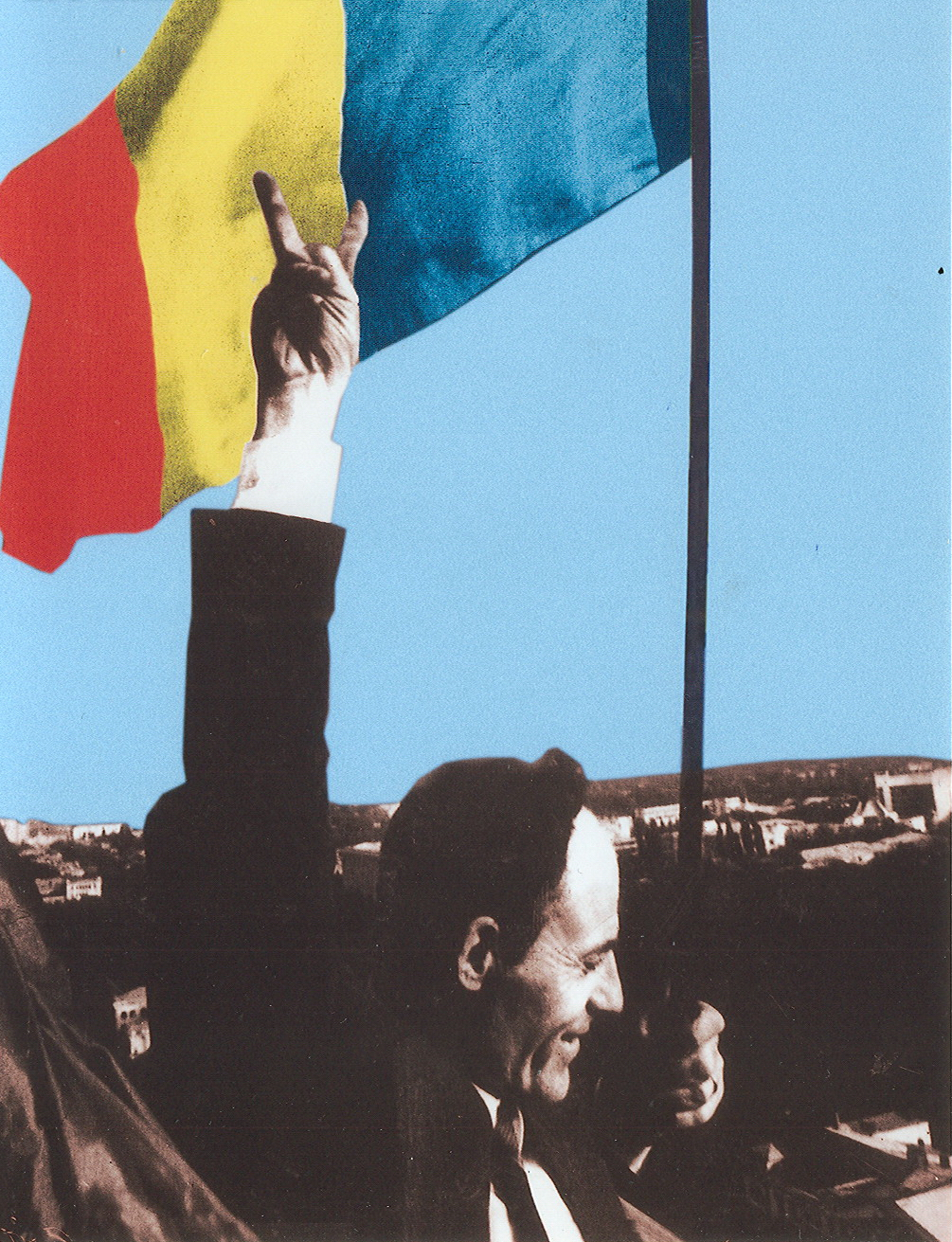
Gheorghe Ghimpu arborând Tricolorul românesc pe clădirea Parlamentului.

La 27 august 1991 în decursul procesului de destrămare a Uniunii Sovietice în state naționale, Republica Moldova și-a declarat independența. La doar câteva ore după proclamarea independeței, România recunoște oficial independența Republicii Moldova, devenind astfel prima țară care face asta. La 21 decembrie 1991 Republica Moldova semnează actul de constituire a Comunității Statelor Independente. În 1992 Republica Moldova devine stat-membru al Organizației Națiunilor Unite.
Înainte de proclamarea independenței, în țară a apărut o mișcare a băștinașilor majoritari, care sprijinea reunificarea Republicii Moldova cu România, dar și mișcări secesioniste care pledau pentru despărțirea unor teritorii (Transnistria, Găgăuzia) de Moldova. Cele din urmă, forțe separatiste, au proclamat unilateral independența teritoriilor respective. Au urmat o serie de ciocniri armate între trupele de ordine ale Republicii Moldova și milițiile rusofone ale Tiraspolului. Prima bătălie cu morți și răniți s-a produs pe podul peste Nistru de lângă Dubăsari, la 2 noiembrie 1990 (3 morți, peste 30 răniți din ambele părți). A urmat altă ciocnire sângeroasă în decembrie 1991 (3 morți, peste 5 răniți din ambele părți). De la 2 martie 1992 luptele în zona Nistrului au luat un caracter permanent, această data fiind considerată (cu unele contestări) începutul Războiul din Transnistria. Republica Moldova a fost nevoită să lupte pentru menținerea suveranității asupra teritoriului din stânga Nistrului, întâmpinând rezistență din partea Rusiei și Ucrainei, care au susținut armat forțele locale separatiste. La 21 iulie 1992, conflictul a fost aplanat printr-o convenție semnată între Republica Moldova și Federația Rusă.
Noul parlament, ales la 27 februarie 1994, ratifică tratatul din 1991 de aderare la CSI, renunță la imnul național „Deșteaptă-te, române!” și stabilește limba moldovenească drept limbă de stat. Prin noua Constituție din 1994 și Legea privind organizarea administrativ-teritorială a Republicii Moldova, Transnistria și Găgăuzia devin regiuni autonome în cadrul Republicii Moldova.
La 25 iunie 1995 Republica Moldova este admisă în Consiliul Europei. După alegerile parlamentare din 22 martie 1998 se constituie o alianță de centru-dreapta – Alianța pentru Democrație și Reforme –, care formează guvernul, iar Partidul Comuniștilor, obținând 40 din cele 104 mandate, trece în opoziție.
La 21 iulie 2000, Parlamentul Republicii Moldova adoptă un amendament la constituție, prin care Republica Moldova devine republică parlamentară, președintele statului urmând să fie ales de către parlament cu o majoritate de 3/5 din voturi. Incapacitatea parlamentului de a alege un nou șef al statului îi permite președintelui Lucinschi să dizolve la 31 decembrie 2000 organul legislativ, și să fixeze alegeri anticipate pentru 25 februarie 2001. Din 17 formațiuni politice înscrise în cursa electorală doar trei acced în parlament, Partidul Comuniștilor obținând 50,7% din sufragii, la redistribuirea mandatelor îi revin 71 din cele 101 de locuri în parlament. „Alianța Dumitru Braghiș” obține 13,3% din voturi și 19 mandate, iar Partidul Popular Creștin Democrat – 8,2% și 11 mandate. Liderul comuniștilor, Vladimir Voronin, este ales la 4 aprilie 2001 în calitate de nou șef al statului. Astfel, Republica Moldova este primul stat desprins din fosta Uniune Sovietică, în care Partidul Comunist nereformat revine la putere.
În martie–aprilie 2002, la Chișinău au loc ample manifestații populare împotriva deciziei de a introduce limba rusă ca a doua limbă oficială a statului.
La reuniunea de vârf a OSCE de la Istanbul din 1999, Rusia se angajează să-și retragă forțele din Transnistria, promisiune reiterată și la reuniunea de la Porto din 2002, fără a respecta însă nici unul din aceste angajamente până în prezent.
În alegerile parlamentare din 6 martie 2005 Partidul Comuniștilor obține 46% din sufragii și 56 din cele 101 mandate ale parlamentului; Blocul „Moldova Democrată” – 28,5% (34 de mandate), iar PPCD – 9,1% (11 mandate). La 4 aprilie 2005 Vladimir Voronin este reales de parlament în funcția de președinte.
În urma alegerilor parlamentare de la 5 aprilie 2009, Partidul Comunist a câștigat scrutinul cu 49,48% din voturi, obținând 60 din cele 101 de mandate în parlament; urmat de cǎtre Partidul Liberal cu 13,13%, Partidul Liberal Democrat cu 12,43% și Alianța Moldova Noastră cu 9,77%.
La 7 aprilie 2009, zeci de mii de protestatari, în mare parte tineri, au protestat la Chișinău, acuzând guvernul comunist de fraude electorale. Protestele pașnice au degenerat în violențe datorită provocatorilor, infiltrați în mulțime. Au fost atacate și ocupate clǎdirile Parlamentului și Președinției. Actele violente au fost condamnate de cǎtre OSCE.. Peste 100 de polițiști au fost răniți în confruntări. Iar în noaptea de 7 spre 8 aprilie sute de tineri au fost reținuți de poliție și maltratați în comisariate. Potrivit Ministerului de Interne, circa 270 de persoane au fost torturate atunci.
Partidele de opoziție au blocat de două ori alegerea candidatului comunist la funcția de președinte ceea ce a dus la dizolvarea parlamentului și organizarea de alegeri anticipate pe 29 iulie 2009, la care Partidul Comuniștilor se plasează din nou pe primul loc cu 44,69% (48 de mandate), dar partidele de opoziție (PL, PLDM, AMN și PDM) fac o coaliție numită Alianța pentru Integrare Europeană, și având majoritatea cu 53 din cele 101 de locuri în parlament formează un guvern. Alianța a încercat să aleagă președintele, unicul candidat la funcția de președinte fiind Marian Lupu, actualul președinte al PDM. PCRM nu a înaintat nici un candidat. Au avut loc două încercări de a alege președintele și ambele boicotate de către PCRM și soldate cu eșec din imposibilitate de acumulare a celor 3/5 din voturi pentru candidatură. A urmat trei perioade de interimat la funcția de șef al statului, Mihai Ghimpu (2009–2010), Vlad Filat (2010), Marian Lupu (2010–2012), ca în martie 2012 componentele Alianței să ajungă la un numitor comun numind în funcția de președinte o persoană apolitică, magistratul Nicolae Timofti.

## Geografie

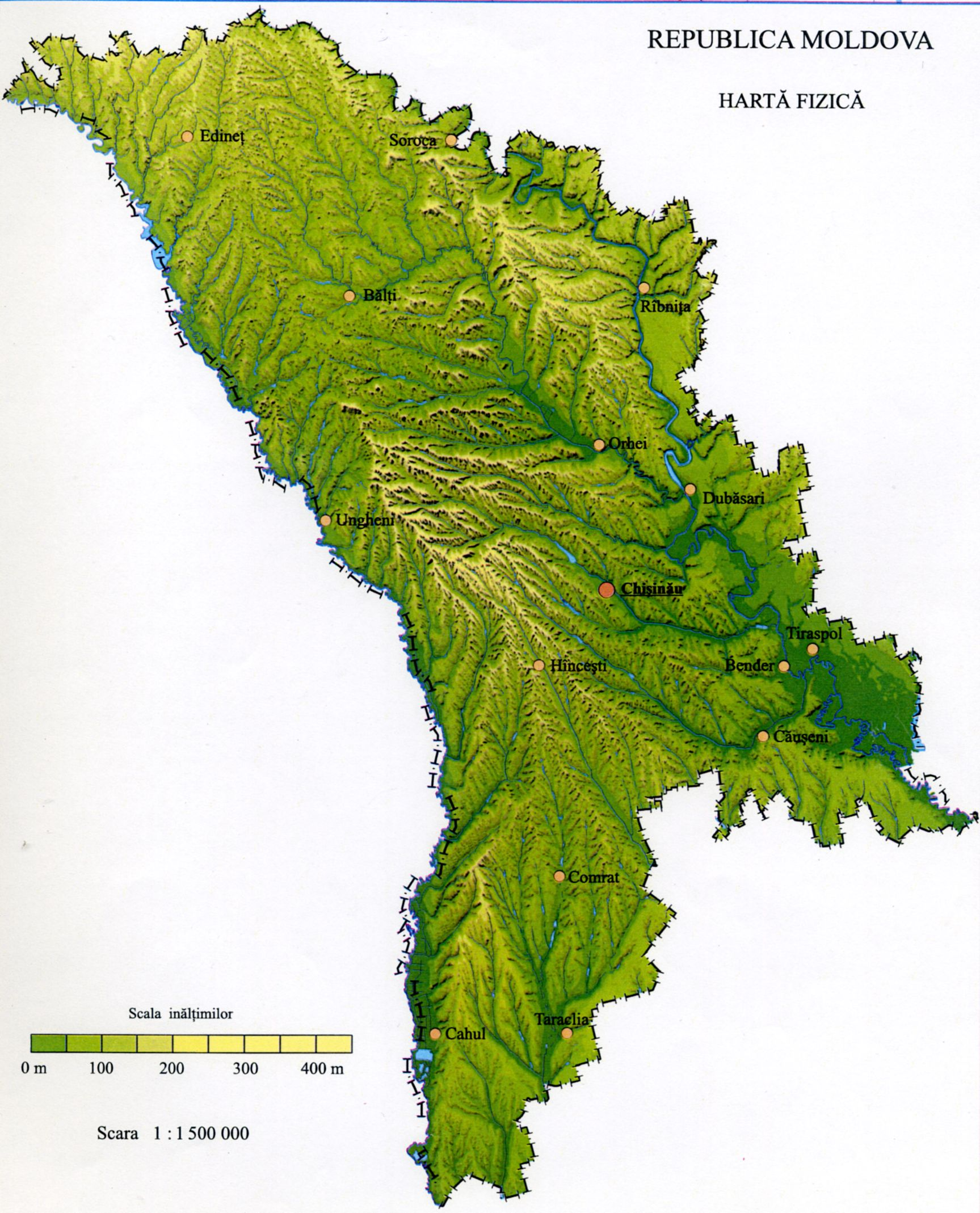
Harta fizică a Republicii Moldova

Republica Moldova este situată în partea de sud-est a Europei, în apropiere de centrul geografic al acestui continent, învecinându-se cu România la vest și Ucraina la nord, est și sud. Lungimea totală a frontierelor este de 1.389 km, 450 km cu România care se întinde aproape integral pe râul Prut, până la gura de vărsare a acestuia în fluviul Dunărea, și 939 km cu Ucraina. Ea se desfășoară predominant pe uscat și doar un sector mic-pe fluviul Nistru. Se răspândește între 45º28'01'' și 48º29'31'' N latitudine nordica (diferența de latitudine de 336,7 km în linie dreaptă) și între 26º40' și 30º6' E longitudine estica (aproximativ 150 km). Țara ocupă o suprafață de 33.843 km2, din care 472 km² sunt ape. Zonele arabile ocupă 53% de suprafeței ale Republicii Moldova, cele destinate culturii cerealiere — 14%, pășunile — 13%, pădurile — 9%. Alte zone, incluzând terenuri neproductive, formează 11% de teritoriul întreg al statului. Deși Republica Moldova nu are drept ieșire la mare, portul Giurgiulești de pe Dunăre asigură transportul maritim.

### Relief
Relieful actual al Republicii Moldova este fragmentat, reprezentat printr-o succesiune de podișuri și câmpii relativ joase. În ansamblu acesta este înclinat de la nord-vest spre sud-est. Cele mai ridicate regiuni sunt cele din podișurile de nord-vest și centru (300–400 m), în partea de sud altitudinile fiind mai reduse (100–200 m). Altitudinea medie este de 147 m, cea maximă de 429,5 m, în Dealul Bălănești, iar cea minimă – circa 2 m, în cursul inferior al Nistrului.
Nordul țării este ocupat de Platoul Moldovei care reprezintă o câmpie ușor ondulată având o înclinare spre sud. Altitudinile variază între 240 și 320 m. În partea de vest, în zona Prutului, se evidențiază un șir de recife, denumite toltre. Spre sud, Platoul Moldovei continuă cu Câmpia Moldovei de Nord (Câmpia Bălțului) cu relief slab fragmentat, pante mai domoale și altitudini absolute de 220–250 m. 

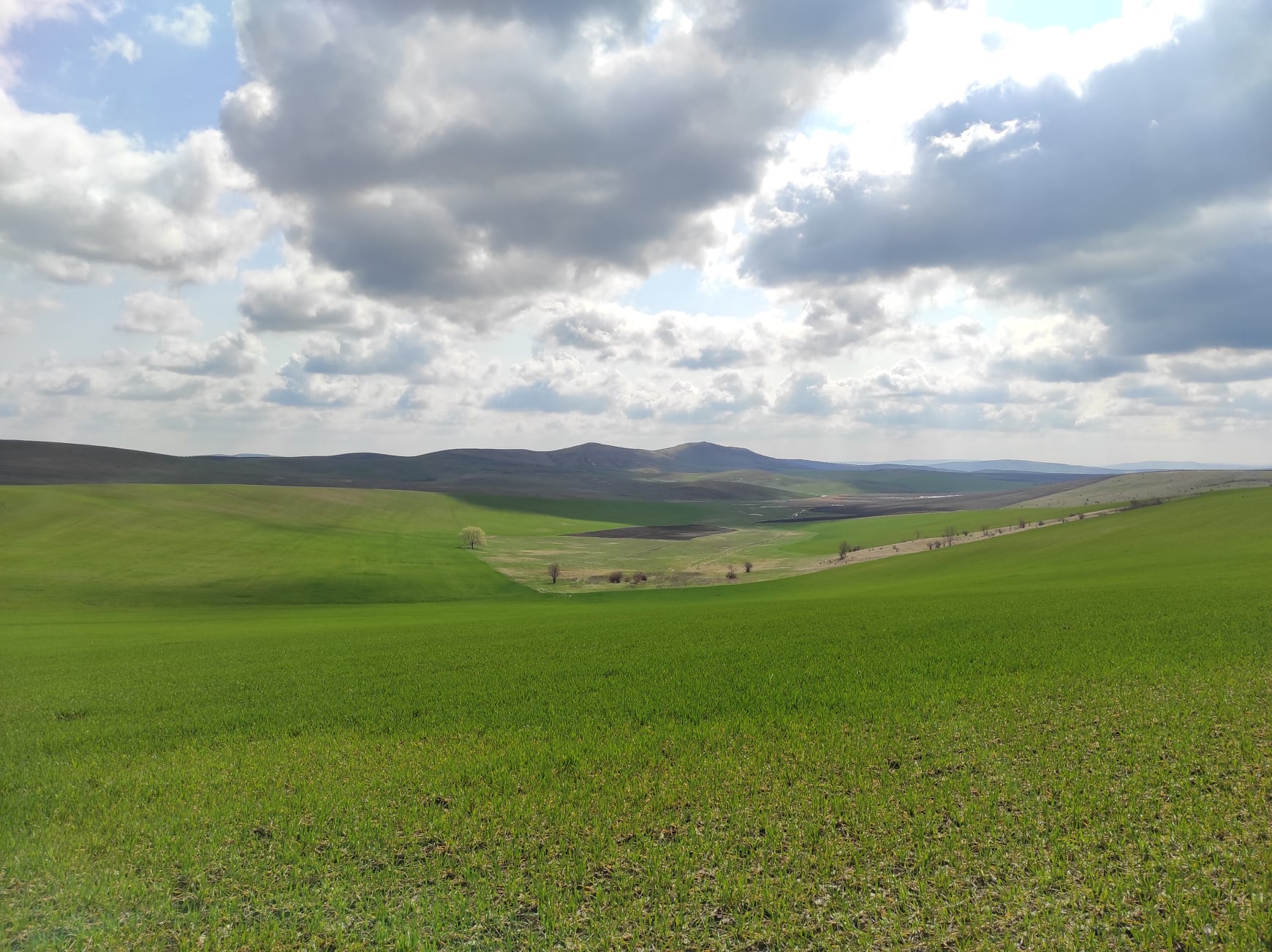
Peisaj tipic centrului țării

În cursul de mijloc al Răutului se află Podișul Ciuluc-Soloneț cu altitudinea maximă de 349 m (d. Rădoaia). Podișul este fragmentat de văi și vâlcele. Între Răut și Nistru este situat Podișul Nistrului având aspect de lanțuri de dealuri cu versanții de este mia fragmentați, altitudinea maximă – 350 m (d. Vădeni). În partea de est, pe malul Nistrului, s-au format văi adânci în formă de canioane săpate de afluenții fluviului.
În centrul țării se află Podișul Moldovei Centrale caracterizat prin dealuri înalte, înguste și alungite, care alternează cu văi adânci și hârtoape de 150–250 m. Interfluviile au aspect de lanțuri deluroase cu versanți priporoși și abrupți.
În sudul țării se întinde Câmpia Moldovei de Sud cu suprafață fragmentată de văi largi și disecate de ravene. Interfluviile ating câți kilometri în lățime, sunt plane și puțin ondulate. Altitudinea maximă Câmpiei Moldovei de Sud este de 247 m. Între râurile Prut și Ialpug se evidențiază Colinele Tigheciului – regiune deluroasă ce se întinde în direcția submeridională în partea de sud-vest a republicii. Altitudinea maximă este de 301 m (d. Lărguța).
La est de Podișul Nistrului, pe malul stâng al fluviului omonim, pătrund ramificații ale Podișului Podoliei cu un relief fragmente de o rețea de văi adânci în formă de canioane. La sud de orașul Dubăsari este situată Câmpia Nistrului Inferior cu suprafață plană și slab fragmentată, cu altitudini absolute până la 175 m.

### Geologie și tectonică

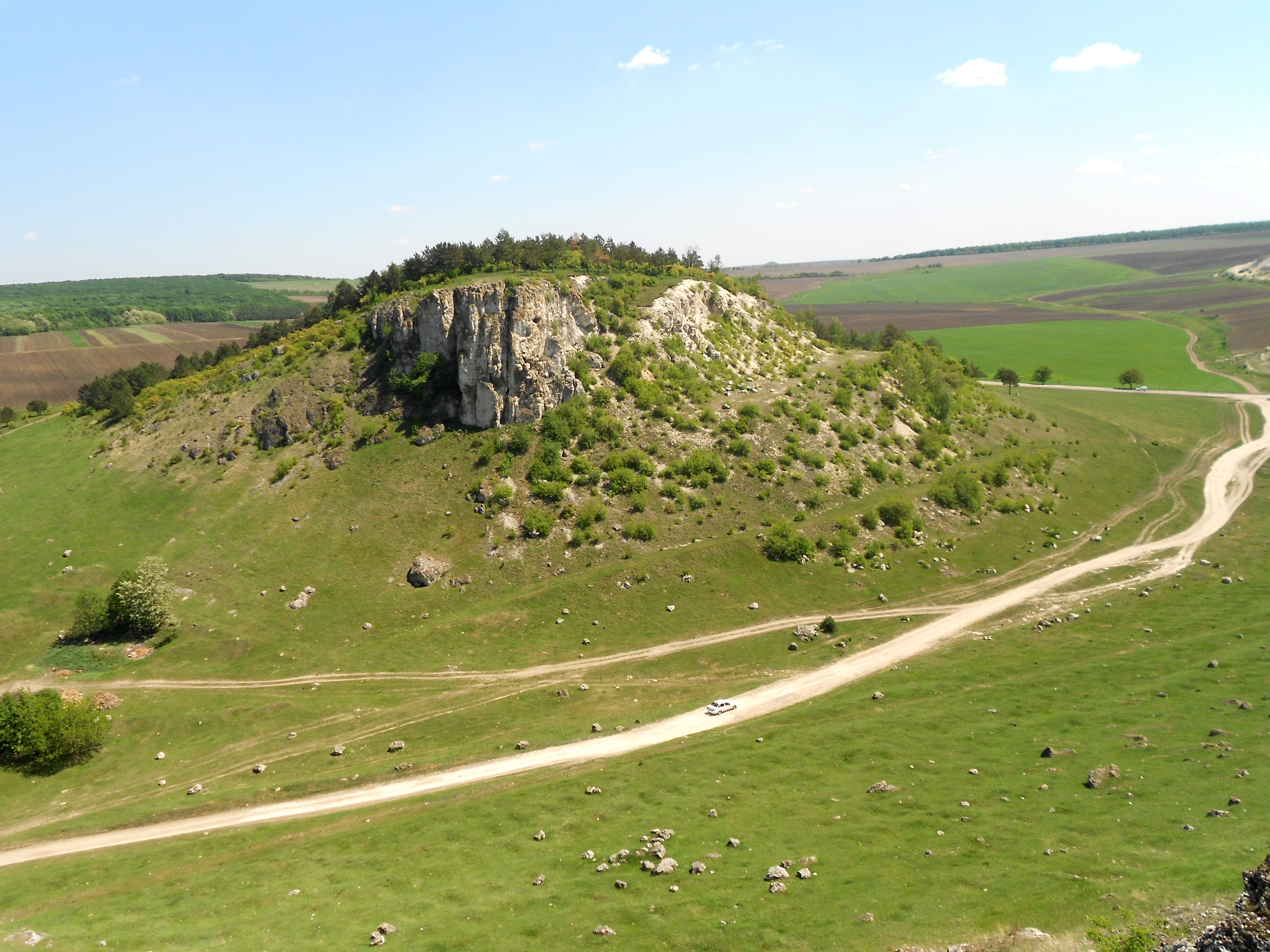
O stâncă calcaroasă din lanțul stâncos numit Toltrele Prutului, în preajma satul Fetești, Edineț.

Cea mai mare parte a teritoriului Moldovei reprezintă Platforma Moldovenească, sectorul de sud-vest al Platformei Europei de Est. În nord-estul Platformei Moldovenești apare la suprafața fundamentul cristalin denumit Scutul Cristalin Ucrainean. Fundamentul cristalin al Platformei Moldovenești de vârstă arhaică este compus din roci magamtice și metamorfice (granit, gnais etc). Fundamentul este acoperit de o cuvertură neogenă de roci sedimentare. Partea de sud-vest al teritoriului face parte din Platforma Scitică, fundamentul căruia este alcătuit din roci metamorfice cu intruziuni magmatice. La periferiile platformelor s-au dezvoltate depresiunile Mării Negre, Predobrogeană și Precarpatică.
Moldova este supusă pericolului seismic de un grad foarte ridicat, fiind determinată în principal de cutremurele de adâncime intermediară Vrancea. În funcție de îndepărtarea de focarul Vrancea, seismicitatea variază între 7 și 9 grade pe scara de 12 grade MSK. Cel mai distrugător cutremur a avut loc la 30 august 1986, care nu a atins o intensitate maximală posibilă, dar provocat mari pierderi materiale.
Printre fenomenele naturale ale Moldovei, un loc deosebit le revine vulcanilor noroioși. Cel mai dens situați vulcani noroioși au fost observați în lunca râulețului Delia. Aici pe o suprafață de aproximativ 2 ha se aﬂă 6 vulcani de diferite forme, dimensiuni și stadii de activitate. Alt vulcan noroios s-a format în valea râului Camenca lângă satul Mălăiești, Rîșcani, argilă căruia e utilizată de localnici. Vulcani noroioși au mai fost semnalați în valea Răutului în amonte de Bălți, în valea râului Larga (comuna Constantinești), pe terasa inferioară a Prutului (Bărboieni) și în valea râului Nârnova.

### Substanțe minerale utile
Principalele substanțe minerale extrase din subteran reprezintă materia primă pentru industria materialelor de construcție. În 2011 erau luate la evidență circa 400 de zăcăminte de substanțe minerale utile solide, cu rezerve industriale de 400 de milioane de tone de ghips, nisip pentru sticlă, tripol, diatomite etc. și 1.500 de milioane de metri cubi de calcar, piatră brută, prundiș, argilă etc.
În sudul țării au fost identificate rezerve modeste de hidrocarburi: petrol (Văleni), gaz natural (Victorovca) și cărbune brun (Etulia). Potrivit estimărilor efectuate conform datelor din perioada sovietică rezerve de petrol sunt de circa 2,1 milioane de tone și de gaze naturale – 960 de milioane m3. Totodată, se prognoza existența altor zăcăminte la adâncimi mai mari.

### Sol

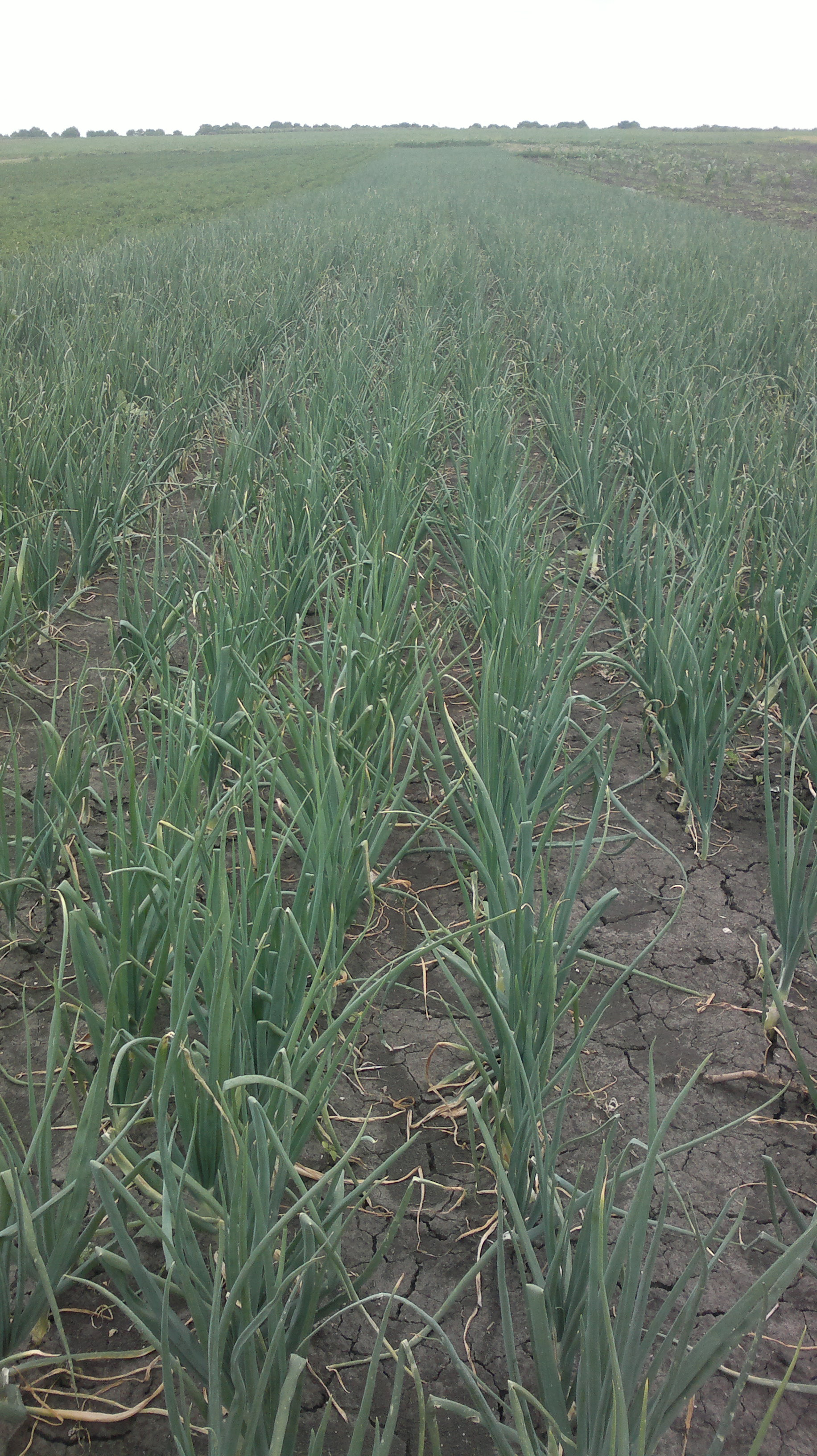
Cernoziom cultivat cu ceapă în nordul țării.

Solul constituie principala bogăție naturală a Republicii Moldovei. Fondul funciar al Republicii Moldova la 
1 ianuarie 2010 constituie 3,384 mln ha. Terenurile agricole ocupă circa 2 mln ha (59,0 la sută), inclusiv: terenuri arabile – 1820,5 mii ha (72,7 la sută), plantații pomiviticole – 303,0 mii ha (12,1 la sută), pajiști – 356,1 mii ha (14,2 la sută) .
Învelișul de sol include trei tipuri zonale: solurile brune, care predomină pe Podișul Moldovei Centrale (în zona Codrilor), solurile cenușii răspândite în regiunile deluroase, și cernoziomurile formate în condiții de stepă pe terenurile cu altitudini mai joase. Aceste tipuri de sol sunt reprezentate de 11 subtipuri care constituie spectrul zonal al solurilor. În cadrul solurilor zonale sunt răspândite fragmentar soluri intrazonale, formarea cărora este condiționată de particularitățile specifice ale rocilor (soluri litomorfe), influența apelor freatice (hidromorfe) sau a sărurilor solubile (halomorfe). În văi și lunci pe sedimentele recente se forează solurile deluviale și aluviale (dinamomorfe).
Cele mai fertile sunt cernoziomurile caracterizate prin culoare închisă și o grosime mare a stratului de humus, având o structură bine pronunțată, ce conțin 3-7% de humus în funcție de subtip.

### Climă

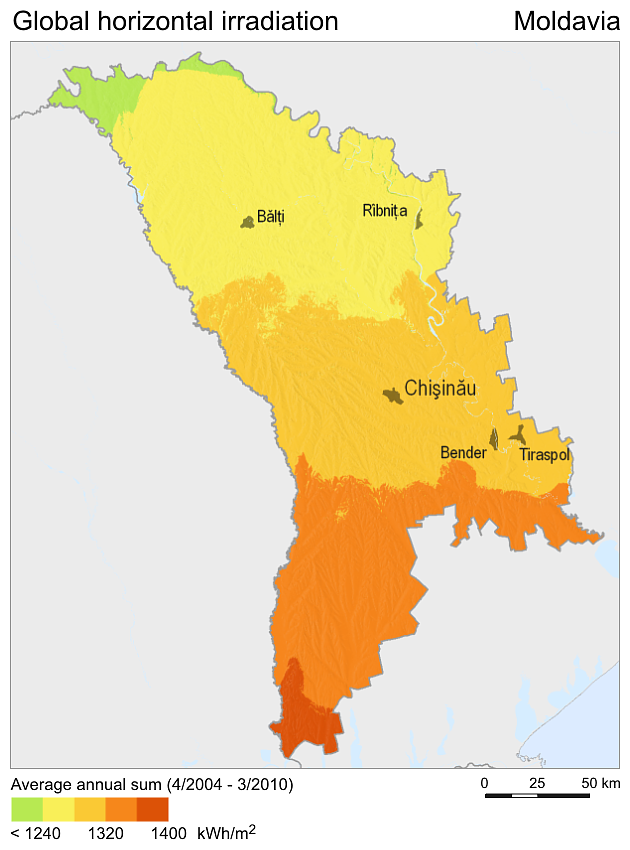
Distribuirea radiației solare în țară

Republica Moldova este plasată în zona cu clima temperat-continentală, influențat de apropierea de Marea Neagră și de interferența aerului cald-umed din zona mediteraneană, cu umiditate insuﬁcientă, ceea ce determină o frecvență mare a secetelor. De exemplu, doar în perioada 1990-2007, în țară au fost înregistrate nouă secete. Cele patru anotimpuri sunt bine evidențiate, iarna fiind blândă, iar vara caldă. Mișcarea generală a maselor de aer ale atmosferei de cele mai multe ori este din partea Atlanticului de Nord-Vest și Sud-Vest. Temperatura medie anuală a aerului din nord spre sud variază între 8,0 °C (Briceni) și 10,0 °C (Cahul) semnalându-se o încălzire a climei, iar a solului între 10 °C și 12 °C. În Republica Moldova sunt aproximativ 2.060–2.360 de ore cu soare pe an, temperatura pozitivă se înregistrează în 165-200 de zile pe an, precipitațiile variază între 370–560 mm/an și aproape 10% din ele cad sub formă de zăpadă, care se topește de câteva ori pe iarnă.
Iarna în Republica Moldova este blândă cu temperatura medie în ianuarie de -5 °C — -3 °C, în unele zile ea poate să coboare la -15 °C — -20 °C, iar în cazul pătrunderii maselor de aer arctic chiar până la -35 °C. Primăvara este un anotimp instabil când se mărește numărul zilelor cu soare și temperatura medie a aerului este în creștere. În mai temperatura se stabilește în jurul gradației 15 °C și scade pericolul înghețurilor târzii. Vara este călduroasă și de lungă durată, cu perioade mari lipsite de precipitații. Temperatura medie în iulie este de 19,5 °C — 22 °C, deseori depasind aceasta medie iar in unele zile temperaturile pot atinge 32 °C. Vara ploile de cele mai dese ori sunt scurte și abundente, provocând uneori inundații locale. Toamna este și ea caldă și lungă. În noiembrie temperatura medie coboară la 3 °C — 5 °C și pot începe primele ninsori și înghețuri.

### Hidrografie

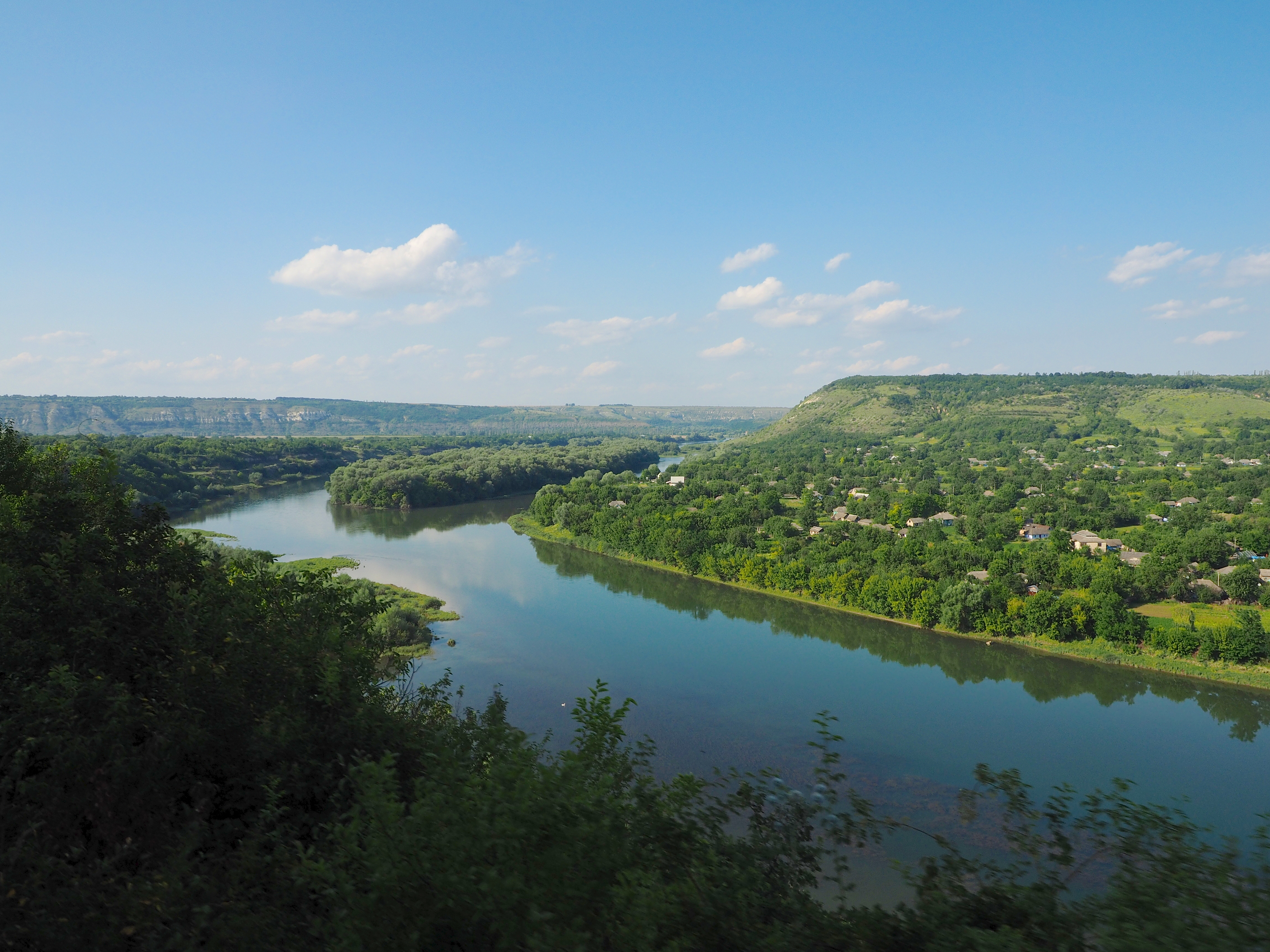
Peisaj. Nistrul.

Bazinul hidrografic al Republicii Moldova este reprezentat prin 3621 râuri și pârâuri cu lungimea totală de circa 16.000 km, inclusiv 7 cu lungimea de peste 100 km, 247 - de peste 10 km; pe un sector de 700 m curge și Dunărea. Cele mai lungi râuri sunt Nistru, Prut, Răut, Bâc, Botna, Ichel, Cogâlnic și Ialpug. Densitatea medie a rețelei hidrografice este de 0,48 km/km2. Cel mai mare debit al râurilor se înregistrează primăvara, când se topesc zăpezile. Resursele de apă transfrontaliere ale fluviilor Nistru și Prut constituie în medie 90% din totalul resurselor de apă din țară.
Lacurile naturale nu sunt numeroase, majoritatea amplasate în luncile râurilor Prut (Beleu, Rotunda, Foltane) și Nistru (Nistrul Vechi, Cuciurgan). În proprietate publică sunt circa 4350 acumulări de apă cu o suprafață totală de peste 300 km2 și o capacitate totală de păstrare a apei de circa 1,5 km3, din acestea 126 cu un volum mai mare de 1 mil. m3. Apa din aceste lacuri este destinate pentru irigație, pescuit, odihnă, necesități industriale, protecția contra inundațiilor. În Moldova există două rezervoare mari: Lacul Costești - Stânca pe râul Prut (cel mai mare; 678 mil. m3), gestionat în comun cu România, și Lacul Dubăsari (235 mil. m3) pe râul Nistru.

### Floră
Atât așezarea geografică cât și clima sau relieful au influențat semnificativ componența vegetației. În ecosistemele Republicii Moldova au fost determinate circa 5513 specii de plante, în ultimii 50 de ani, au dispărut 31 de specii. Factorul uman a fost și el un factor destul important în acest domeniu. În a doua ediție a Cărții Roșii a Republicii Moldova sunt incluse 81 de specii de angiosperme, 1 gimnospermă, 9 pteridofite, 10 briofite, 16 licheni și 9 ciuperci, unele specii subendemice – Genista tetragona, Centaurea thirei, Centaurea anngelescui, Euonymus nana. Există 2 zone vegetație în Republica Moldova, acestea fiind zona stepei și cea a silvostepei.

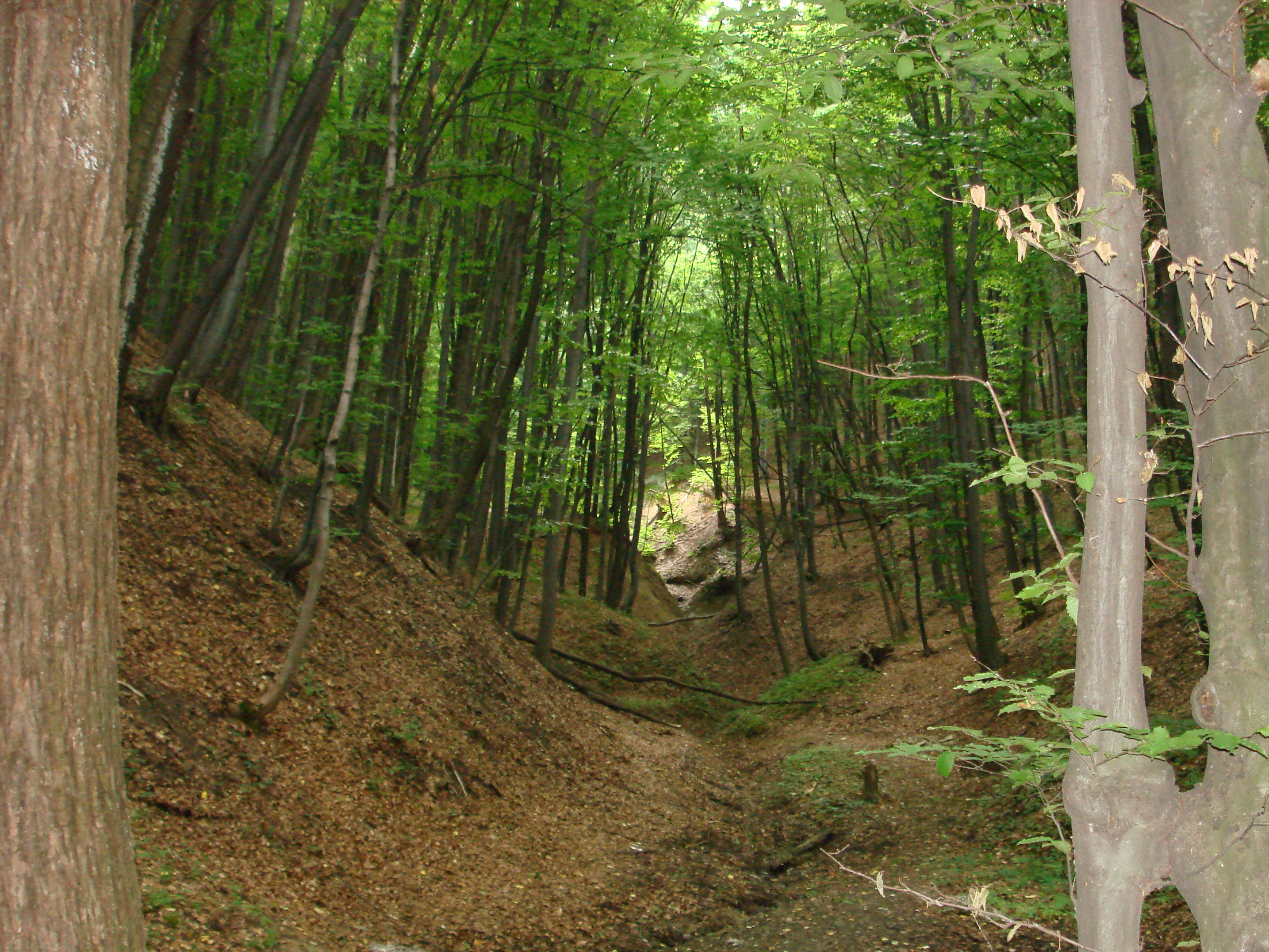
Un desiș forestier din raionul Strășeni

Zona de stepă ocupă mai ales regiunile situate la sudul Podișului Codrilor și la sudul și estul Colinelor Tigheciului - stepa Bugeacului, întâlnindu-se de asemenea și la Nord, în stepa Bălțului, aceste zone sunt îndeosebi valorificate în agricultură și există puține suprafețe unde încă se mai păstrează vegetația caracteristică acesteia. Din stepele din trecut au rămas 65 mii ha, 1,92% din suprafața țării. Flora stepelor este alcătuită din plante xerofite din familiile graminee, ciperacee, fabacee, iar genurile cele mai răspândite sunt: păiușul (Festuca), colilia sau negara (Stipa), ovăzul sălbatic (Avena), firuța (Poa), iar dintre dicotiledonate: păpădia (Taraxacum), salvia (Salvia), jaleșul (Stachys), pelinul (Artemisia).
Zona silvostepei se întâlnește în regiunile cu relief fragmentat, caracteristice mai ales Podișului Codrilor. Pădurile ocupă 9,6% din suprafața țării – în nord pădurilor le revin 7,2%, în centru – 13,5% și în zona de sud – 6,7% din teritoriu. Vegetația forestieră este reprezentată prin stejar pufos, stejar pedunculat, fag, carpen, mesteacăn, gorun, tei, ulm, paltin, arțar. Învelișul de iarbă constă din hirușor, golomăț, păiuș, rourică, sânziene, cinci-degete, mierea-ursului. În văile râurilor și lacurilor se pot întâlni pădurile de luncă, compuse din specii de copaci iubitori de umezeală cum ar fi sălciile și plopii.
Flora acvatică și palustră însumează circa 60 de specii de plante superioare, din 23 familii și 27 genuri. Cel mai numeros gen este Potamogeton – 15 specii, răspândite sunt stufărișurile (Phragmites australis) și păpurișurile (Typha latifolia, Typha angustifolia).
Pinofitele sunt reprezentată de o singură specie în flora spontană – Cârcel (Ephedra distachya). În parcuri, fâșii forestiere au fost plantați pini, molizi, tui, jneapăni, anterior nespecifice pentru Moldova.
O distribuție redusă prezintă ferigile și ecvizetofitele. În urma cercetărilor din 1965-1996 s-au determinat 26 specii ferigi ce se referă la 9 familii și la 15 genuri (Dryopteris filix-mas, Salvinia natans, Asplenium trichomanes). Din ecvizetofite au fost semnalate 8 specii (Equisetum telmateia, Equisetum pratense etc.).
Lichenoflora Moldovei înregistrează circa 200 de specii și varietăți – licheni crustoși (Verrucaria fuscella, Pyrenula nitida, total 108 sp.), urmați de lichenii foliacei (Peltigera canina, Xanthoria parietina, 80 sp.) și fruticuloși (Ramalina fraxinea, Cladonia fimbriata, 18 sp.). De asemenea, în flora Moldovei s-au identificat 124 de specii de mușchi (Pleurozium schreberi, Plagiochila asplenioides, Marchantia polymorpha, Funaria hygrometrica).
În ecosistemele acvatice și cele terestre au fost depistate 3500 de specii de alge, în special alge verzi, diatomee, alge albastre verzi, euglenofite, alge heteroconte etc.

### Faună
Lumea animală depinde implicit de caracterul florei care îi oferă hrană, adăpost și siguranță. Fauna Moldovei cuprinde circa 17 mii specii de animale dintre care 16,5 mii sunt nevertebrate și 460 vertebrate. Fauna vertebratelor include 70 specii de mamifere, 281 specii de păsări, 14 specii de reptile, 14 specii de amfibieni și 82 specii de pești. În a doua ediție a Cărții Roșii sunt înscrise 16 specii de mamifere, 39 de specii de păsări, mai vulnerabile și periclitate cele răpitoare , 8 reptile, 1 amfibian, 12 pești, 1 chișcar, 37 insecte, 1 crustaceu și 3 moluște. În pădurile Moldovei se pot distinge unele specii de animale ca: căprioara, mistrețul, vulpea, bursucul, veveriță, jderul sau pisica sălbatică și specii de păsări ca coțofana, pupăza, privighetoarea, mierla. În zonele de stepă se găsesc și următoarele specii de rozătoare: șoarecele de câmp, hârciogul, iepurele, popândăul, de păsări: ciocârlia, prepelița, potârnichea, și mai rar, dropia și alte animale precum bursucul și vulpea.

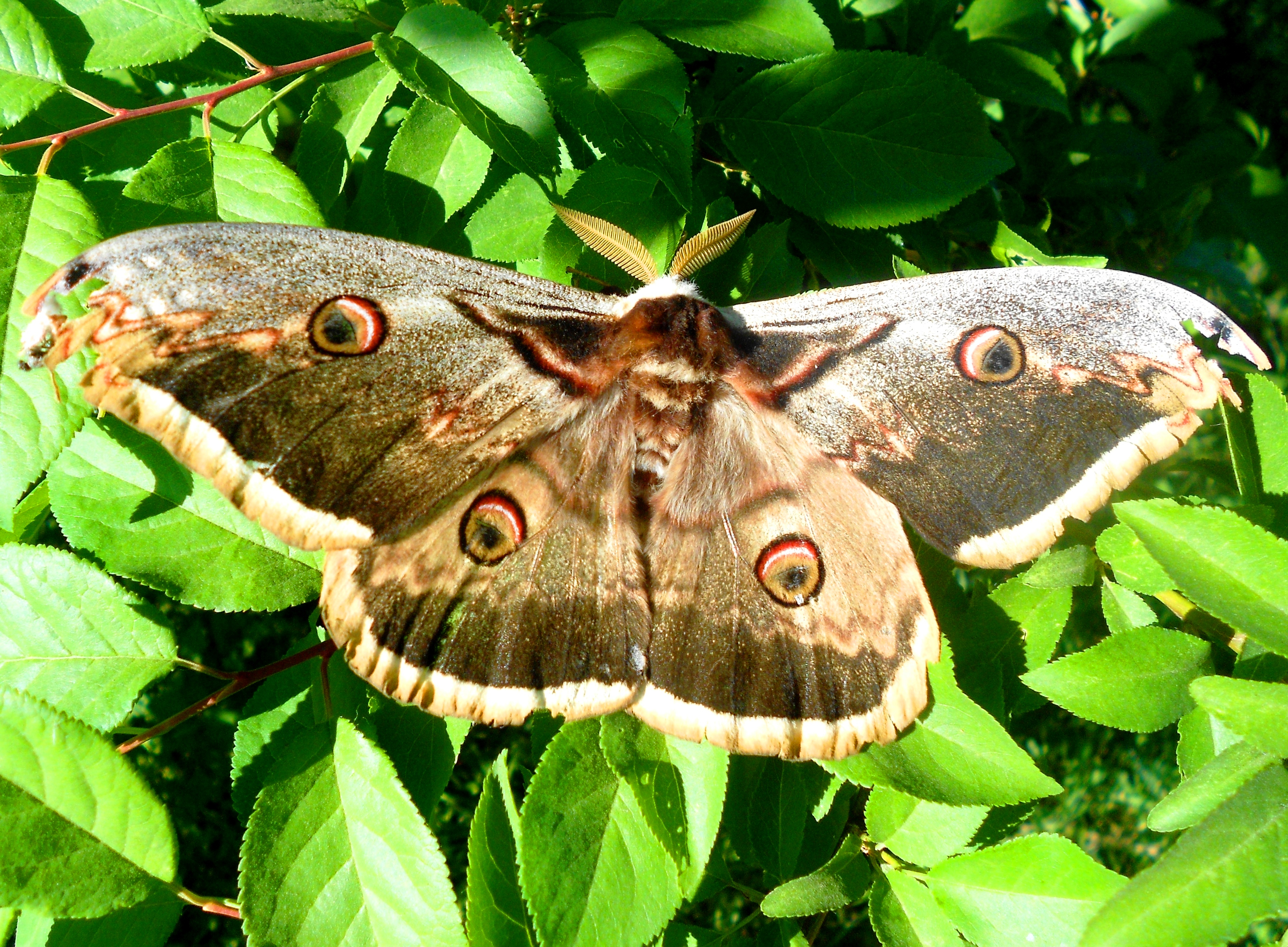
Saturnia pyri – cel mai mare lepidopter din Moldova

Lacurile și bălțile sunt populate mai ales de gâște, rațe sălbatice și lebede. În mediul acvatic și anume în râurile și lacurile din țară se întâlnesc următoarele specii de pești: crapul, știuca, șalăul, somonul ș.a.
Cea mai mare parte a nevertebratelor o alcătuiesc insectele peste 10.000 de specii din 28 de ordine. Cele mai diversificate ordine sunt Coleopterele, peste 2 mii de specii: rădașca (Lucanus cervus, 75 mm), gândacul rinocer (Oryctes nasicornis, 41 mm), croitorul mare al stejarului (Cerambyx cerdo, 56 mm) etc., și lepidopterele, cu peste 800 de specii: fluturele ochi de păun mare (anvergura aripilor – 150 mm), fluturele cap de mort (anvergura – 120 mm). În entomofauna republicii se mai întâlnesc efemeroptere, libelule, ortoptere, blatoide, dermoptere, isoptere, himenoptere, neuroptere, diptere ș.a.
Arahnofauna este slab reflectată în publicațiile științifice, cei mai studiați fiind păianjeni, cu peste 300 de specii, și acarienii din sistemele agricole.
Din crustacee se întâlnesc 320 de specii din 10 ordine, cele mai numeroase fiind filopodele, copepodele, podocopidele și amfipodele. Moluștele sunt reprezentate de gasteropode – 60 de specii acvatice și 70 terestre (Helix pomatia, Carychium minimum) și bivalve – 30 de specii (Anodonta cygnea, Adacna vitrea).
Anelidele din Moldova aparțin la trei clase: polichete (2 specii, incl. Hypania invalida), oligochete – întâlnite în mediul acvatic și terestru (Achaeta bohemica, Lumbricus terrestris) și hirudinee (Hirudo medicinalis, Helobdella stagnalis). O atenție deosebită este acordată nematodelor, ma ales celor fito și zooparazite.
Mai puțin numeroase sunt rotiferele, plathelminții, briozoare, tardigradele, gastrotrihele, celenteratele și spongierii.
Diversitatea protozoarele este reprezentată de sarcodine (aprox. 500 de specii), mastigofore (cca. 200 de specii), sporozoare, ciliofore (cca. 650 de specii).

## Politică

### Politică internă
Parlamentul Republicii Moldova este unul unicameral și are 101 de locuri (majoritatea simplă, conform Curții Constituționale, fiind de 52 voturi), iar membrii săi sunt aleși prin vot popular la fiecare 4 ani. Conform articolului 78, alin. 1, din Constituția Republicii Moldova, președintele (șeful statului) este ales prin vot universal, egal, direct, secret și liber exprimat de către cetățeni, o dată la 4 ani. Președintele propune prim-ministrul (șeful guvernului) care la rândul său întemeiază un cabinet guvernamental, ambele cu acordul Parlamentului.
După alegerile din 6 martie 2005, majoritatea parlamentară o deținea Partidul Comuniștilor din Republica Moldova (PCRM), care dispune de 55 locuri. Opoziția este reprezentată de patru formațiuni politice – Alianța „Moldova Noastră” – 13 locuri, Partidul Democrat din Moldova – 9 locuri, Partidul Popular Creștin Democrat – 7 locuri, Partidul Social-Liberal – 3 locuri, precum și de 14 deputați neafiliați (inclusiv 4 deputați membri ai Partidului Democrației Sociale și 2 deputați membri ai Partidului Național Liberal, formațiuni constituite după alegerile parlamentare din 6 martie 2005).
Spectrul politic din Moldova s-a schimbat în mod vizibil din 2005. Blocul „Moldova Democrată” (BMD), aflat în opoziție, a obținut 29% din voturi la alegerile din 2005. Această formațiune s-a dezintegrat însă în decurs de câteva săptămâni de la alegeri, după ce PDM și PSL s-au despărțit de Bloc, lăsând doar Alianța „Moldova Noastră” (AMN). În vreme ce PPCD și PDM au menținut într-o oarecare măsură colaborarea cu PCRM, aflat la putere, PSL a retras în mod public sprijinul acordat anterior PCRM. Restul opoziției de centru și centru dreapta constă în principal din Partidul Social-Democrat din Moldova (PSDM), Partidul Democrației Sociale (PDS), Partidul Popular Republican (PPR) și Partidul Național Liberal (PNL)3. Opoziția de stânga este reprezentată în principal de Partidul Socialiștilor din Republica Moldova „Patria-Rodina” (PSRM) și de Mișcarea Social-Politică „Ravnopravie”.
     PAS (63)
     BeCS (32)
     PSRM (22)
     PCRM (10)
     PPȘ (6) 

Guvern (63)
PAS (63)
Opoziție (38)
BeCS (32)
PSRM (22)
PCRM (10)
PPȘ (6)

Alegerile parlamentare din 5 aprilie 2009 sunt câștigate din nou de Partidul Comuniștilor din Republica Moldova – 60 locuri, acesta fiind acuzat de opoziție că a fraudat masiv alegerile, urmat de Partidul Liberal – 15 locuri, Partidul Liberal Democrat – 15 locuri și Alianța Moldova Noastră – 11 locuri. Aceste alegeri nu au fost validate niciodată, fiind organizate alte alegeri repetate mai târziu.
La acest scrutin, 5 aprilie 2009, s-au desfășurat alegeri la nivel local pentru a patra oară de când Moldova a obținut independența în 1991, și al treilea scrutin național de la venirea la putere a Partidului Comuniștilor din Republica Moldova (PCRM) în 2001. La alegerile parlamentare din 2005 PCRM a obținut 46% din voturi și 56 dintre cele 101 locuri în parlament. În urma alegerilor, PCRM a ajuns la o înțelegere cu mai multe partide de opoziție, inclusiv Partidul Democrat din Moldova (PDM), Partidul Social-Liberal (PSL) și Partidul Popular Creștin Democrat (PPCD), care i-au acordat susținerea necesară pentru realegerea lui Vladimir Voronin ca președinte al republicii la data de 4 aprilie 2005.
În martie 2012, Nicolae Timofti, candidatul Alianței pentru Integrare Europeană a fost ales președinte al Republicii Moldova în Parlamentul de la Chișinau. La 22 mai 2012, Nicolae Timofti a promulgat Legea cu privire la modificarea și completarea Legii 100 privind actele de stare civilă; ca urmare a acestei legi, cetățenii Republicii Moldova pot să-și indice în actul de identitate naționalitatea română dacă se auto-identifică români.
Alegerile parlamentare din 30 noiembrie 2014 au fost cea de-a VIII-a competiție electorală de acest fel după proclamarea independenței Republicii Moldova, la scrutin participînd 26 de concurenți electorali (la finele campaniei au rămas 24 de concurenți). Rata de participare la scrutin a constituit 57,28%, iar mandatele de deputat au fost distribuite în felul următor: PSRM — 25 de mandate, PLDM — 23, PCRM — 21, PDM — 19 și PL — 13.
Pe 30 octombrie și 13 noiembrie 2016 în Republica Moldova s-au desfășurat alegerile prezidențiale, după ce prin decizia Curții Constituționale din 4 martie 2016 s-a revenit la alegerea Președintelui prin vot direct de către cetățeni. Primul tur de scrutin din 30 octombrie 2016 cu o rată de participare de 50,95% a fost validat, fiind depășit baremul de validare al alegerilor de 1/3 din numărul alegătorilor înscriși în listele electorale. Deoarece niciunul dintre cei 9 candidați la funcția de Președinte al Republicii Moldova nu a întrunit 50% din voturile valabil exprimate, un al doilea tur de scrutin a fost organizat pe 13 noiembrie 2016. Lupta s-a dat dintre primii doi candidați care au obținut cel mai mare număr de voturi pe 30 octombrie — Igor Dodon și Maia Sandu. Prezența la vot a fost de 53,45%, iar Igor Dodon a fost ales în funcția de Președinte al Republicii Moldova.
La alegerile prezidențiale din 2020, în turul al doilea de scrutin, Maia Sandu a câștigat cu 57,75% din voturi, în timp ce Igor Dodon a strâns 42,2%. În alegerile parlamentare anticipate, convocate în anul următor, Partidul Acțiune și Solidaritate, care a susținut-o pe Maia Sandu la prezidențiale, a obținut și majoritatea locurilor în Parlament.

### Politică externă

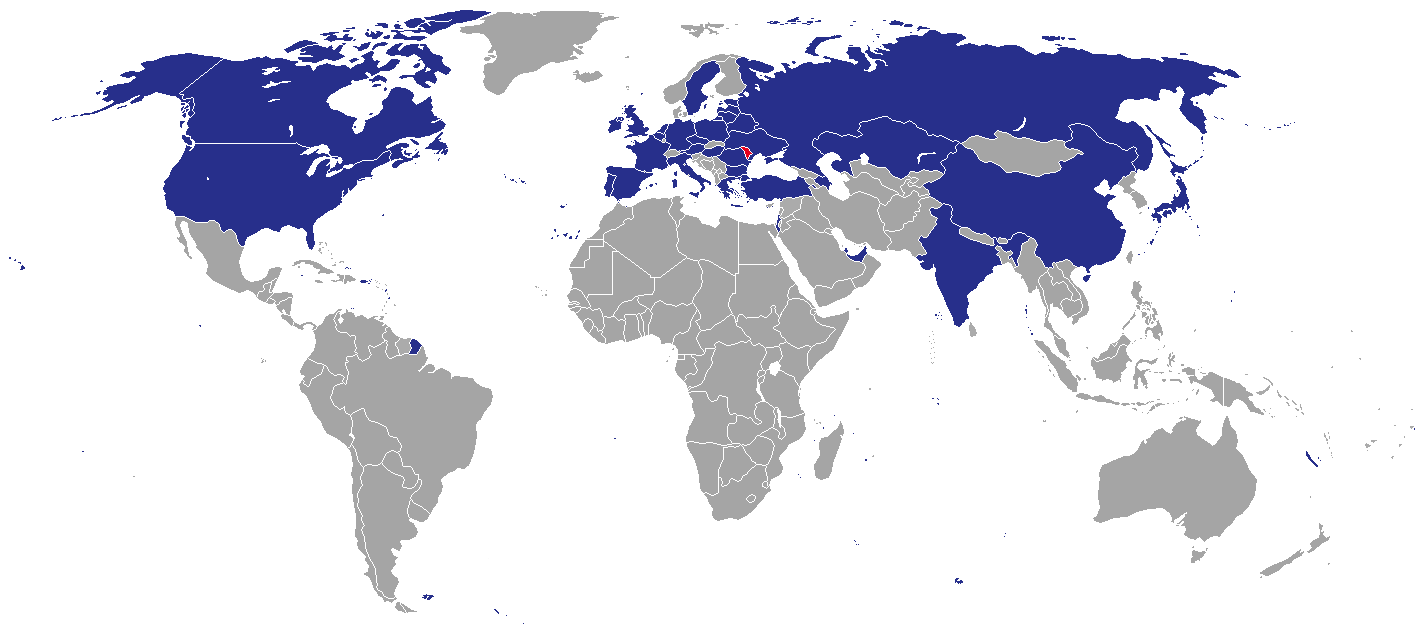
Misiunile diplomatice ale Republicii Moldova în străinătate

Ministerul Afacerilor Externe și Integrării Europene este organul central de specialitate al administrației publice, abilitat să promoveze și să realizeze politica externă a statului. Aparatul central al Ministerului, oficiile consulare, misiunile diplomatice, reprezentanțele și misiunile de pe lîngă organizațiile internaționale, precum și personalul, care activează în cadrul acestora, constituie, în ansamblu, Serviciul diplomatic al Republicii Moldova.
În domeniul integrării europene, dialogul bilateral cu Uniunea s-a intensificat după 2007 în cadrul Politicii Europene de Vecinătate, după ce, la 22 februarie 2005, la Bruxelles, se semnase un Plan de Acțiuni RM-UE; Republica Moldova a deschis în mai 2005 o misiune diplomatică pe lângă Comunitățile Europene (mai 2005), iar Comisia Europeană a deschis la rândul său Oficiul Delegației Comisiei Europene în Republica Moldova în octombrie 2005. Uniunea Europeană desemnează un Reprezentant Special pentru Republica Moldova și participă în formatul de negocieri extins privind conflictul transnistrean, cu alături de SUA, Rusia și autoritățile transnistrene (5+2).
În noiembrie 2013, la Vilnius, Republica Moldova a parafat cu Uniunea Europeană un Tratat de Asociere și un Tratat de Liber Schimb, ca urmare produsele moldovenești au căpătat acces liber pe piața comunitară, iar din 28 aprilie 2014 cetățenii țării pot circula fără vize în țările Schengen și în țările care folosesc regimul Schengen. În contextul invaziei ruse a Ucrainei, în vara lui 2022, Republica Moldova a cerut și a obținut statutul de stat candidat la aderarea în Uniunea Europeană.
O evoluție pozitivă au avut relațiile Republicii Moldova cu Alianța Nord-Atlantică. Nivelul calitativ nou al acestor relații a fost definit în Planul Individual de Acțiuni al Parteneriatului Republica Moldova – NATO (IPAP), implementarea căruia va contribui la intensificarea dialogului politic și aprofundarea cooperării RM cu statele aliate și cele partenere, va asigura modernizarea și reformarea sectorului național de securitate și apărare.

### Forțele armate

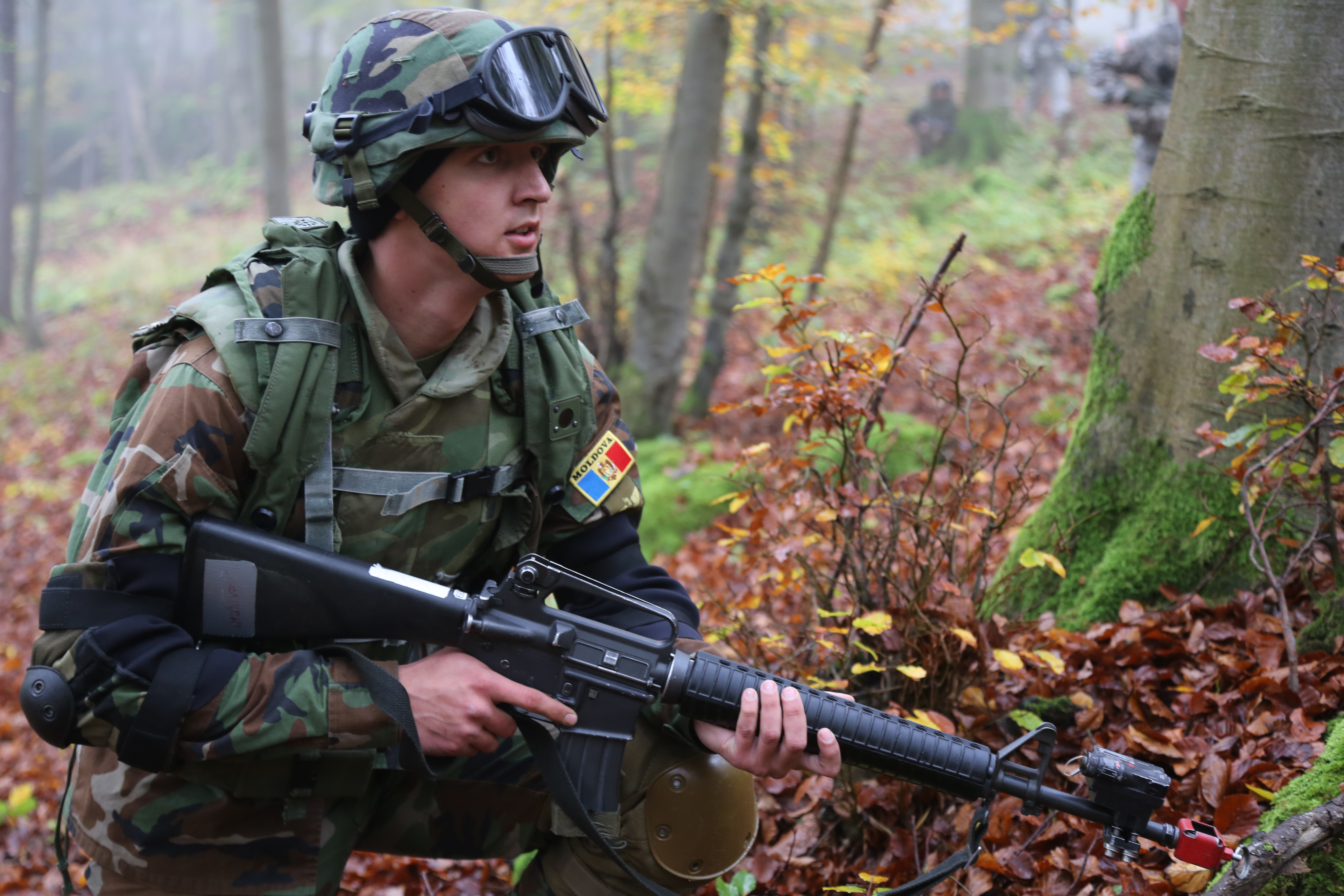
Soldați din cadrul Forțele Terestre în cadrul unor exerciții de pacificare

Conform articolului 11, punctul 1, din Constituția Republicii Moldova, Republica Moldova este un stat neutru, acest statut având un caracter permanent. Forțele armate ale Republicii Moldova sunt constituite din Armata Națională și Trupele de carabinieri. Armata Națională, la rândul său, constă din Forțele Terestre și Forțele Aeriene ale Republicii Moldova. În țară este valabil serviciul militar obligatoriu, conform căruia toți tinerii ce au atins vârsta de 18 ani sunt înrolați în cadrul armatei, excepție fiind doar pentru studenți sau cazuri speciale de boală, situație familiară grea, convingeri personale sau religioase. În prezent durata satisfacerii serviciului militar în termen este de 12 luni. Alternativ, populația, în special studenții pot face pregătirea militară la catedre militare.
În iunie 1995, parlamentul a adoptat Doctrina militară a Republicii Moldova, care este determinată de politica ei externă și internă, de neutralitatea permanentă a țării proclamată constituțional și care poartă un caracter exclusiv defensiv. Scopul principal al politicii militare a Republicii Moldova este asigurarea securității militare a poporului și statului, prevenirea războaielor și conflictelor armate prin mijloacele de drept internațional.
La 16 martie 1994 Republica Moldova și NATO au semnat Parteneriatul pentru Pace. În prezent armata Republicii Moldova are un program de colaborare cu forțele NATO, adesea efectuând exerciții militare și traininguri comune. Pe plan internațional armata RM nu s-a remarcat în acțiuni militare, însă a participat la operațiunile post-conflict din Irak în anii 2003-2008, delegând în Irak șase contingente de militari, în mare parte geniști. În total, geniștii moldoveni au lichidat în Irak circa 400 mii mine, obuze și alte muniții. În 2013, ministrul apărării al Republicii Moldova, Vitalie Marinuța, a convenit cu reprezenanții NATO să delege din partea Moldovei un grup de militari cu scop de menținere a păcii în Kosovo, iar la 8 martie 2014 un contingent de 41 militari moldoveni au plecat în Kosovo.

## Organizare administrativ-teritorială
Teritoriul Republicii Moldova este organizat, sub aspect administrativ, în unități administrativ-teritoriale: raioane, orașe și sate. Statutul satului (comunei), sectorului, orașului (municipiului) se elaborează în baza statutului-cadru, aprobat de Parlamentul Republicii Moldova, și se aprobă de consiliul local. Organizarea administrativ-teritorială a Republicii Moldova se efectuează pe 2 niveluri: satele (comunele), sectoarele și orașele (municipiile) constituie nivelul întâi, raioanele, municipiul Chișinău și municipiul Bălți constituie nivelul al doilea.
Satul este o unitate administrativ-teritorială care cuprinde populația rurală unită prin teritoriu, condiții geografice, relații economice, social-culturale, tradiții și obiceiuri. Două sau mai multe sate, în funcție de condițiile economice, social-culturale, geografice și demografice, se pot uni formând o singură unitate administrativ-teritorială, numită comună. Comuna este o unitate administrativ-teritorială care cuprinde populația rurală unită prin comunitate de interese și tradiții.
Orașul este o unitate administrativ-teritorială mai dezvoltată decât satul din punct de vedere economic și social-cultural care cuprinde populația urbană, cu structuri edilitar-gospodărești, industriale și comerciale corespunzătoare, a cărei populație în mare parte este încadrată în industrie, în sfera deservirii publice și în diferite domenii de activitate intelectuală, în viața culturală și politică.
Municipiul este o localitate de tip urban cu un rol deosebit în viața economică, social-culturală, științifică, politică și administrativă a țării, cu importante structuri industriale, comerciale și instituții din domeniul învățământului, ocrotirii sănătății și culturii.
Raionul este o unitate administrativ-teritorială alcătuită din sate (comune) și orașe, unite prin teritoriu, relații economice și social-culturale.
Prin Legea 191-XIV/1998, Republica Moldova a fost împărțită din anul 1998 până în februarie 2003 în județe. Din 2003, s-a revenit la sistemul sovietic de împărțire administrativă în raioane.
În urma adoptării legii privind dezvoltarea regională în Republica Moldova (2006) au fost înființate regiunile de dezvoltare, care au scopul de a stimula atragerea de fonduri și investiții și de a asigura o dezvoltare durabilă.
Astfel Republica Moldova este împărțită în 32 de raioane, 13 municipii și 2 regiuni cu statut special:
| Municipiile Republicii Moldova: - Chișinău - Bălți - Tighina - Tiraspol - Comrat - Cahul - Ungheni - Soroca - Orhei - Ceadîr-Lunga - Edineț - Hîncești - Strășeni Regiunile cu statut special: - Unitatea Teritorială Autonomă Găgăuzia - Unitățile administrativ-teritoriale din stînga Nistrului, cunoscute mai generic ca Transnistria (disputat) | Raioanele Republicii Moldova: \| - Anenii Noi - Basarabeasca - Briceni - Cahul - Cantemir - Călărași - Căușeni - Cimișlia - Criuleni - Dondușeni - Drochia \| - Dubăsari - Edineț - Fălești - Florești - Glodeni - Hîncești - Ialoveni - Leova - Nisporeni - Ocnița - Orhei \| - Rezina - Rîșcani - Sîngerei - Soroca - Strășeni - Șoldănești - Ștefan Vodă - Taraclia - Telenești - Ungheni \| | |
| - Anenii Noi - Basarabeasca - Briceni - Cahul - Cantemir - Călărași - Căușeni - Cimișlia - Criuleni - Dondușeni - Drochia | - Dubăsari - Edineț - Fălești - Florești - Glodeni - Hîncești - Ialoveni - Leova - Nisporeni - Ocnița - Orhei | - Rezina - Rîșcani - Sîngerei - Soroca - Strășeni - Șoldănești - Ștefan Vodă - Taraclia - Telenești - Ungheni |

Transnistria este de jure o parte a Republicii Moldova, de facto însă, regiunea nu este controlată de guvernul acesteia. Așa-numita Republica Moldovenească Nistreană și-a autoproclamat independența în 1990, care nu i-a fost recunoscută de niciun stat. Municipiul Tiraspol este capitala de fapt a Transnistriei, care cuprinde 5 raioane (Camenca, Rîbnița, o parte din Dubăsari, Grigoriopol, Slobozia) și două municipii (Tiraspol și Tighina).

## Demografie

### Structura etnolingvistică
În Republica Moldova conviețuiesc mai multe etnii. Conform Recensământului populației din 2024, minoritățile etnice reprezintă 14,9% din populație (fără Transnistria). Cele mai numeroase grupuri etnice minoritare sunt ucrainenii (4,9%), găgăuzii (4,2%), rușii (3,2%), bulgarii (1,6%) și romii (0,4%). Predomină băștinașii (85,1%) care se pot declara fie „moldoveni” (77,2%), fie „români” (7,9%). Denumirea de „moldoveni” are înțelesuri diferite în funcție de:
- Dreptul internațional, conform căruia „moldoveni” sunt toți cetățenii Republicii Moldova indiferent de etnia lor;
- Dreptul Republicii Moldova și al celorlalte foste republici unionale sovietice conform căruia „moldovenii” sunt numai vorbitorii limbii daco-române cetățeni ai acestor state, ei fiind considerați o „etnie diferită de români”, inclusiv de românii din Moldova românească;
- Dreptul României, după care „moldovenii” sunt o parte din poporul român (definit prin vorbirea limbii daco-romane), anume partea originară din teritoriile fostului Principat al Moldovei, pe ambele maluri ale Prutului.

Sfera academică consideră, în totalitate în România și în majoritate în Republica Moldova și în țările apusene, al treilea înțeles ca fiind cel conform datelor științifice (istorice, geografice și lingvistice); o minoritate din Republica Moldova și din țările apusene, dar o majoritate din țările foste sovietice (cu excepția țărilor baltice) susține însă al doilea înțeles (vezi sursele articolului „Controversa identitară în Republica Moldova”).
| Structura etnică a populației Rep. Moldova conform recensămintelor 1897–2014 |           |           |           |           |           |           |           |           |           |           |           |           |           |           |           |           |           |           |
| Etnie | 18971     | 18971     | 19302     | 19302     | 19413     | 19413     | 19594     | 19594     | 19705     | 19705     | 19796     | 19796     | 19897     | 19897     | 20048     | 20048     | 20149     | 20149     |
| Etnie | Număr     | %         | Număr     | %         | Număr     | %         | Număr     | %         | Număr     | %         | Număr     | %         | Număr     | %         | Număr     | %         | Număr     | %         |
| Moldoveni | 920.919   | 47,59     | 1.610.757 | 56,26     | 1.793.493 | 65.61     | 1.886.566 | 65,41     | 2.303.916 | 64,56     | 2.525.687 | 63,95     | 2.794.749 | 64,47     | 2.564.849 | 76,12     | 2.068.058 | 75,07     |
| Români | 920.919   | 47,59     | 1.610.757 | 56,26     | 1.793.493 | 65.61     | 1.663     | 0,06      | 1.581     | 0,04      | 1.657     | 0,04      | 2.477     | 0,06      | 73.276    | 2,17      | 192.800   | 7,00      |
| Ucraineni | 379.698   | 19,62     | 314.211   | 10,98     | 449.542   | 16,45     | 420.820   | 14,59     | 506.560   | 14,19     | 560.679   | 14,20     | 600.366   | 13,85     | 282.406   | 8,38      | 181.035   | 6,57      |
| Găgăuzi | 55.790    | 2,88      | 98.172    | 3,43      | 115.683   | 4,23      | 95.856    | 3,32      | 124.902   | 3,50      | 138.000   | 3,49      | 153.458   | 3,54      | 147.500   | 4,38      | 126.010   | 4,57      |
| Ruși | 155.774   | 8,05      | 351.912   | 12,29     | 164.410   | 6,01      | 292.930   | 10,16     | 414.444   | 11,61     | 505.730   | 12,81     | 562.069   | 12,97     | 201.218   | 5,97      | 111.726   | 4,06      |
| Bulgari | 103.225   | 5,33      | 163.726   | 5,72      | 177.647   | 6,50      | 61.652    | 2,14      | 73.776    | 2,07      | 80.665    | 2,04      | 88.419    | 2,04      | 65.662    | 1,95      | 51.867    | 1,88      |
| Țigani | 8.636     | 0,45      | 13.518    | 0,47      | 8.204     | 0,30      | 7.265     | 0,25      | 9.235     | 0,26      | 10.666    | 0,27      | 11.571    | 0,27      | 12.271    | 0,36      | 9.323     | 0,34      |
| Evrei | 228.168   | 11,79     | 204.858   | 7,16      | 6.882     | 0,25      | 95.107    | 3,30      | 98.072    | 2,75      | 80.124    | 2,03      | 65.836    | 1,52      | 3.628     | 0,11      | 1.597     | 0,06      |
| Belaruși | 2.471     | 0,13      | Ruși      | Ruși      | Ruși      | Ruși      | 5.977     | 0,21      | 10.327    | 0,29      | 13.874    | 0,35      | 19.608    | 0,45      | 5.059     | 0,15      | -         | -         |
| Polonezi | 11.696    | 0,60      | 8.104     | 0,28      | 9.086     | 0,33      | 4.783     | 0,17      | 4.899     | 0,14      | 4.961     | 0,13      | 4.739     | 0,11      | 2.383     | 0,07      | -         | -         |
| Germani | 60.206    | 3,11      | 81.089    | 2,83      | 2.058     | 0,08      | 3.843     | 0,13      | 9.399     | 0,26      | 11.374    | 0,29      | 7.335     | 0,17      | 1.616     | 0,05      | -         | -         |
| Alții | 8.642     | 0,45      | 16.604    | 0,58      | 6.560     | 0,24      | 7.947     | 0,28      | 11.734    | 0,33      | 16.049    | 0,41      | 24.590    | 0,57      | 9.444     | 0,28      | 12.303    | 0,45      |
| Nerecenzați | -         | -         | -         | -         | -         | -         | -         | -         | -         | -         | -         | -         | -         | -         | -         | -         | 193.434   | 6,45      |
| Total | 1.935.412 | 1.935.412 | 2.864.402 | 2.864.402 | 2.733.565 | 2.733.565 | 2.884.477 | 2.884.477 | 3.568.873 | 3.568.873 | 3.949.756 | 3.949.756 | 4.335.360 | 4.335.360 | 3.383.332 | 3.383.332 | 2.998.235 | 2.998.235 |
| 1Sursă:. 2Sursă: Arhivat în 7 ianuarie 2019, la Wayback Machine.. 3Sursă: Arhivat în 1 noiembrie 2018, la Wayback Machine.. 4Sursă:. 5Sursă:. 6Sursă:. 7Sursă:. 8Sursă:.. 9Sursă:. Date recensăminte: 28.01.1897 / 29.12.1930 / August 1941 / 15.01.1959 / 15.01.1970 / 17.01.1979 / 12.01.1989 / 05.10.2004 / 12.05.2014 |           |           |           |           |           |           |           |           |           |           |           |           |           |           |           |           |           |           |

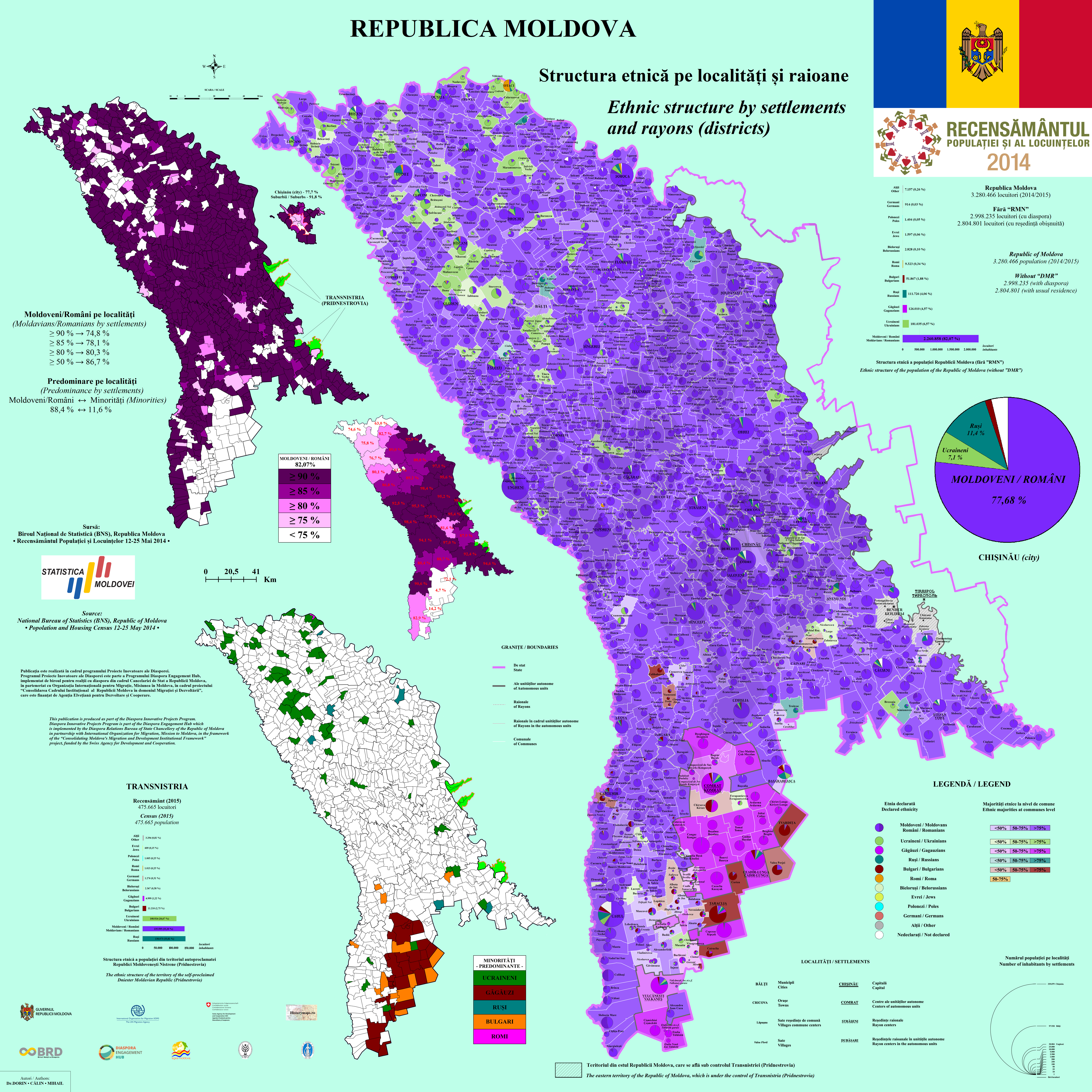
Harta etnică a Republicii Moldova (2014)

În perioada 5 – 12 octombrie 2004 pe teritoriul Republicii Moldova a avut loc primul recesământ independent al populației. În 2014 a avut loc al doilea recensământ, iar primele rezultate preliminare au fost publicate la sfârșitul aceluiași an (2014). Eroarea de colectare a datelor naționale a fost de 6,45%, mai mare decât s-ar fi așteptat autoritățile, astfel că totalul populației a fost estimat.
Separat, în teritoriul controlat de guvernul transnistrean au avut loc 2 recensăminte, respectiv 2004 și 2015.
| Structura etnică a populației Transnistriei conform recensămintelor 2004-2015                                                                  |         |         |         |         |
| Etnie | 20041   | 20041   | 20152   | 20152   |
| Etnie | Număr   | %       | Număr   | %       |
| Ruși | 168.678 | 30,37   | 161.300 | 33,8    |
| Moldoveni | 177.382 | 31,94   | 156.600 | 33,2    |
| Ucraineni | 160.069 | 28,82   | 126.700 | 26,7    |
| Bulgari | 13.858  | 2,50    | 13.300  | 2,8     |
| Găgăuzi | 4.096   | 0,74    | 5.700   | 1,2     |
| Belaruși | 3.811   | 0,69    | 2.800   | 0,6     |
| Germani | 2.071   | 0,37    | 1.400   | 0,3     |
| Polonezi | 1.791   | 0,32    | 1.000   | 0,2     |
| Evrei | 1.259   | 0,23    | -       | -       |
| Țigani | 507     | 0,09    | -       | -       |
| Total | 555.347 | 555.347 | 475.665 | 475.665 |
| 1 Sursă: . 2 Sursă: . Arhivat în 26 octombrie 2019, la Wayback Machine. După 1992, Rep. Moldova a pierdut controlul de facto al Transnistriei. |         |         |         |         |

Populația rusă și ucraineană este concentrată în mediul urban, în special în municipiile Chișinău și Bălți, și în regiunea transnistreană. Ucrainenii sunt majoritari în unele sate din nordul țării. Numărul rușilor a scăzut în 15 ani cu 171.412 persoane sau cu 30,4%.
Etnicii găgăuzi reprezintă 4,4% din numărul populației, în creștere cu 0,3% față de 1989, fiind al patrulea ca și dimensiune grup etnic din țară. Găgăuzii reprezintă unicul grup etnic din Moldova care dispune de o autonomie administrativ teritorială (UTA Gagauz-Yeri), în care locuiesc 86,7% din cetățenii găgăuzii. Limba găgăuză este utilizată ca limbă vorbită în familie de 54% din populația autonomiei.
În Moldova locuiesc cca. 12.800 de țigani (catalogați sub numele respectiv la recensământul din 2004), reprezentând 0,3% din populație. Conform unor surse populația romă ar fi mai numeroasă de la 15.000 până la 20.040, precum susțin unii lideri ai comunității rrome. În același timp, nu există date exacte care să confirme faptul că numărul populației rrome este mai mare decât cel prezentat în datele oficiale.
La recensământul din 2014, 54,7% din cei 2,804,801 de locuitori cu domiciliul în Republicia Moldova (fără regiunea nistreană) au declarat limba moldovenească ca limbă în care vorbesc de obicei, iar 24,0% din locuitorii statului au declarat limba română ca limba în care vorbesc de obicei. Cele două sunt de fapt denumiri diferite ale aceleiași limbi.
| Limba vorbită de obicei în Rep. Moldova, conform recensămintelor 1897–2014 | Limba vorbită de obicei în Rep. Moldova, conform recensămintelor 1897–2014 | Limba vorbită de obicei în Rep. Moldova, conform recensămintelor 1897–2014 | Limba vorbită de obicei în Rep. Moldova, conform recensămintelor 1897–2014 | Limba vorbită de obicei în Rep. Moldova, conform recensămintelor 1897–2014 | Limba vorbită de obicei în Rep. Moldova, conform recensămintelor 1897–2014 | Limba vorbită de obicei în Rep. Moldova, conform recensămintelor 1897–2014 | Limba vorbită de obicei în Rep. Moldova, conform recensămintelor 1897–2014 | Limba vorbită de obicei în Rep. Moldova, conform recensămintelor 1897–2014 | Limba vorbită de obicei în Rep. Moldova, conform recensămintelor 1897–2014 | Limba vorbită de obicei în Rep. Moldova, conform recensămintelor 1897–2014 | Limba vorbită de obicei în Rep. Moldova, conform recensămintelor 1897–2014 | Estimare oficială |   |   |   |   |   |   |   |   |   |   |   |
| Limba română pe raioane (2014)Limba rusă pe raioane (2014)                 | Prima limbă | 18971                                                                      | 18971                                                                      | 19302                                                                      | 19302                                                                      | 19893                                                                      | 19893                                                                      | 20044                                                                      | 20044                                                                      | 20145                                                                      | 20145                                                                      | 2019 6            |   |   |   |   |   |   |   |   |   |   |   |
| Limba română pe raioane (2014)Limba rusă pe raioane (2014)                 | Prima limbă | Număr                                                                      | %                                                                          | Număr                                                                      | %                                                                          | Număr                                                                      | %                                                                          | Număr                                                                      | %                                                                          | Număr                                                                      | %                                                                          | %                 |   |   |   |   |   |   |   |   |   |   |   |
| Limba română pe raioane (2014)Limba rusă pe raioane (2014)                 | Română * | 920.919                                                                    | 47,59                                                                      | 1.598.573                                                                  | 55,83                                                                      | 1.413.244                                                                  | 33,47                                                                      | 2.543.354                                                                  | 75,49                                                                      | 2.138.964                                                                  | 78,63                                                                      | 80,2              |   |   |   |   |   |   |   |   |   |   |   |
| Limba română pe raioane (2014)Limba rusă pe raioane (2014)                 | Rusă | 155.774                                                                    | 8,05                                                                       | 370.112                                                                    | 12,93                                                                      | 2.434.356                                                                  | 57,65                                                                      | 540.990                                                                    | 16,06                                                                      | 394.133                                                                    | 14,49                                                                      | 19,6              |   |   |   |   |   |   |   |   |   |   |   |
| Limba română pe raioane (2014)Limba rusă pe raioane (2014)                 | Găgăuză | 55.790                                                                     | 2,88                                                                       | 101.356                                                                    | 3,54                                                                       | 34.000                                                                     | 0,8                                                                        | 104.890                                                                    | 3,11                                                                       | 74.167                                                                     | 2,73                                                                       | 19,6              |   |   |   |   |   |   |   |   |   |   |   |
| Limba română pe raioane (2014)Limba rusă pe raioane (2014)                 | Ucraineană | 379.698                                                                    | 19,62                                                                      | 331.183                                                                    | 11,57                                                                      | 240.000                                                                    | 5,7                                                                        | 130.114                                                                    | 3,86                                                                       | 73.802                                                                     | 2,71                                                                       | 19,6              |   |   |   |   |   |   |   |   |   |   |   |
| Limba română pe raioane (2014)Limba rusă pe raioane (2014)                 | Bulgară | 103.225                                                                    | 5,33                                                                       | 164.551                                                                    | 5,75                                                                       | 22.000                                                                     | 0,5                                                                        | 38.565                                                                     | 1,14                                                                       | 26.577                                                                     | 0,98                                                                       | 19,6              |   |   |   |   |   |   |   |   |   |   |   |
| Limba română pe raioane (2014)Limba rusă pe raioane (2014)                 | Țigănească | 8.636                                                                      | 0,45                                                                       | 6.520                                                                      | 0,23                                                                       | 3.000                                                                      | 0,1                                                                        | -                                                                          | -                                                                          | 5.764                                                                      | 0,21                                                                       | 0,2               |   |   |   |   |   |   |   |   |   |   |   |
| Limba română pe raioane (2014)Limba rusă pe raioane (2014)                 | Ebraică | 228.168                                                                    | 11,79                                                                      | 201.278                                                                    | 7,03                                                                       | 33.000                                                                     | 0,8                                                                        | -                                                                          | -                                                                          | -                                                                          | -                                                                          | 0,2               |   |   |   |   |   |   |   |   |   |   |   |
| Limba română pe raioane (2014)Limba rusă pe raioane (2014)                 | Germană | 60.206                                                                     | 3,11                                                                       | 80.568                                                                     | 2,81                                                                       | 5.000                                                                      | 0,1                                                                        | -                                                                          | -                                                                          | -                                                                          | -                                                                          | 0,2               |   |   |   |   |   |   |   |   |   |   |   |
| Limba română pe raioane (2014)Limba rusă pe raioane (2014)                 | Altă limbă | 22.809                                                                     | 1,18                                                                       | 8.935                                                                      | 0,31                                                                       | 38.000                                                                     | 0,9                                                                        | 11.318                                                                     | 0,34                                                                       | 6.970                                                                      | 0,26                                                                       | 0,2               |   |   |   |   |   |   |   |   |   |   |   |
| Limba română pe raioane (2014)Limba rusă pe raioane (2014)                 | Nerecenzați | -                                                                          | -                                                                          | -                                                                          | -                                                                          | -                                                                          | -                                                                          | -                                                                          | -                                                                          | 193.434                                                                    | 6,45                                                                       | -                 | - | - | - | - | - | - | - | - | - | - | - |
| Limba română pe raioane (2014)Limba rusă pe raioane (2014)                 | Total | 1.935.412                                                                  | 1.935.412                                                                  | 2.864.402                                                                  | 2.864.402                                                                  | 4.335.360                                                                  | 4.335.360                                                                  | 3.383.332                                                                  | 3.383.332                                                                  | 2.998.235                                                                  | 2.998.235                                                                  | -                 |   |   |   |   |   |   |   |   |   |   |   |
| Limba română pe raioane (2014)Limba rusă pe raioane (2014)                 | 1Source:. 2Source: Arhivat în 7 ianuarie 2019, la Wayback Machine.. 3Source:. 4Source:. 5Source:. 6Sourse:[] * Limba moldovenească sau accentul moldovenesc reprezintă regionalismul (glotonimul) dat limbii române în Rep.Moldova. |                                                                            |                                                                            |                                                                            |                                                                            |                                                                            |                                                                            |                                                                            |                                                                            |                                                                            |                                                                            |                   |   |   |   |   |   |   |   |   |   |   |   |

Biroului Național de Statistică al Republicii Moldova (BNS) afirmă: „Limba română este limba de predare oficială în sistemul național de educație, 80,7% dintre elevii înscriși la începutul anului de studii 2018-2019, în învățământul primar și secundar general (I-XII), studiind în această limbă”. Cu privire la folosirea limbii române pe regiuni (2018-2019), în învățământul primar și secundar general (I-XII), conform BNS Rep. Moldova avem: Centru (13 raioane) 96,4%; Sud (8 raioane) 82,8%; Nord (12 raioane) 78,2%; Mun. Chișinău 77,4% și UTA Găgăuzia 5,6%.
La recensământul din 2004, 94,5% dintre etnicii moldoveni au declarat că vorbesc de obicei moldovenească/română, raportul fiind 76,0% cu 18,5%. Iar 5,0% dintre etnicii moldoveni au declarat că vorbesc de obicei limba rusă. La recensământul din 2004 în Rep.Moldova 75,5% dintre cetățeni au declarat că vorbesc de obicei limba moldovenească/română, iar la recensământul din 2014 procentul a crescut la 78,6%. Raportul moldovenească/română diferă de la an la an în funcție de convingerile politice și ideologiile istorice. Dacă în 2004 raportul național era 59,0% moldovenească și 16,5% română, în 2014 raportul național era 54,7% moldovenească și 24,0% română, evidențiindu-se înclinarea balanței din ce în ce mai mult spre limba română. Politizarea de „limbă moldovenească” față de „limbă română” a fost intens impusă în perioada sovietică 1944-1989. Problema nu se pune la identitatea limbilor, fiind același dialect, ci la denumirea dialectului. În cercurile pro-moldoveniste și filoruse care doresc o „conștiință națională” locală proprie, se încearcă implementarea națională că moldovenii români au fost primii care au vorbit dialectul, implicit întâietatea „primului” de a da numele dialectului ca limbă moldovenească.
| Rep.Moldova | Limba maternă | Limba maternă | Prima limbă | Prima limbă |
| Rep.Moldova | 2004 %        | 2014 %        | 2004 %      | 2014 %      |
| ----------- | ------------- | ------------- | ----------- | ----------- |
| Română      | 76,82         | 80,20         | 75,49       | 78,63       |
| Rusă        | 11,30         | 9,68          | 16,06       | 14,49       |
| Găgăuză     | 4,09          | 4,21          | 3,11        | 2,73        |
| Ucraineană  | 5,53          | 3,94          | 3,86        | 2,71        |
| Bulgară     | 1,61          | 1,53          | 1,14        | 0,98        |
| Altă limbă  | 0,64          | 0,45          | 0,34        | 0,47        |

Majoritatea rușilor, ucrainenilor, găgăuzilor și bulgarilor au indicat ca limbă vorbită de obicei una singură, respectiv limbile rusă, ucraineană, găgăuză și bulgară. Limba rusă este considerată neoficial limba de comunicare interetnică, iar fiecare al doilea ucrainean, fiecare al treilea bulgar și fiecare al patrulea găgăuz au declarat că vorbesc de obicei limba rusă. La recensământul din 2004, cei care au declarat limba rusa ca limba pe care o folosesc de obicei, reprezentau 16,1%, iar la recensământul din 2014 procentul a scăzut la 14,5%, indiferent că se declarau moldoveni (români), ucrainieni, găgăuzi, români sau bulgari. În comparație cu recensământul din 1989 când procentul era de 57,7%, folosirea zilnică a limbii ruse a scăzut semnificativ din cauza emigrației etnicilor ruși din Rep.Moldova, precum și din cauza diminuării influenței rusești, în administrații predominând vorbitorii de limbă română («moldoveni» / «români»).

### Dinamica populației

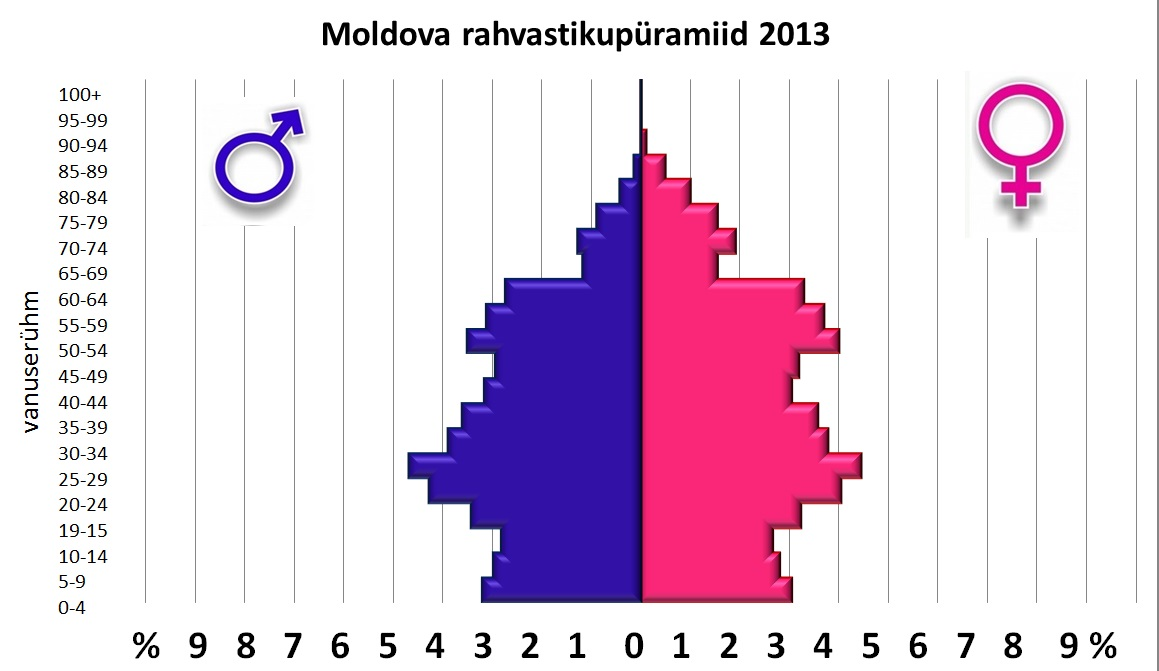
Piramida populației în anul 2013

Conform datelor recensământului populației din 2004, populația republicii pe malul drept al Nistrului constituia 3.383.332 persoane (fără Transnistria). În același an, în Transnistria s-a desfășurat un recensământ propriu la care au fost înregistrate 555.347 persoane. Însumând aceste două rezultate vom obține o populație totală de 3.938.679. Față de recensământul din 1989, populația republicii s-a redus cu 396.681 persoane sau cu 9,14% (7,5% în Moldova și 24% (după unele date 18,1%) în Transnistria). Cea mai mare parte a populației este concentrată în Regiunea Centrală (inclusiv Chișinău), unde locuiesc 50% din totalul populației pe 34% din suprafață țării.
Conform statisticilor Republica Moldova se află în declin demografic pe o perioadă de 24 de ani consecutiv. Acestor factor e cauzat și de faptul că în țară se nasc tot mai puțini copii. În 2013 numărul nou-născuților a scăzut cu 4%, în comparație cu 2012.

### Mișcarea naturală
Rata natalității în Moldova s-a aflat într-o scădere continuă până în 2002 când a constituit 9,9‰, după care se observă o tendință de creștere neesențială până la 11,0‰ în 2011. Nivelul ratei este mai mare în mediul rural fiind de 11,8‰ și în cel urban de 9,8‰. Din numărul total de nou-născuți de 39182 copii, 51,5% au fost băieți, raportul de masculinitate fiind de 106 băieți la 100 fete. In 2012, 22,4% din numărul copiilor s-au născut în afara căsătoriei.
În ultimul deceniu, 68-70% din nou-născuții vii revin mamelor din grupa de vârstă de 20-29 ani. În general, vârsta medie a mamelor a crescut de la 25,5 (2001) ani la 26,7 ani (2010).
Cauzele ratei scăzute a natalității sunt complexe: nivelul social-economic scăzut, în special în familiile tinere; costul mare al nașterii copilului în Moldova; sporirea rolului economic al femeii, amânarea primei nașteri și reducerea fertilității feminine.

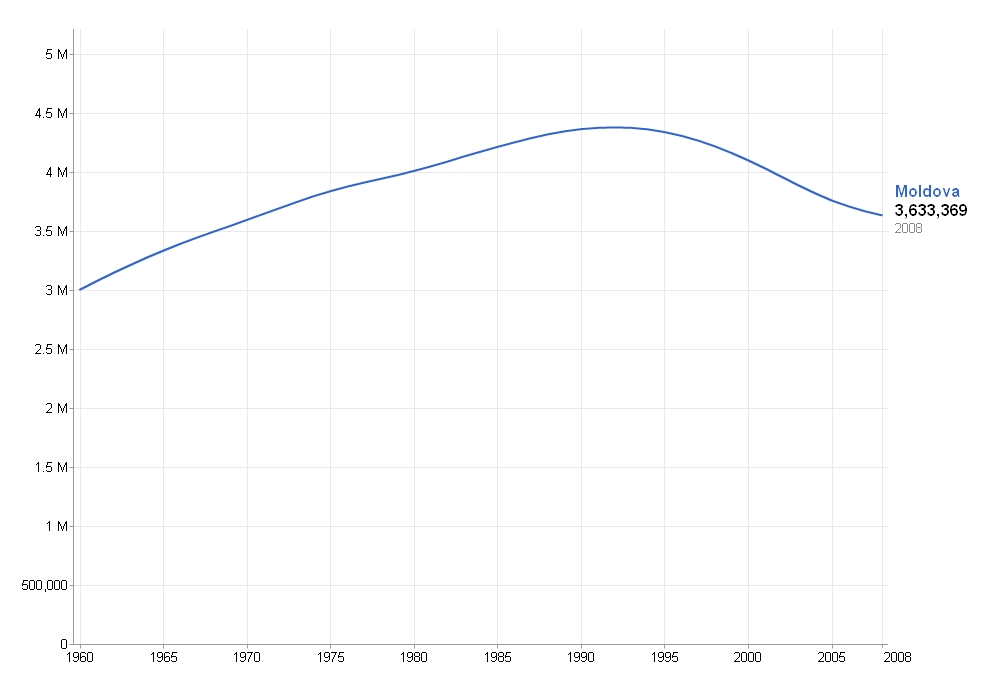
Evoluția populației Republicii Moldova în perioda anilor 1960–2008 (fără Transnistria)

În 2011 rata mortalității a egalat rata natalității și constituia 11,0‰. În același an rata mortalității infantile a fost de 11 decese la 1000 născuți vii. Cele mai multe decese (57,5%) au drept cauză bolile aparatului circulator, urmate de tumori (14,5%), bolile aparatului digestiv (9,1%), accidentele, intoxicațiile și traumele (7,8%), bolile aparatului respirator (4,8%). Decesele copiilor în vârstă sub 1 an sunt cauzate de stările ce apar în perioada perinatală, care constituie 42,2% din totalul copiilor, malformațiile congenitale, deformațiile și anomaliile cromozomiale – 27,1%, bolile aparatului respirator – 11,8%, accidentele, intoxicațiile și traumele – 7,0%. Speranța de viață în Moldova este de 70,97 ani, pentru bărbați – 67,10 ani și femei – 75,00 ani. Durata medie a vieții locuitorilor din mediul urban constituie 73,55 ani, cu 4,05 ani mai mult decât în mediul rural.
Rata nupțialității constituie 7,3‰. Cei mai mulți bărbați care s-au căsătorit în 2011, aparțin grupei de vârstă 25-29 ani (37,2%), iar femeile din grupa de vârstă 20-24 ani (46,7%). Vârsta medie la prima căsătorie a fost de 26 ani pentru bărbați și 24 ani pentru femei.
Aproximativ 80-85% din numărul căsătoriilor au fost încheiate de persoane celibatare, restul de persoane divorțate sau văduve. Rata divorțialității este de 3,1‰. Peste 30% din numărul divorțurilor reprezintă căsniciile de până la 5 ani.

### Migrație
În prezent Moldova se află în topul țărilor afectate de procesele migraționale. Migrația are loc în două direcții: internă (de la sat la oraș) și externă (pentru muncă, scop educațional, afaceri sau turism). Conform datelor statistice oficiale înregistrate circa 370.000 de emigranți (cifra neoficială constatând circa 800.000 de cetățeni) au plecat în străinătate numai cu scopul angajării în câmpul muncii, iar volumul remitențelor în urma migrației atinge proporții considerabile de 33%-37% față de PIB. Peste 60% din lucrează în Federația Rusă, datorită cheltuielilor relativ mici pentru deplasare, intrarea fără viză, cunoașterea limbii ruse. Majoritatea celor plecați la lucru în Rusia provin din mediul rural (64,6% din numărul total al acestora). Dintre țările UE cea mai populară destinație este Italia, în care lucrează 18,3% din migranți. Alte destinații importante includ Ucraina, Portugalia, Franța, Spania și Grecia. Aproximativ jumătate din toți migranții sunt angajați în construcție, restul în gospodăriile particulare ale cetățenilor, servicii și comerț.
Moldova este afectată și de fenomenul de exod intelectual, din cei care pleacă, intelectualii reprezintă 18%. Această grupă de migranți este formată de ingineri, medici, învățători, juriști și economiști.
La începutul sec. XXI numărul imigranților, cei care s-au stabilit cu traiul permanent în Moldova, constituie 1,2-2,7 mii persoane anual și repatriați 1,5-2 mii persoane/an. Cei mai mulți imigranți au venit din Ucraina, Turcia, România, Rusia, Israel și alte state. Majoritatea au imigrat cu scopul muncii și din motive familiare, restul pentru studii. Jumătatea din repatriați provin din Rusia, un sfert le revine celor din Ucraina.

### Religie
Structura religioasă în 2014
     Ortodocși (90,13%)
     Baptiști (0,9%)
     Martorii lui Iehova (0,62%)
     Adventiști (0,32%)
     Penticostali (0,35%)
     atei (0,2%)
     nedeclarată (6,83%)
     Alte religii (0,65%)

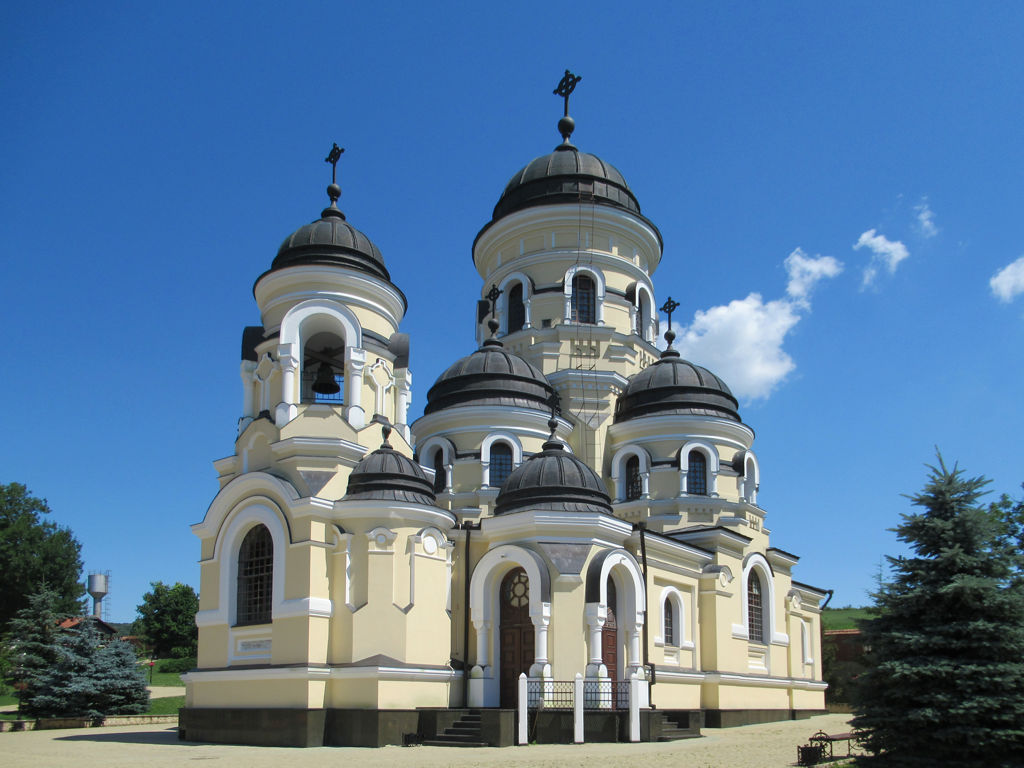
Mănăstirea Căpriana

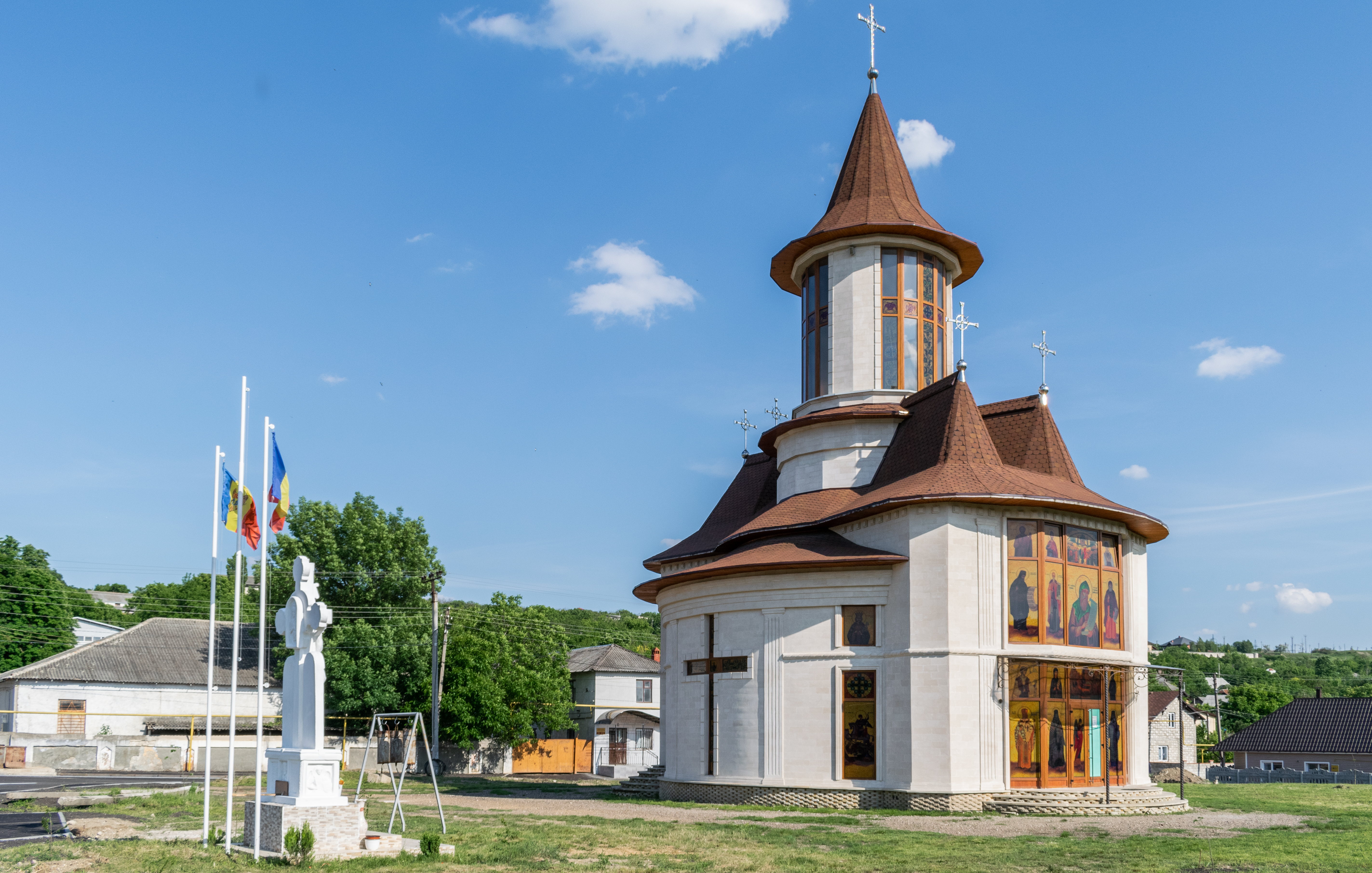
Biserica Ortodoxă Română din Orhei

Tradițiile creștine din Moldova au rădăcini adânci și își au originea în secolele III-VIII, conform unor teorii. La august 2007, pe teritoriul Moldovei activau 23 de culte religioase înregistrate, care dețin în total 2319 părți componente (parohii, mănăstiri, instituții teologice, misiuni etc). Cultele religioase cu cele mai multe părți componente sunt: Mitropolia Moldovei (1281 părți componente), Mitropolia Basarabiei (309), Uniunea Bisericilor Creștine Evanghelice Baptiste (273), Organizația Religioasă a Martorilor lui Iehova (162), Adventiștii de Ziua a Șaptea (151), Cultul Penticostal (40), Episcopia Romano-Catolică din Chișinău (33), Uniunea Bisericilor Creștine Libere (Cultul Harismatic) (19), Eparhia Bisericii Ortodoxe Ruse de Rit Vechi ș.a.
Conform recensământului din anul 2014:
- De religie creștin-ortodoxă s-au declarat 2.528.152 persoane din populație, dintre care:
  - Ortodocși aparținând de Mitropolia Chișinăului și a întregii Moldove (subordonată Patriarhiei Moscovei) – 65%
  - Ortodocși aparținând de Mitropolia Basarabiei (subordonată Patriarhiei Române) – 25,2%
  - Ortodocși aparținând direct de Biserica Ortodoxă Rusă – 6,6%

Celelalte culte au un număr redus de adepți:
- Creștină Evanghelic Baptistă – 25.380 persoane;
- Martorii lui Iehova – 17.341 persoane;
- Biserica Penticostală – 10.049 persoane;
- Adventistă de Ziua a șaptea – 9.063 persoane;
- Creștini după Evanghelie – 4.812 persoane;
- Catolică - 2.745 persoane;
- Evanghelică de Confesiune Augustană (Luterană) – 2.291 persoane;
- Creștini de rit vechi (lipoveni) – 2.535 persoane;
- Islamism – 2.009 persoane;
- Iudaism – 584 persoane;
- Altă religie – 856 persoane;
- Agnostici – 427 persoane;
- Atei – 5.515 persoane;
- N-au declarat religia – 193 042 persoane.

### Structura pe grupe de vârstă și sexe
Conform ultimelor 3 recensăminte, populația țării de sex feminin este dominantă. Astfel în 2014 numărul persoanelor de sex feminin era 51,8%,în 2004 era de 51,9% din populația totală, iar în 1989 de 52,3%. Numărul femeilor înregistrate la ultimul recensământ a fost de 1.452.702 de persoane, depășind cu peste 100.000 numărul bărbaților. Astfel, la 100 de persoane de sex feminin reveneau 93 de persoane de sex masculin, față de 92,7 în 2004 și 91,2 în 1989.
În pofida faptului că scăderea numărului populației feminine în această perioadă a fost mai mare decât cea a populației masculine, decalajul numeric între sexe s-a păstrat. Femeile sunt mai numeroase după vârsta de 30 de ani. Aceasta se datorează supra-mortalități masculine înregistrate la populația activă, mai ales a bărbaților de peste 40 de ani.
În numărul total al populației țării, ponderea persoanelor cu vârsta de peste 60 ani constituie 17,4%, crescând fata de 2004 când era 14,3%,constând o îmbătrânire accentuata și accelerata a populației Republicii Moldova.
Populația ce se încadrează în categoria de vârstă aptă de muncă în 2004 (bărbați: de la 16 la 61 ani, femei: de la 16 la 56 ani) a înregistrat o pondere de 63,9 % din populația totală, majorându-se cu 8,8 puncte procentuale față de 1989. Această majorare a fost cauzată de completarea acestei categorii de populație cu persoane născute în anii optzeci, caracterizați printr-un înalt nivel de natalitate și de majorarea vârstei de pensie cu câte doi ani atât pentru femei, cât și pentru bărbați.
În Moldova se face evidentă accentuarea procesului de îmbătrânire demografică, în primul rând, prin reducerea numărului persoanelor tinere cu vârsta sub 15 ani și, concomitent, prin creșterea numărului populației vârstnice (de 60 de ani și mai mult). Deși ritmul procesului de îmbătrânire în Moldova este mult mai înalt în comparație cu cel din țările europene, totuși se aﬂă printre țările cu niveluri scăzute de îmbătrânire din punct de vedere demograﬁc. În 1989 aceste categorii de populație constituiau respectiv 29,6% (populația mai tânără de 15 ani) și 12,6% (populația mai bătrână de 60), iar în 2004 – 21,0% și 14,3% respectiv. La recensământul din 2004 au fost înregistrate 97 persoane în vârstă de peste 100 de ani, 85 din acestea fiind femei, iar 79 persoane locuitori ai mediului rural. Procesele de îmbătrânire a populației sunt mai pronunțate în mediul rural. Totodată, ponderea femeilor în vârstă de 50 ani și peste este mai mare decât a bărbaților de aceeași vârstă. În totalul populației feminine persoanele în vârstă de 50 ani și peste reprezintă 30,8%, pe când ponderea în rândul bărbaților este cu 6% mai mică – 24,8%. Evoluția procesului de îmbătrânire demograﬁcă a populației este determinată, în primul rând, de scăderea ratelor de natalitate și reducerea fertilității, cauzate de situația social-economică instabilă.

### Așezările umane
Populația Republicii Moldova pe medii (2017)
     Urbană (42,7%)
     Rurală (57,3%)
Repartizarea teritorială a localităților este relativ uniformă datorită condițiilor naturale prielnice. În 2017 populația rurală număra 2.034.100 persoane, majoritatea în sate mari și mijlocii de peste 2.000 locuitori fiecare. În total, în țară sunt 1612 localități rurale, media de locuitori fiind de 1.286 de persoane/sat.
În perioada postbelică Republica Moldova s-a caracterizat printr-o intensitate mare a procesului de urbanizare. În anii 1950-1990 numărul populației urbane s-a mărit de 5,4 ori datorită migrației de la sate, repartizarea în orașe a specialiștilor alolingvi din republicile unionale, natalității înalte etc. În ultimii 20 ani, populația urbană s-a micșorat de la 47,4% în 1990 până la 40,9% în 2002, de aici crescând până la 42,5% în 2016.> În prezent, Republica Moldova are unul dintre cele mai scăzute nivele de urbanizare din Europa.
Orașele mici și mijlocii au pierdut din importanța lor din cauza unui șir de factori: crizei economice, dezindustrializării, creșterea șomajului și reducerea venitului populației; degradarea infrastructurii de utilități publice (drumuri, sisteme de apă și canalizare) din cauza lipsei resurselor financiare pentru reabilitare; stoparea bruscă a prestării unor servicii publice (asigurarea cu energie termică sau prestarea serviciilor de transport public). Aceasta a favorizat reducerea populației urbane și “ruralizarea“ modului de viață orășenesc.
S-a menținut la un nivel înalt atractivitatea orașului Chișinău, în calitatea sa de capitală și mare centru economic, politic și cultural, precum și într-o măsură mai mică orașul Bălți. Astfel, peste 48,5% din populația urbană locuiește în Chișinău, iar dacă adăugăm aici și mun. Bălți, atunci circa 60% din populația urbană a Republicii Moldova locuiește în două orașe, în celelalte 63 orașe locuiesc circa 40% din locuitori. Un impact pozitiv în dezvoltarea celor două urbe a avut prezența unei infrastructuri dezvoltate, forța de muncă califică, o piață de desfacere mai mare, care au atras investiții, în special în capitală.
Pe lângă problemele social-economice, există și impedimente politico-legislative. Orașele, cu excepția mun. Chișinău și Bălți, au același statut ca și satele, unități administrativ teritoriale de nivel I. Deși unele orașe, cum ar fi Ungheni, Orhei, Soroca, Cahul ș.a., dispun de suficient potențial și pot influența zona rurală adiacentă prevederile legale limitează aria lor de acțiune. De aceea, în prezent se discută și s-au publicat proiecte privind acordarea statutului de municipiu unor orașe, reședință de raion..

## Economie
| An    | Creștere economică | An   | Creștere economică | An   | Creștere economică |
| ----- | ------------------ | ---- | ------------------ | ---- | ------------------ |
| 1991  | -7,5%              | 2001 | +6,1%              | 2011 | +6,4%              |
| 1992  | -29,0%             | 2002 | +7,8%              | 2012 | -0,7%              |
| 1993  | -1,2%              | 2003 | +6,6%              | 2013 | +8,9               |
| 1994  | -30,9%             | 2004 | +7,4%              | 2014 | +4,6               |
| 1995  | -1,4%              | 2005 | +7,5%              | 2015 | -0,5%              |
| 1996  | -5,9%              | 2006 | +4,8%              | 2016 | +2,0               |
| 1997  | +1,6%              | 2007 | +3,0%              | 2017 | +4,5               |
| 1998  | -6,5%              | 2008 | +7,8%              |      |                    |
| 1999  | -3,4%              | 2009 | -6,5%              |      |                    |
| 2000  | +2,1%              | 2010 | +6,9%              |      |                    |
| Note: |                    |      |                    |      |                    |

După 1990, Moldova a intrat într-un puternic declin economic, din care nu și-a revenit decât în anul 2000. Ponderea cea mai importantă în economie o deține sectorul agricol. Principalele produse moldovenești sunt fructele, legumele, vinul și tutunul. Moldova importă petrol, cărbune și gaze naturale, în principal din Rusia.

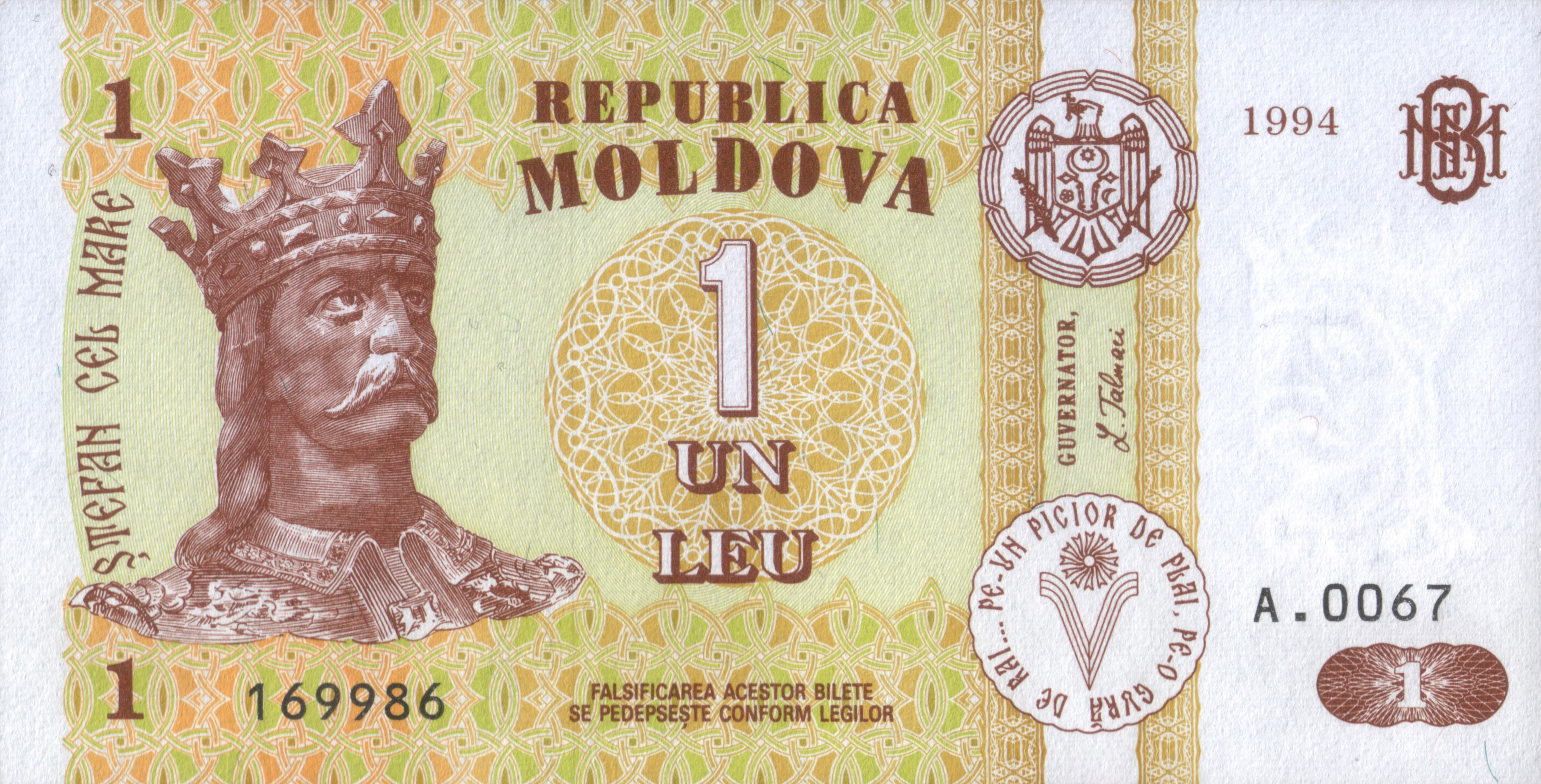
Bancnotă de 1 Leu moldovenesc

Construcția Terminalului petrolier de la Giurgiulești, care urmează să mărească accesul Moldovei la piața internațională de petrol și să micșoreze dependența sa energetică cronică față de Rusia, a fost finalizată la sfârșitul anului 2006.
Ca parte a liberalizării ambițioase a economiei de la începutul anilor '90, Moldova a introdus o monedă de schimb convertibilă, a liberalizat prețurile, a încetat acordarea de credite preferențiale pentru firmele și companiile de stat, a început procesul de privatizare, a eliminat controalele pentru exporturi și a înghețat dobânzile. Deși în prezent se fac multe încercări de stimulare a investițiilor și dezvoltare a economiei, rolul major în creșterea economică revine populației plecate peste hotarele republicii. Datele Băncii Mondiale arată că o treime din PIB-ul țării este furnizat de moldovenii care lucrează în străinătate (cca. 1,7 miliarde dolari legal).
Cei mai mari investitori străini în Republica Moldova sunt: France Telecom (Orange), TeliaSonera (Moldcell), Lafarge, Société Générale, Veneto Banca, QBE, RosGosStrah, Bemol, Lukoil, GazProm, RAO EES, Petrom, Rompetrol, BCR, Banca Transilvania, Alpha Bank România, Südzuker, METRO AG, Raiffeisen Bank, etc.
Salariul mediu în Republica Moldova a înregistrat o creștere pozitivă constantă dupa anul 1999, fiind de 5906 lei sau 298 euro in 2018.
| Țara       | Salariul mediu (în euro) 2018 |
| ---------- | ----------------------------- |
| R. Moldova | 298                           |
| România    | 966                           |
| Ucraina    | 276                           |
| Rusia      | 534                           |

Economia a revenit la o creștere pozitivă de 2,1% în 2000 până la 7,5% în 2008. Deși economia Moldovei este puțin integrată în economia mondială, consecințele crizei ﬁnanciare și economice au fost resimțite. Factorul, prin care s-a propagat criza în Moldova, este legat de dependența țării de remitențele transmise de peste hotare, care au scăzut în 2009 cu 30,0%, precum și de competitivitatea redusă a produselor autohtone.
În anul 2010 situația economico-financiară s-a stabilizat. PIB a crescut în termeni reali cu 6,9%, exporturile au crescut cu 12.%, iar importurile cu 13,7%. Descreșterile înregistrate în anul 2009 au fost recuperate în toate sectoarele, cu excepția producției industriale, construcțiilor și a transporturilor.
Actualmente, în Moldova își desfășoară activitatea 15 instituții financiar-bancare, dintre care în 2010 9 erau cu capital străin. Sistemul bancar din Republica Moldova are o pondere relativ mică a băncilor cu capital de stat. Ponderea statului în sistemul bancar constituie 13,1% din totalul activelor, ponderea băncilor cu capital străin în totalul activelor din sistemul bancar este de 41.5 %.

### Industrie
Datorită caracterului agricol al țării cea mai dezvoltată ramură industrială este industria alimentară. În Moldova se produc anual circa 550 - 600 mii tone de lapte, dintre care aproximativ 28 % se achiziționează pentru procesare. Industria de prelucrare a laptelui este reprezentată de 23 de întreprinderi, viabile iind doar 12 întreprinderi, majoritatea cărora se află în partea de nord a republicii. Industriei zahărului din ultimii zece ani a fost marcată prin venirea pe piață a concernului german Sudzucker care a achiziționat pachetele de control în patru fabrici de zahăr – din Drochia, Fălești, Dondușeni și Alexăndreni. Producția anuală de zahăr se află în scădere, a coborât de la 149,0 mii tone în 2006 până la 87,6 mii tone în 2011.
Republica Moldova este asigurată cu 4-5% de resurse energetice și de combustibil proprii, restul fiind importate. Principalul furnizor de carburanți este Federația Rusă, urmată de Ucraina și România. Gazul natural este principalul tip de combustibil în balanța energetică a țării și cota lui în prezent constituie 42% (inclusiv gaz lichefiat). Consumul de combustibil lichid (ex. benzină, motorină ș.a.) constituie 40% din volumul total al resurselor energetice utilizate și consumul combustibilului solid (cărbunele și lemnele) - mai puțin de 10%.

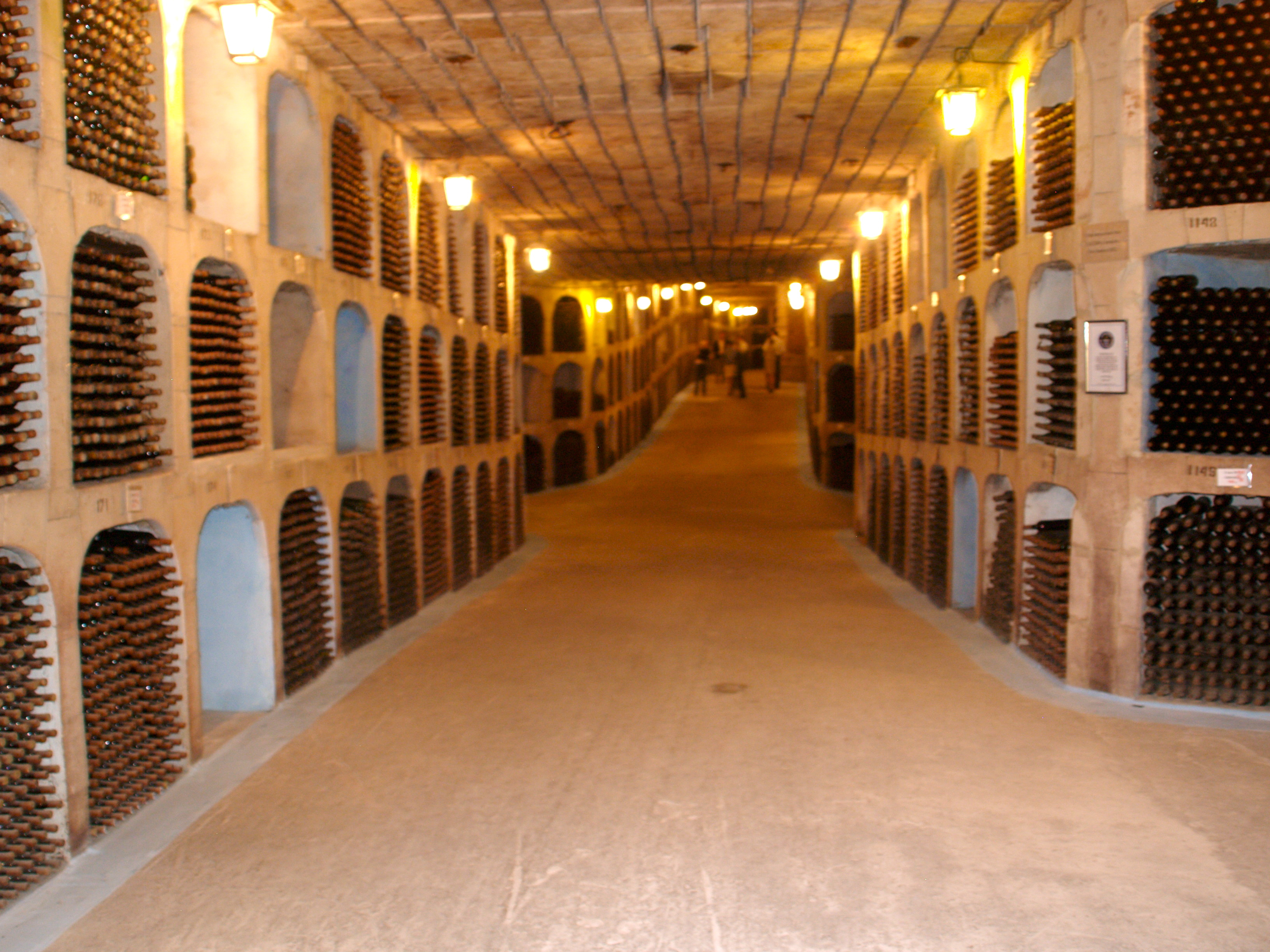
Cea mai mare colecție de vinuri din Europa se afla in pivnițile de la Mileștii Mici (este inclusă în Guinness World Records)

Balanța energiei electrice în Republica Moldova include producerea proprie plus importul și consumul energiei electrice. Centrala electrică de la Cuciurgan (privatizată de către grupul rus Inter RAO UES) asigură aproape 75% din consumul de 4,1 mlrd kWh (anterior energia electrică era importată din Ucraina). Producția internă a constituie cca 1 miliard kWh, inclusiv 95% produsă la termocentrale, 4,9% la hidrocentrale și 0,1 % la alte instalații. În partea dreaptă a Nistrului funcționează 3 centrale electrotermice CET-1, CET-2 (în Chișinău) și CET-Nord (în Bălți) cu puterea sumară electrică instalată 334,5 MW și puterea termica de 1.796 Gcal/h. Rețelele electrice au o lungime totală de cca. 63,4 mii km, lungimea totală a gazoductelor este de cca. 15,8 mii km, capacitatea de stocare a produselor petroliere constituie 600.000 tone.
Pentru a ameliora situația prezentă în sectorul energetic, Republica Moldova a aderat la Tratatul Comunității Energetice în 2010 care prevede integrarea pieței energiei electrice și a gazelor naturale la piețele energetice regionale din Europa de Sud-Est.
O componentă importantă a sectorului industriei prelucrătoare al Republicii Moldova este industria ușoară. Această ramură industrială cuprinde: fabricarea produselor textile (articolelor tricotate și covoare); fabricarea articolelor de îmbrăcăminte; producția pieilor, articolelor din piele și fabricarea încălțămintei (inclusiv fabricarea articolelor de voiaj și de marochinărie). În industria ușoară își desfășoară activitatea aproximativ 330 întreprinderi, cu capitalul autohton, străin sau mixt. În total, la întreprinderile din industria ușoară activează mai mult de 26 mii angajați.

### Agricultură
Agricultura joacă un rol important în economia Moldovei și contribuie cu peste 16,2% la PIB. Producerea și procesarea agricolă generează aproximativ 50% din veniturile provenite din export. Peste 40,7% din suprafața totală de terenuri sunt în proprietatea a 390.380 de producători agricoli individuali.
Suprafața terenurilor cultivabile se estimează a fi de 1.483 mii de ha, ceea ce reprezintă 43,8% din suprafața republicii. Din suprafața totală cultivabilă, circa 60,6% sunt destinate culturilor cerealiere (mai cu seamă grâu, care reprezintă 18,5% din terenul arabil și porumb, care reprezintă 22,1%), floarea soarelui (25,7%) și furaje (5,2%).

## Transport și telecomunicații

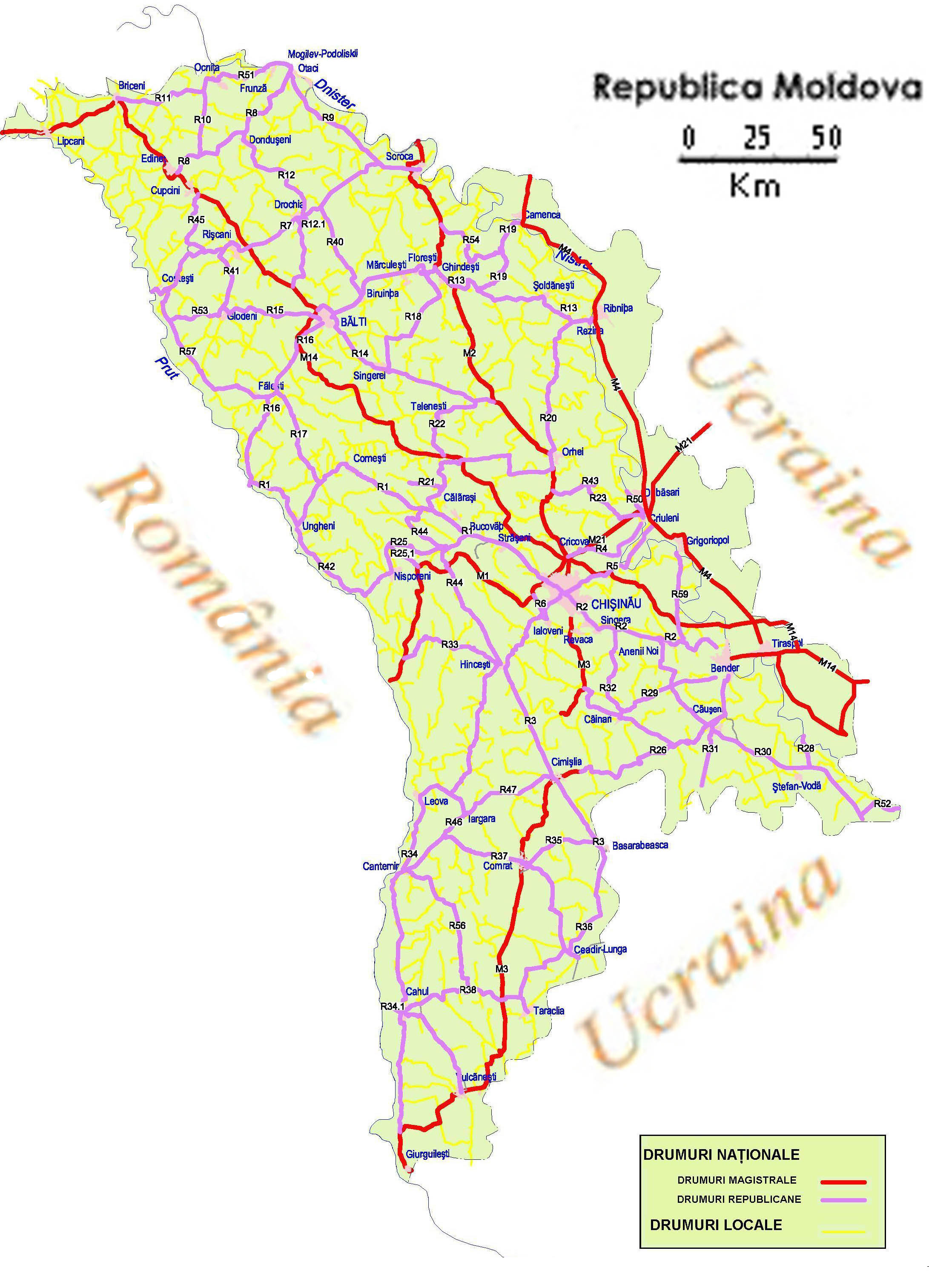
Rețeaua de drumuri din Republica Moldova

Plasarea geografică a Republicii Moldova reprezintă un avantaj în dezvoltarea transportului datorită căilor de tranzit ce traversează teritoriul țării, asigurând schimburile comerciale dintre Est și Vest. Principalele mijloace de transport în Republica Moldova sunt căile ferate 1.138 km (707 mile) și un sistem de autostrăzi (12.730 km / 7.910 mile total, inclusiv 10.937 km / 6.796 mile de suprafețele pavate).

### Transportul feroviar

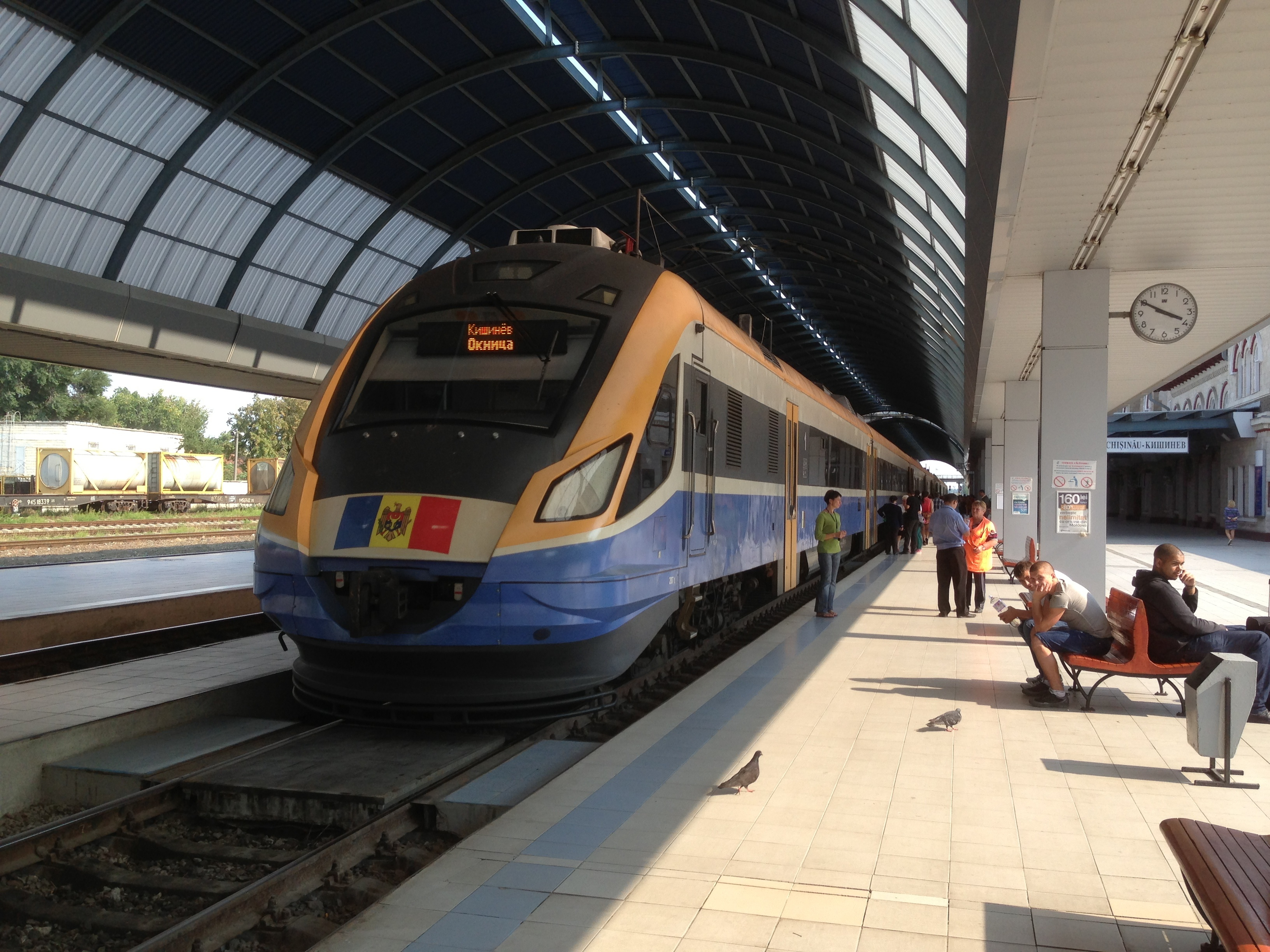
Tren modernizat

Lungimea totală a căilor ferate este de 1.232 kilometri, inclusiv 1.218 km cu ecartament larg (1524 mm) și 10 km - ecartament normal (1435 mm), densitatea rețelei de căi ferate 8,4 km la 100 km.
Principalele noduri feroviare sunt Chișinău, Ungheni, Ocnița, Bălți și Basarabeasca. Cele mai importante linii de cale ferată sunt: Razdel'naia (Ucraina) – Tighina-Chișinău – Ungheni-Iași (România), parte din Coridorul IX al Rețelei Paneuropene de Transport care leagă Europa de Est de Balcani; Ungheni – Bălți – Ocnița – Lipcani – Cernăuți (Ucraina); Tighina – Basarabeasca – Reni (Ucraina).
Cantitatea de mărfuri transportate pe căile feroviare a scăzut de la 14 738,9 mii tone în 2004 până la 3 852,1 mii tone în 2010, înregistrându-se o ușoară creștere în 2011 cu 18,2%. Cea mai mare pondere în structura mărfurilor transportate au cereale și produse de panificație, metale feroase și fier vechi, materiale de construcție și ciment etc. În transportul de pasageri, de asemenea, s-a înregistrat o scădere de la 485,6 mii pasageri în 2008 (max) până la 363,1 mii pasageri în 2011. Unicul operator în domeniul transportul feroviar este întreprinderea de Stat „Calea Ferată din Moldova" (CFM), cuprinzând 40 de subdiviziuni și 105 gări și stații, 154 locomotive diesel, 7940 vagoane de marfă și 416 vagoane de pasageri.
În 2012, CFM și-a propus modernizeze trenurile și infrastructurii, electrificarea căilor ferate cu scopul majorării vitezei de tranzit pe calea ferată, planifică să construiască linia de cale ferată Mărculești - Soroca, cu o lungime de 54 de kilometri, cu suport financiar de la Banca Europeană pentru Reconstrucție și Dezvoltare. Primul tren diesel, modernizat la Remar Pașcani în 2012, circulă pe linia Chișinău-Ungheni-Bălți-Ocnița.

### Transportul aerian

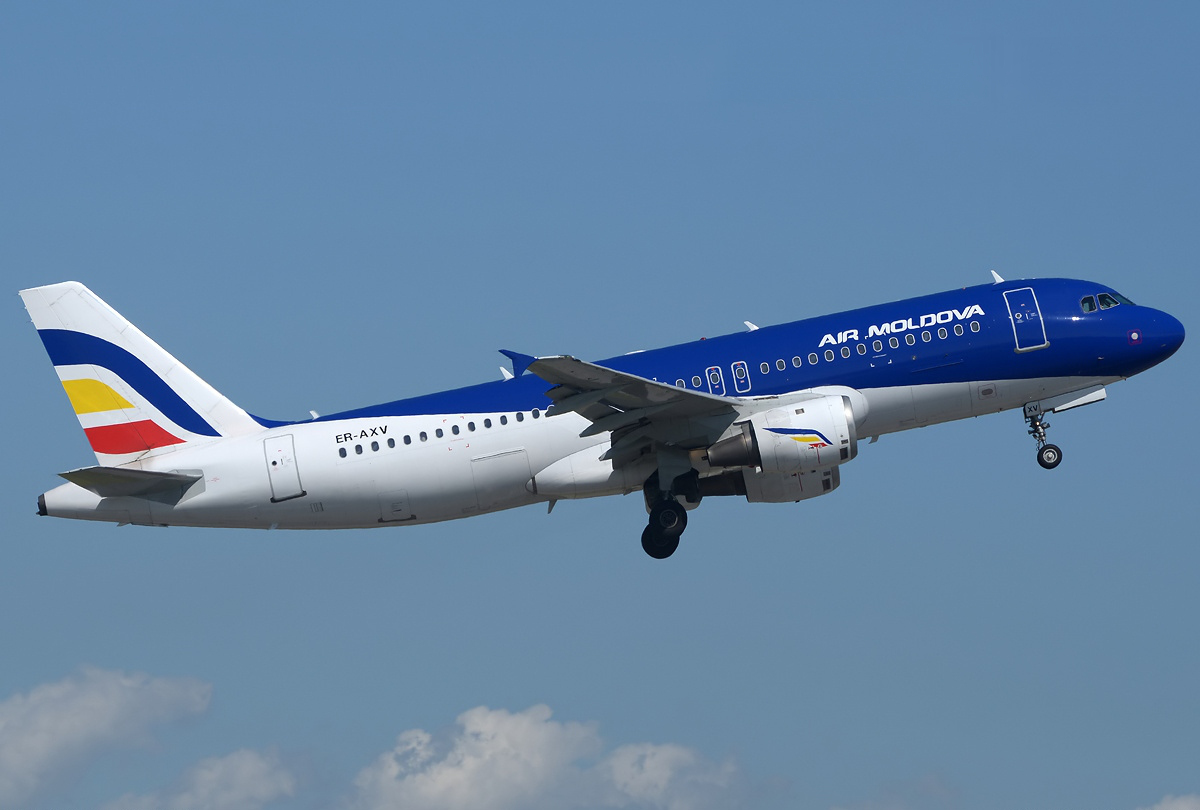
Un avion Airbus A320 al companiei Air Moldova

Transportul aerian a devenit în ultima decadă mult mai solicitate, numărul de pasageri transportați a crescut de la 220,9 mii persoane în 2000 până la 700,4 mii persoane în 2011. Flota aeriană civilă este alcătuită din 1924 aeronave din care 47,4% dețin certificat de navigabilitate la zi. Parcul de aeronave este compus în proporție de 80% din aeronave produse în fosta URSS, care în mare parte nu corespund standardelor europene și Organizației Aviației Civile Internaționale.
Pentru cursele regulate și cele internaționale există un singur aeroport: Aeroportul Internațional Chișinău. Mai există 4 aeroporturi ce ar putea primi curse regulate însă necesită investiții în infrastructură. Aeroportul din Tiraspol nu este sub controlul administrativ al autorităților din Republica Moldova, Aeroportul Cahul este în proces de certificare și doar aeroporturile din Bălți și Mărculești sunt operaționale, dar se folosesc doar pentru curse neregulate și curse cargo ocazionale.
În 2010, la Aeroportul Chișinău se efectuau zboruri internaționale și charter spre 28 de destinații de către 4 companii naționale și 13 internaționale. Principalii operatori din Republica Moldova sunt Air Moldova (45-50% din numărul total de pasageri), Moldavian Airlines (2-3%), Tandem Aero (2%). Din transportatorii aerieni străini cei mai reprezentativi sunt S7 Airlines, Turkish Airlines, Carpatair și Meridian Airways.
Pe parcursul anului 2017 de către companiile aeriene naționale și străine au fost transportați în total 2 744 465 pasageri cea ce reprezintă o creștere de 24,4% față de perioada anului 2016 (2 206 266 pasageri). Potrivit evoluției principalilor indicatori economici ce caracterizează transporturile aeriene se constată tendința de creștere.

### Transportul naval

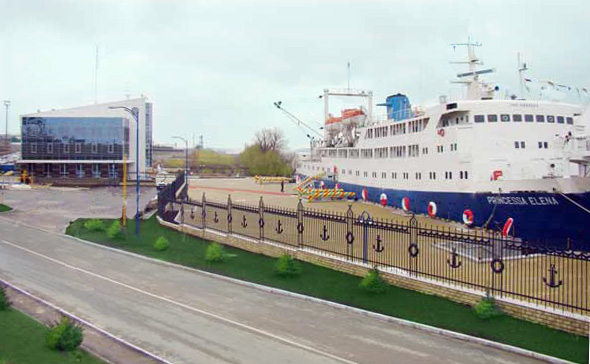
Portul Giurgiulești

În Republica Moldova sunt două căi navigabile interne de importanță internațională - Nistru (categoria E 90 - 03) și Prut (E 80 - 07). Nistru este navigabil pe o distanță 228 km de la portul Cetatea Albă (Ucraina) pâna la portul Tighina, Prutul – 407 km, de la estuar până la or. Ungheni. De asemenea, Republica Moldova dispune de un sector pe fluviul Dunărea, cu o lungime de 430 m.
În anii '90, transportul naval din Republica Moldova a suferit o criză esențială. O bună parte din flota fluvială a fost vândută sau predată la fier uzat. Ca urmare a conflictului militar provocat de separatiștii transnistreni, cea mai mare parte a infrastructurii navale de pe Nistru a fost distrusă.

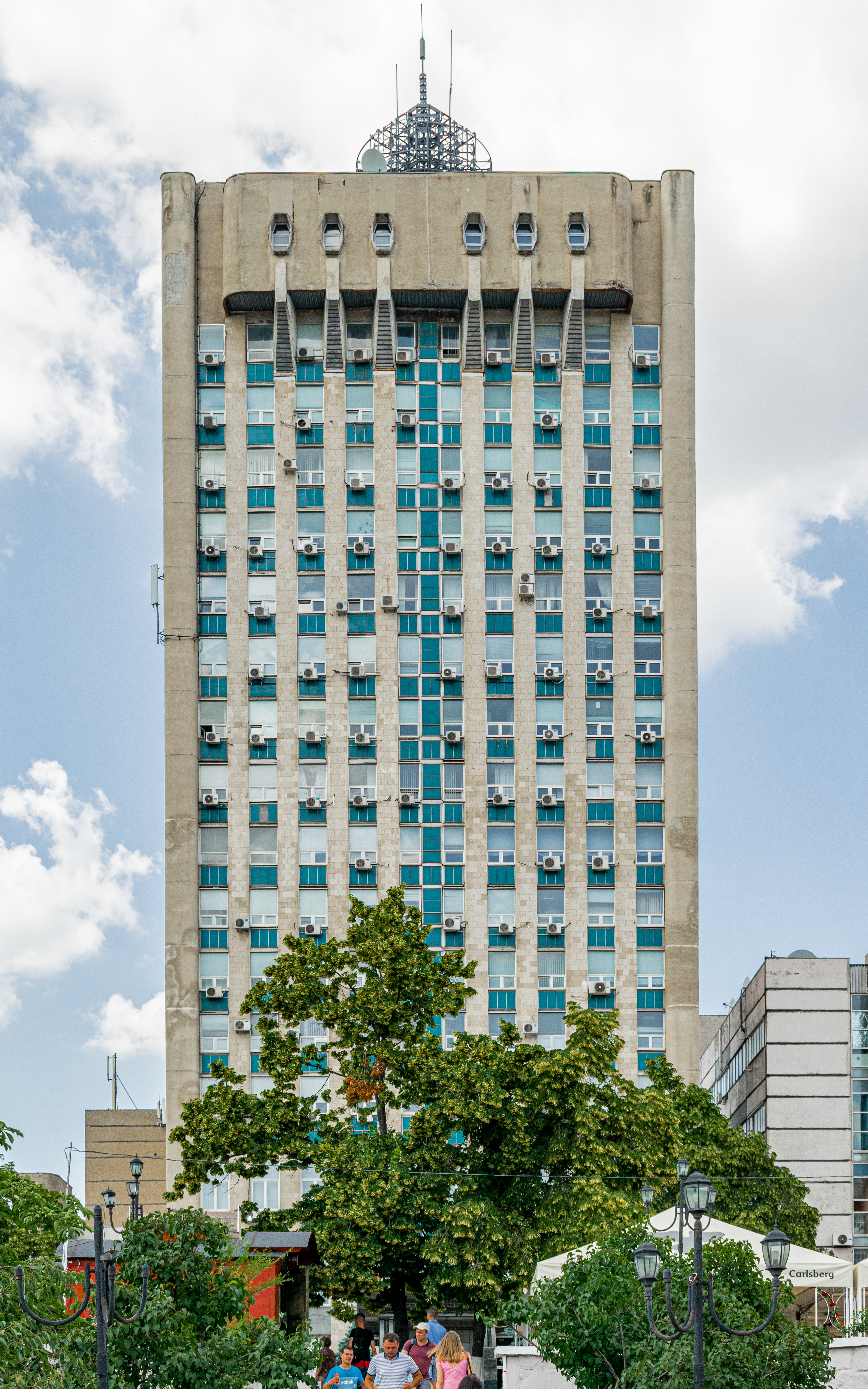
Sediul central al Moldtelecom

În acest moment autoritățile Republicii Moldova depun eforturi de creare a condițiilor pentru reanimarea și dezvoltarea transportului naval intern. Sunt necesare investiții imense în schimbarea flotei și reamenajarea porturilor. În Republica Moldova există 5 porturi: Portul Internațional Liber Giurgiulești pe Dunărea; Portul Ungheni pe Prut; Portul Fluvial Bender, Portul Fluvial Râbnița și sectorul de mărfuri Varnița, toate pe Nistru. În 2011, companiile de transport fluvial au transporta 149,1 tone de mărfuri și 122,6 mii pasageri. Serviciile de transport fluvial sunt oferite de către Instituția Publică ”Căpitănia portului Giurgiulești”, Întreprinderea de Stat ”Portul Fluvial Ungheni”, Întreprinderea de Stat ”Registrul Naval” și Întreprinderea de Stat ”Bacul Molovata”. Dintre companiile private se evidențiază ÎCS ”Danube Logistics” SRL operatorul portului Giurgiulești.

### Comunicații electronice
Autoritatea publică care reglementează activitatea în domeniul comunicațiilor electronice și al tehnologiei informației este Agenția Națională pentru Reglementare în Comunicații Electronice și Tehnologia Informației.
Furnizorii de servicii electronice și comunicații trebuie să obțină autorizare generală din partea Agenției Naționale pentru Reglementare în Comunicații Electronice și Tehnologia Informației (ANRCETI), în baza unui Regulament elaborat și publicat în Monitorul Oficial. Acesta stabilește nomenclatorul tipurilor de rețele și servicii de comunicații electronice supuse regimului de autorizare generală, modul de realizare a notificării privind intenția furnizării de rețele și servicii de comunicații electronice și formularul Declarației informative-tip, care include condițiile autorizării generale.
În Moldova activează patru furnizori autorizați de telefonie mobilă: trei în standardul GSM: Orange, Moldcell, Eventis Mobile și unul în standardul CDMA, Unité. Încă un furnizor neautorizat activează pe teritoriul Transnistriei, Interdnestrcom. Rata de penetrare a telefoniei mobile în 2013 a fost înregistrată de 120% sau 4.296.000 de abonați (fără Transnistria).
Pe piața de telefonie fixă activează: operatorul național Moldtelecom, dar și companii private ca Sun Communications, Sicres ș.a.
În domeniul internetului, cei mai mari furnizori de Internet din țară sunt: Moldtelecom, StarNet, Sun Communications, etc. În intervalul 2007–2011, viteza de acces la internet în țară a crescut cu 690%, Moldova fiind pe locul doi în lume într-un asemenea clasament. Începând cu anul 2010 până în prezent Republica Moldova se află pe poziții variabile în top 15 mondial al țărilor cu cele mai mari viteze la internet. Estimările ANRCETI arată că în următorii ani serviciile de acces la Internet mobil și la Internet fix vor continua să înregistreze cele mai mari rate de creștere în sectorul comunicațiilor electronice, ele fiind principalele motoare de dezvoltare a acestui sector.
Notificarea realizată în condițiile Regulamentului privind regimul de autorizare generală și eliberare a licențelor de utilizare a resurselor limitate pentru furnizarea rețelelor și serviciilor publice de comunicații electronice, își produce în continuare efectele, cu aplicarea drepturilor și obligațiilor prevăzute de Legea comunicațiilor electronice.

## Cultură

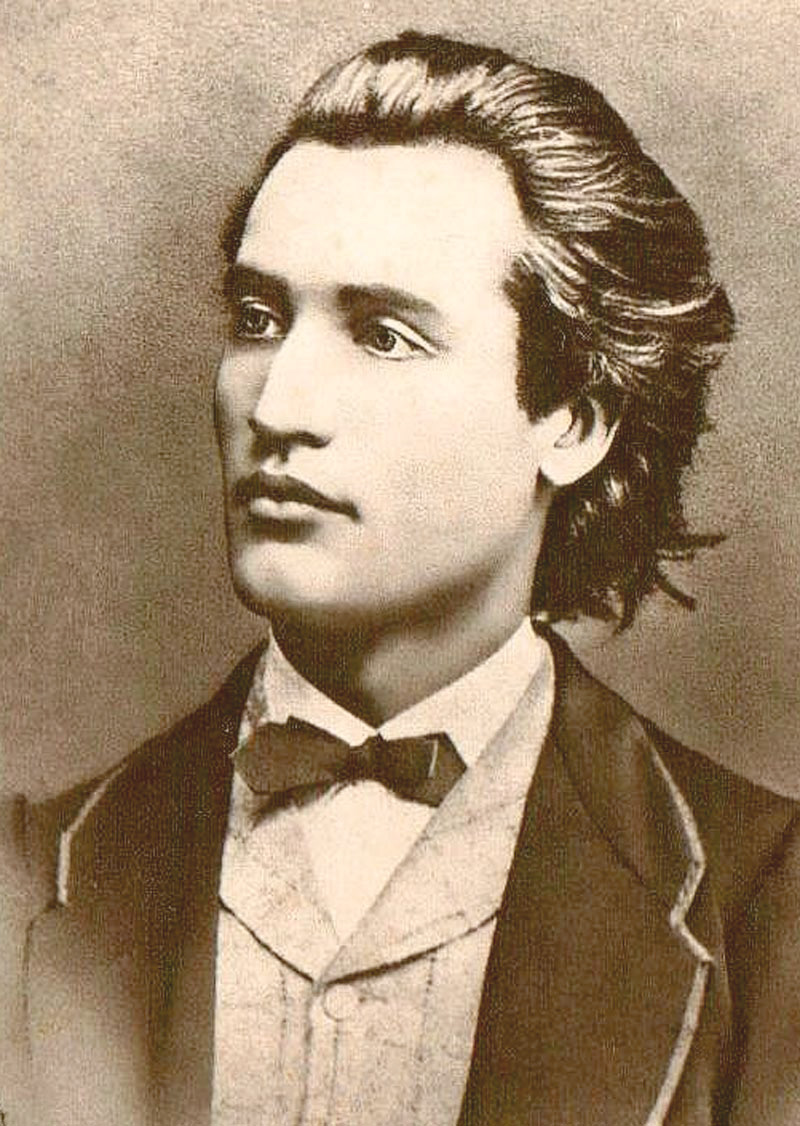
Mihai Eminescu, născut la Botoșani, este un poet național atât al României cât și al Republicii Moldova

Cultura Republicii Moldova prezintă o paletă largă de activități culturale: literatura, teatrul, muzica, artele plastice, arhitectura, cinematografia, radiodifuziunea și televiziunea, arta fotografică, designul, circul, arta populară, arhivele și bibliotecile, editarea de cărți, cercetarea științifică, turismul cultural și altele.
Activitatea concertistică academică este asigurată de trei instituții concertistice: Filarmonica Națională ”Serghei Lunchevici” (2 săli de concert, orchestră simfonică, capelă corală, ansamblu de muzică populară); Sala cu Orgă (orchestră de cameră și cor de cameră); Palatul Național (Organizația Concertistică și de Impresariat „Moldova-Concert”: formații artistice de muzică și dansuri populare, de muzică ușoară).
Folclorul în Republica Moldova are o puternică bază de origine daco-latină și cuprinde un sistem de credințe și obiceiuri populare, concretizate în muzică și dans, în poezia și proza orală, mitologie, ritualuri, teatru popular etc. Acest patrimoniu cultural, în ansamblul manifestărilor sale, constituie un domeniu amplu, de o valoare deosebită, al artei naționale, care nu numai a precedat formele ei culte, ci a și continuat să se dezvolte în epoca modernă, asigurând culturii profesioniste substanța originalității ei etnice.
Republica Moldova are un total de 22 instituții de spectacol: 18 teatre dramatice, un teatru de operă și balet, un teatru etno-folcloric și 2 teatre de păpuși. 17 teatre sunt situate în capitala țării și 5 în alte localități. Cele mai importante teatre participă cu succes la festivaluri în străinătate, organizează festivaluri internaționale acasă, întreprind turnee în Franța, Italia, SUA, Rusia, Japonia, China, România, în alte țări.

### Patrimoniu cultural

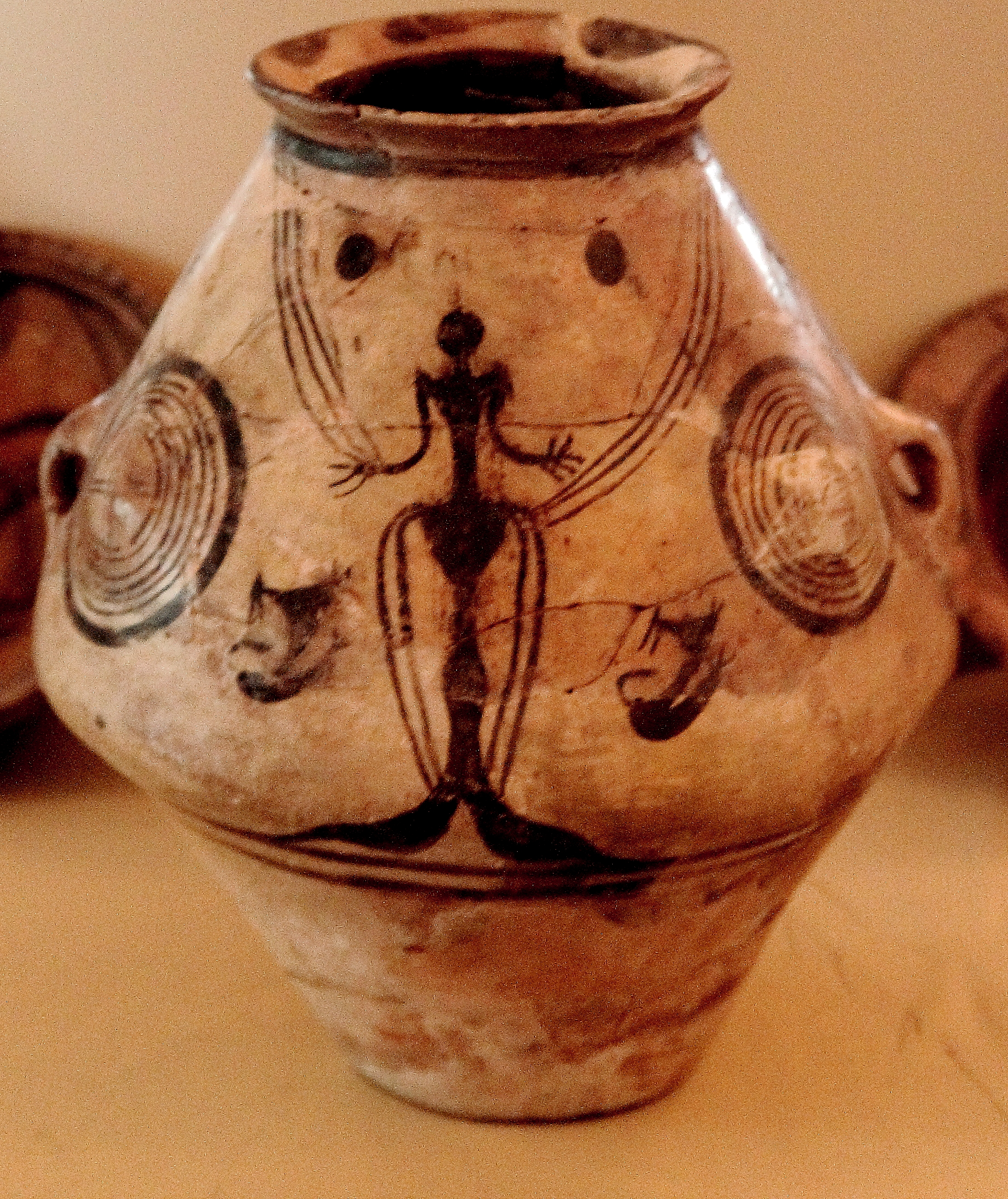
Ceramică de Cucuteni

Patrimoniul cultural al Republicii Moldova reprezintă o totalitate de valori și bunuri culturale (materiale și spirituale, mobile și imobile) de importanță locală, națională și mondială, constituite pe parcursul istoriei: situri arheologice, case de locuit, conace, cetăți, mănăstiri și biserici, lucrări de artă monumentală, monumente și instalații tehnice, ansambluri de construcție – piețe, străzi, cartiere, sate și centre urbane sau zone etnografice cu arhitectură tradițională. Actualmente, în republică are loc reconsiderarea atitudinii societății față de patrimoniul cultural și natural, față de diversitatea expresiilor culturale.
Patrimoniul cultural mobil este deținut de către peste 100 de muzee din țară, dintre care 5 muzee și 7 filiale sunt subordonate direct Ministerului Culturii și Turismului, iar 66 – organelor administrației publice locale. Fondurile acestora conțin circa 800.000 piese de patrimoniu ce țin de istoria și cultura națională și cea universală.
Patrimoniul arheologic al Republicii Moldova este bogat în opere de artă de o vechime considerabilă. Au fost depistate mostre de sculptură încă din perioada paleoliticului târziu. Ceramica culturii Cucuteni din perioada eneolitică este atestată în mai multe localități ale Republicii Moldova și posedă valențe artistice incontestabile, prezentând o întreagă mitologie în imagini.

### Arhitectură

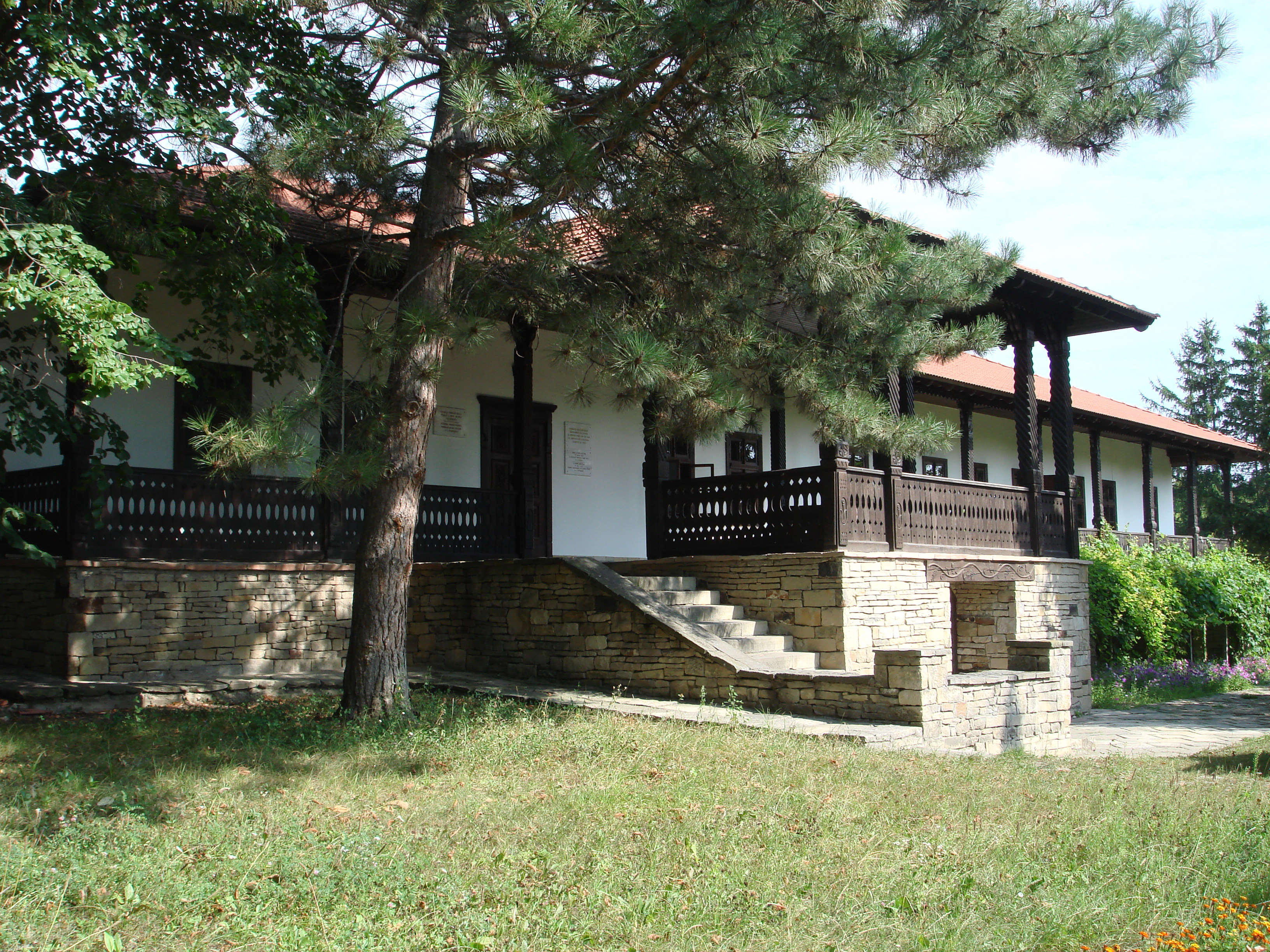
Casă-muzeu în Dolna, Strășeni

Arhitectura Moldovei este influența de amplasarea geografică, de prezența anumitor materiale de construcții (calcare, argile, lemn), de cultura statelor învecinate.
În Epoca Antică, teritoriul Moldovei făcea parte din statele geto-dacice, iar arhitectura este reprezentată de cetățui defensive, case de locuit din carcasă din lemn, unsă cu lut și văruită, acoperite în patru sau două pante.
În Evul Mediu, arhitectura se diversifică, apar lăcașuri de cult creștine, cetățui, castele și cetăți, curți domnești, prăvălii și instalații tehnice populare. Casele locuitorilor erau simple, cu una sau două odăi, cu pereții construiți din nuiele și lut. Casele erau acoperite cu stuf sau țiglă. În perioada domniei lui Ștefan cel Mare, arhitectura se caracterizează prin individualizarea unui nou stil pentru Țara Moldovei. Aceste se deosebește prin prezența elementelor arhitecturale de influență străină, ce se îmbina cu tradiția locală. Are loc îmbinarea arhitecturii bizantin-orientale cu cea occidentală. Majoritatea edificiilor construite în acele vremuri se caracterizează printr-o arhitectură de model popular românesc combinat cu elemente decorative de factură gotică și bizantină.
S-au reconstruit principalele cetăți menite să apere țara, în special a celor de pe Nistru: Hotin, Soroca, Tighina, Cetatea Albă. S-au fortificat și cetățile din interiorul țării: Baia, Chilia, Neamț, Roman, Suceava (toate fiind astăzi pe teritoriul Moldovei din România).
În a doua jumătate a secolului al XV-lea, s-au construit peste 40 de lăcașuri noi de închinare. Bisericile moldovenești sunt construite în plan triconc (formă trifoidală, de la trifoi). Ele se deosebesc prin faptul că au mai puține ferestre și metereze, iar influențele stilului gotic se remarcă la forma ușilor și ferestrelor, iar picturile pereților interiori și exteriori le aseamănă cu bisericile bizantine din Grecia, Serbia sau Bulgaria.
În perioada modernă, după anexarea Basarabiei la Imperiul Rus, se edifică clădiri administrative, financiar-bancare, întreprinderi industriale, spații comerciale, instituții de învățământ, case de raport, teatru, restaurante. Planificarea noilor teritorii urbane a vechilor orașe și a localităților nou fondate are loc cu utilizarea sistemului ortogonal cu cartiere rectangulare, specifice arhitecturii neoclasice rusești, cu străzi largi rectilinii, care se intersectau sub un unghi drept. În prima jumătatea a secolului al XIX-lea, se alcătuiesc planurile urbanistice pentru mari orașe ale regiunii - Chișinău, Bălți, Soroca, Bender, Cahul.
În perioada sovietică, construcția clădirilor se realizează în stilul realismului socialist. Până la sfârșitul anilor 1950, în arhitectura monumentală din orașele RSS Moldovenești se utilizau așa numitul stil empir sovietic sau stalinist, decorat cu forme și ornamente din moștenirea istorică locală. În a doua perioadă, care a urmat după decizia privind surplusul de plasticitate în arhitectură, formele spațiale ale clădirilor, cu excepția celor monumentale, au fost simplificate, manifestând structură constructivă. Această situație a durat câteva decenii, arhitectura fiind limitată la repetarea unor soluții spațial-volumetrice considerate optime pentru diverse tipuri de clădiri: publice, locative, industriale, etc. Complexele locative, noi apărute în această perioadă, nu se deosebesc de cele ale altor orașe de pe cuprinsul URSS.

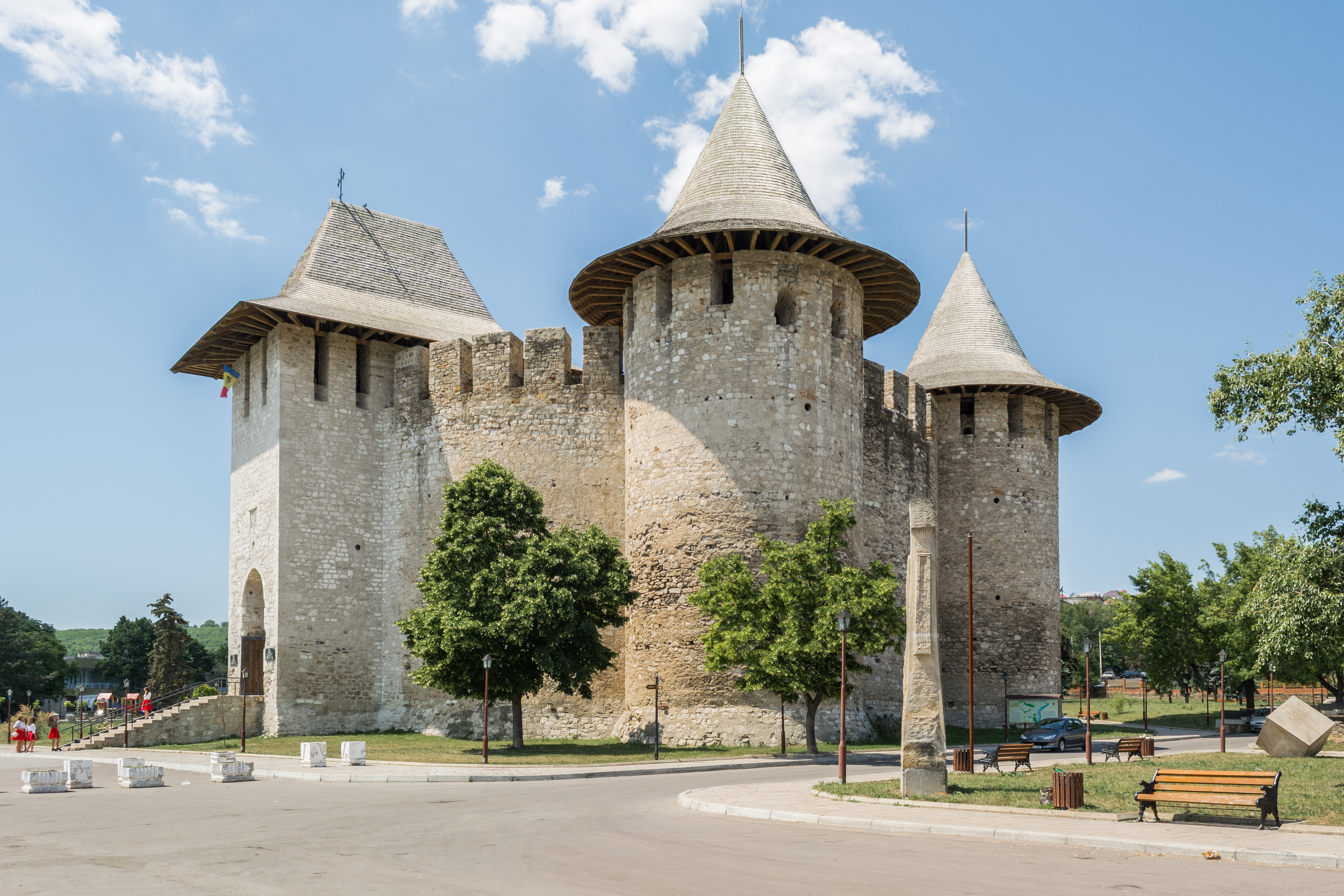
Cetatea Soroca
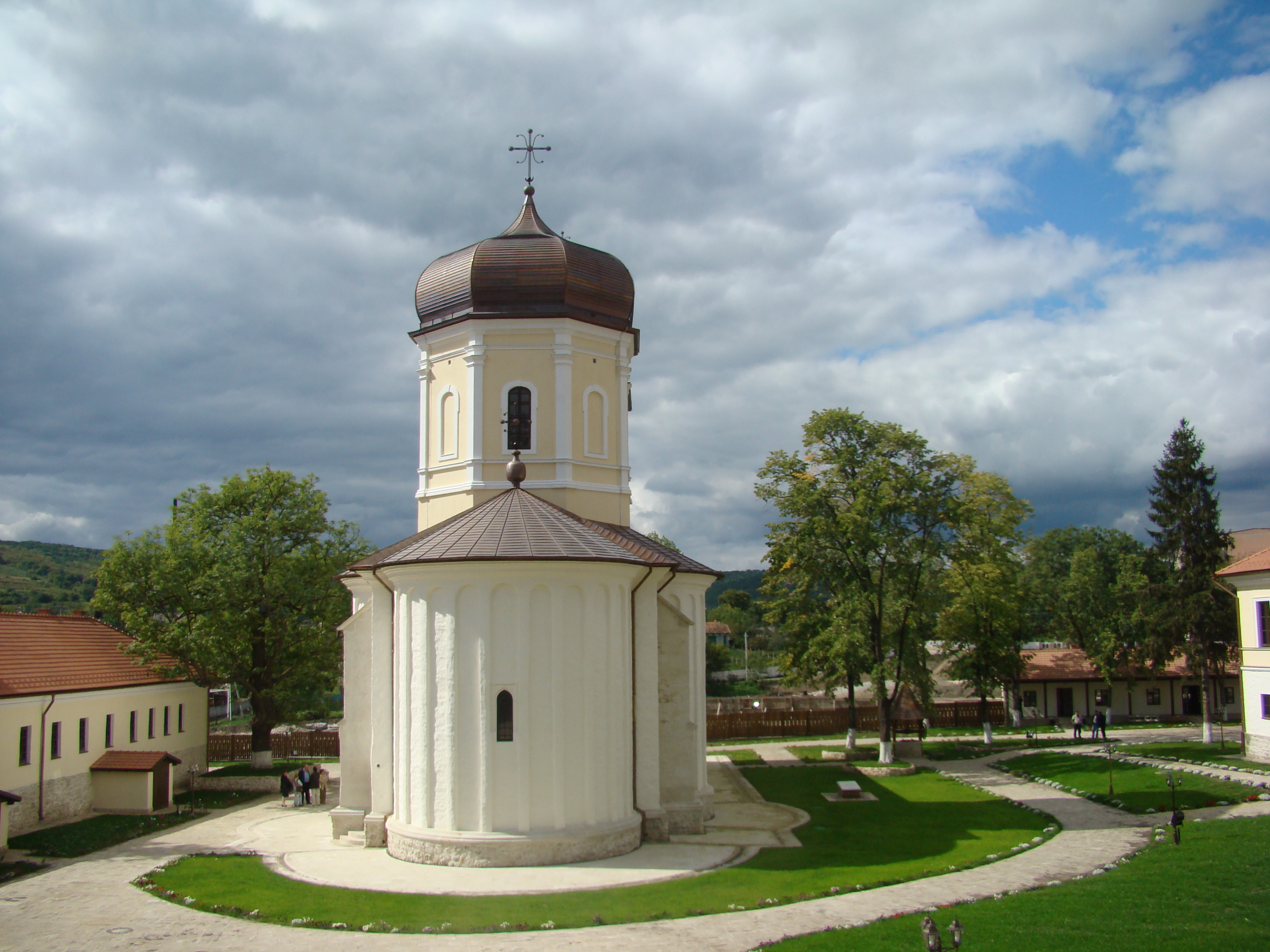
Mănăstirea Căpriana
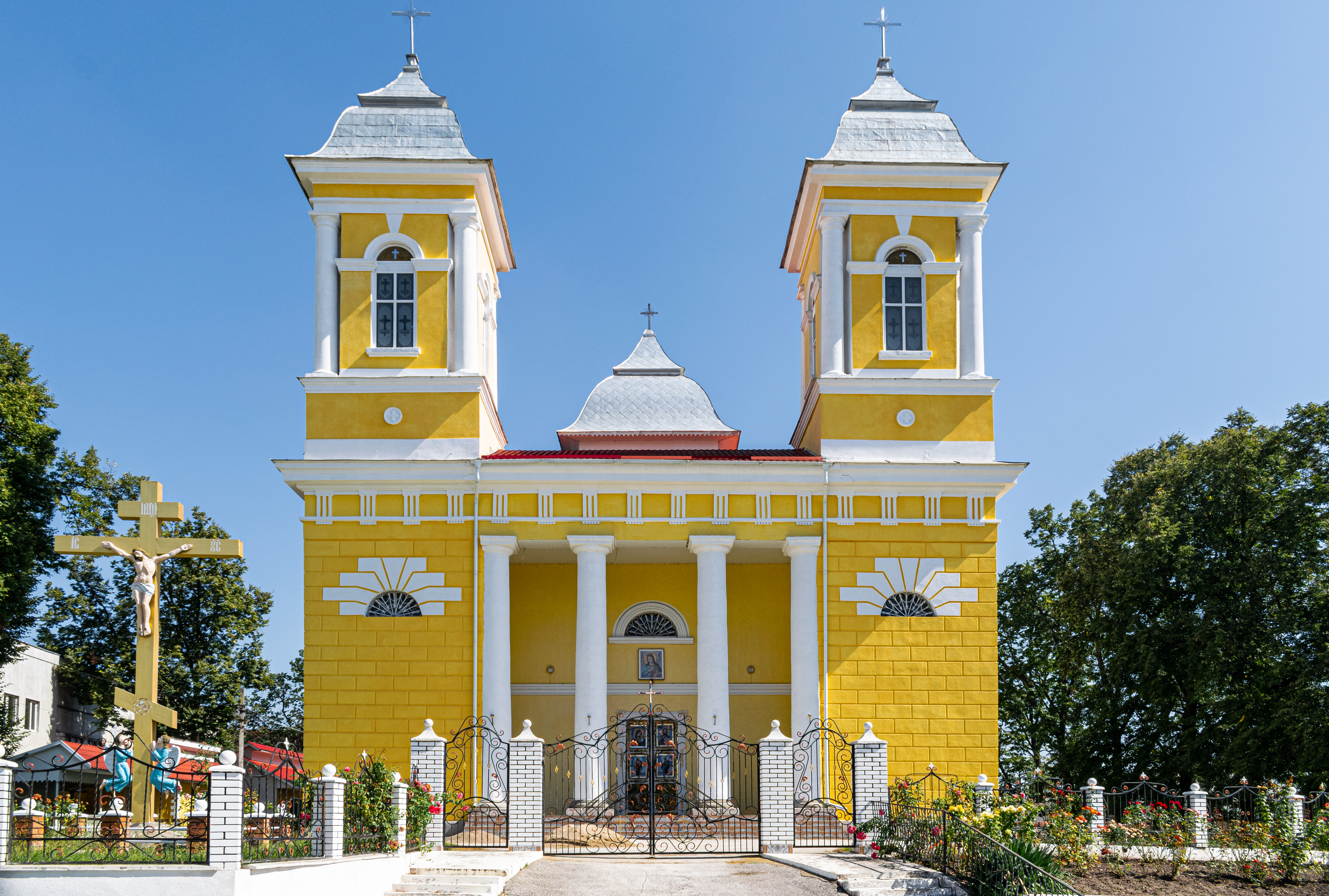
Biserica Sf. Ecaterina, Lipcani
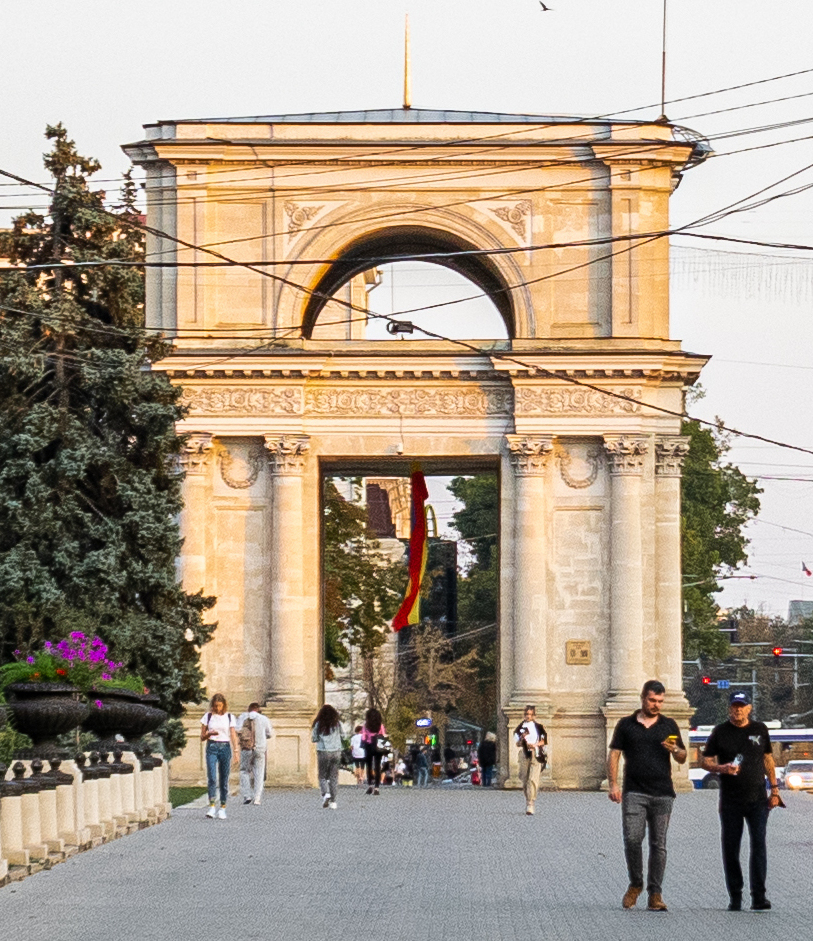
Arcul de Triumf din Chișinău
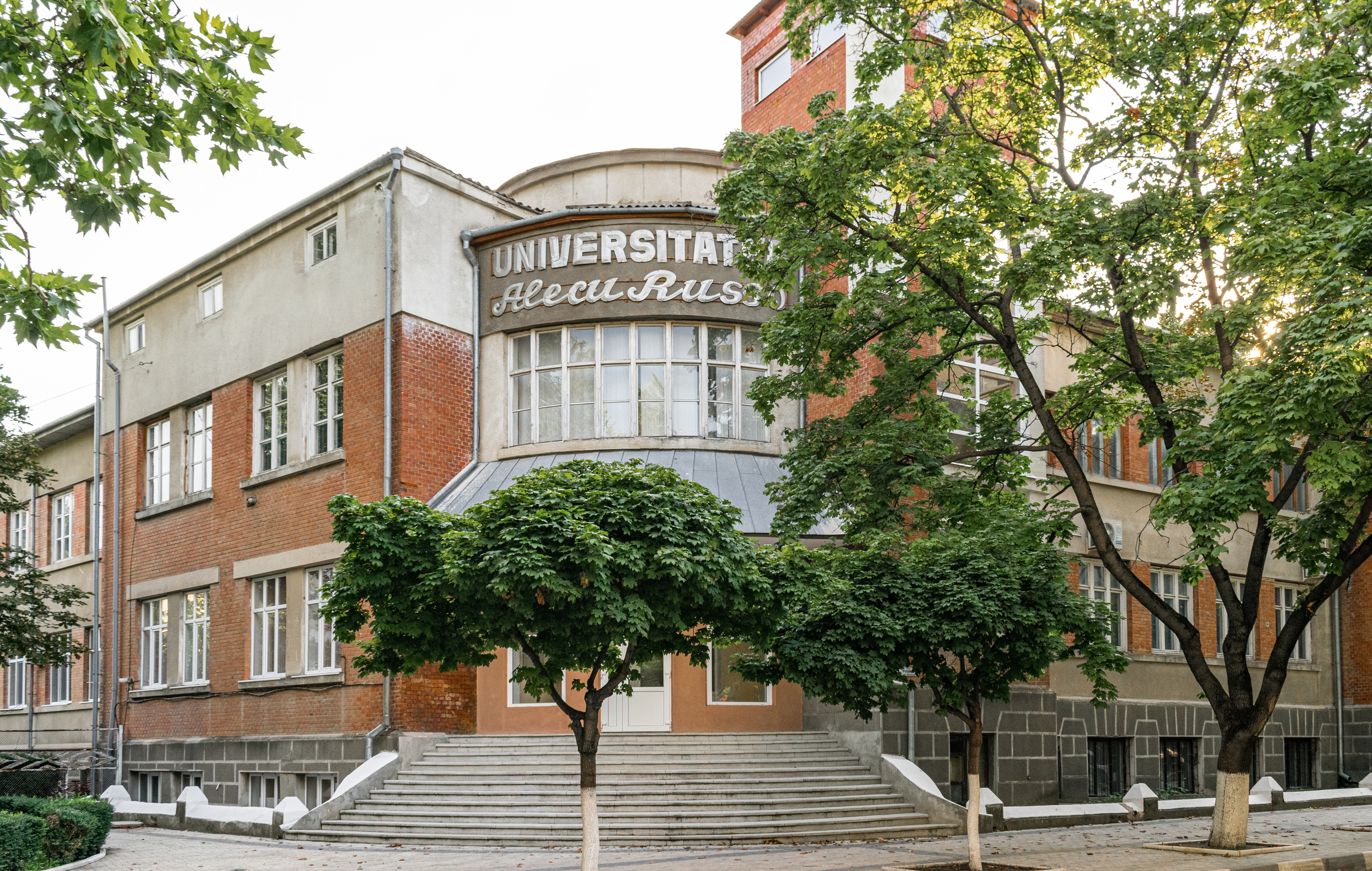
USB Alecu Russo, Bălți
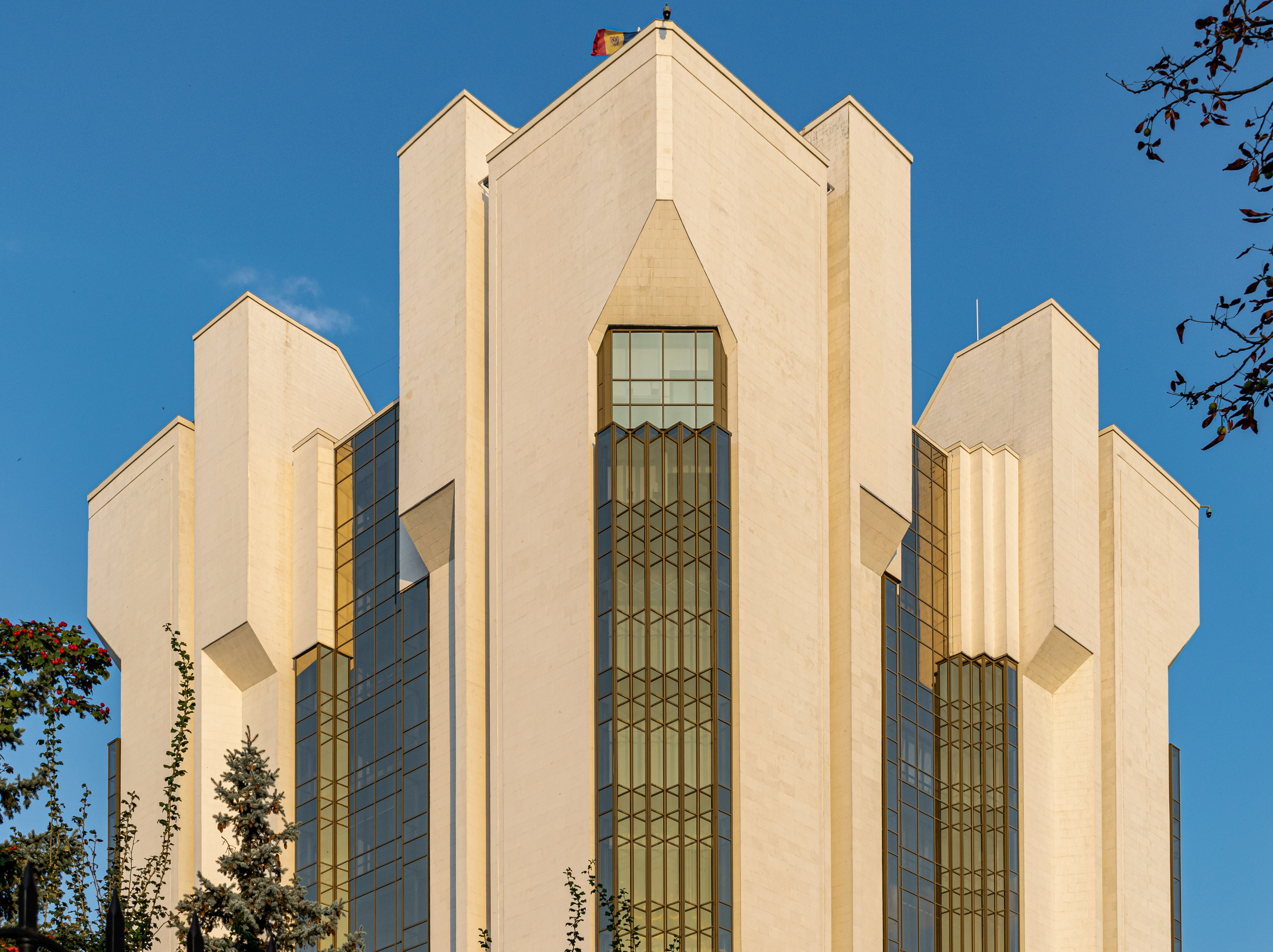
Clădirea Președinției Republicii Moldova

### Mass-Media
Primul post de radio din Chișinău, Radio Basarabia, a fost inaugurat oficial pe 8 octombrie 1939, prin transmiterea liturghiei de la Catedrala Mitropolitană. Prima televiziune, TV Moldova 1, și-a început emisia pe 30 aprilie 1958.
Mass-media din Republica Moldova s-a dezvoltat în perioada post-sovietică. După declararea independenței, situația pieței media din Moldova era dezastruoasă atunci. Presa moldovenească era constituită numai din televiziunea națională (moștenită de la URSS), alte 2 canale ale societății naționale de radiodifuziune, mai multe posturi de radio, precum și câteva ziare. Situația s-a schimbat însă, în bine, începând cu mijlocul anilor 90' când se lansau primele televiziuni private. Astăzi piața media este dominată de posturi de televiziune regionale cât și de canale cu difuzare în limba română și mai ales în rusă.
Conform unor documente semnate la Geneva în 2006, Moldova își pune ca scop să treacă complet la televiziunea digitală, suspendând toate semnalele în analog pe tot teritoriul țării după noaptea zilei de 17 iunie 2015, asigurând populația țării cu echipamente corespunzătoare de recepție.

### Mâncare și băutură

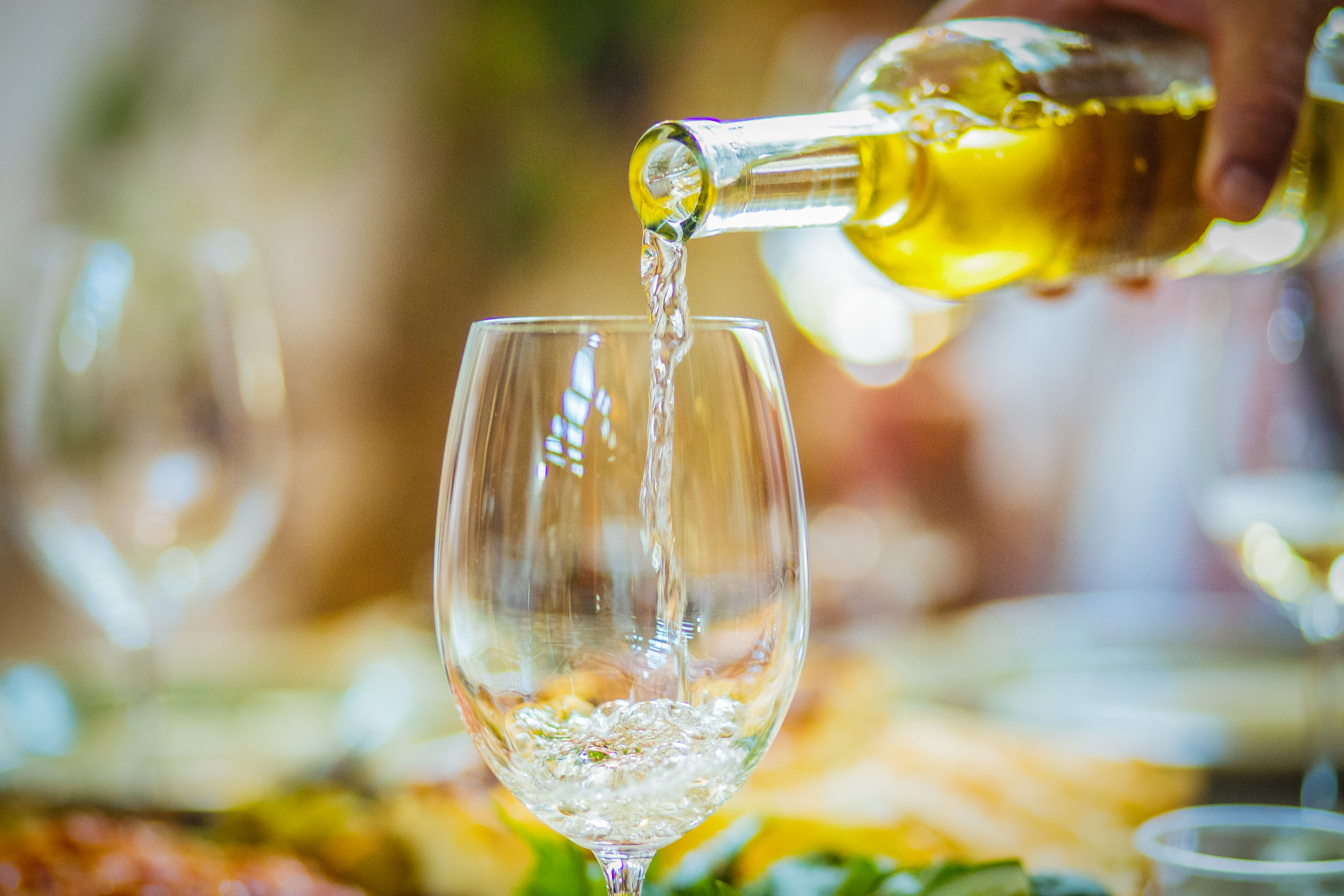
Vin moldovenesc

Bucătăria moldovenească este similară cu cea din vecinătate, a României și a fost influențată de elemente de bucătărie rusă, turcă și ucraineană. Principalele feluri de mâncare includ carne de vită, carne de porc, cartofi, varză și o varietate de cereale. Băuturile alcoolice populare sunt divine (brandy din Moldova), bere și vin local.

### Muzică

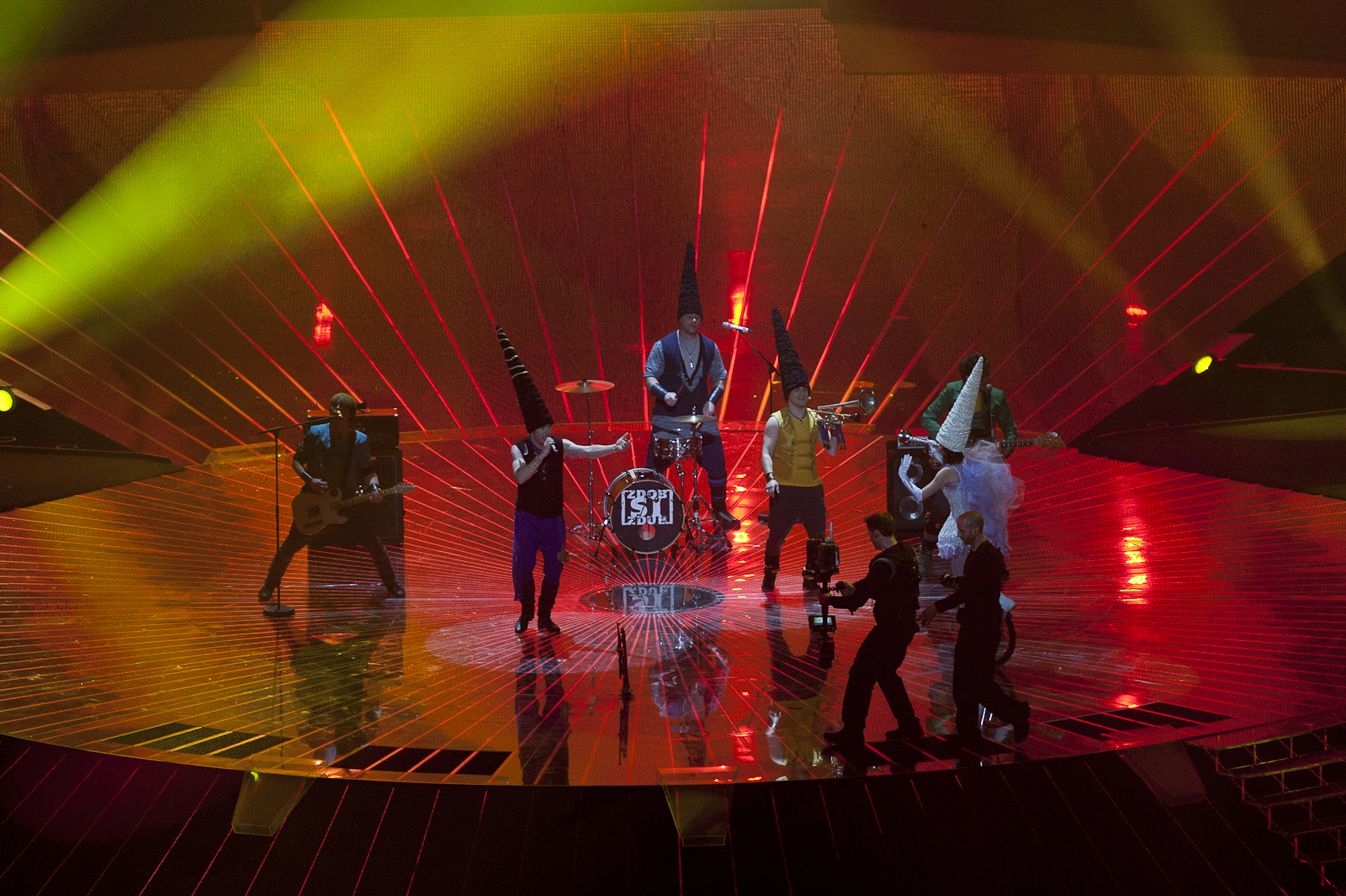
Zdob și Zdub participă la Concursul Muzical Eurovision 2011.

Printre cei mai proeminenți compozitori ai Republicii Moldova sunt Gavriil Musicescu, Ștefan Neaga și Eugen Doga.
În domeniul muzicii pop, Moldova a prezentat trupa O-Zone, care a devenit proeminentă în 2003, cu melodia lor „Dragostea Din Tei”, care a trecut prin mai multe noutăți notabile. Moldova participă la Concursul Muzical Eurovision din 2005. O altă trupă populară din Moldova este Zdob și Zdub care a reprezentat țara la Concursul Muzical Eurovision 2005, atunci sau plasat pe locul 6.
În mai 2007, Natalia Barbu a reprezentat Moldova la Helsinki la Concursul Muzical Eurovision 2007, cu intrarea sa „Fight”. Natalia a intrat în finală cu o marjă foarte mică. A ocupat locul 10 cu 109 de puncte. Apoi, Zdob și Zdub au reprezentat din nou Moldova în Concursul Muzical Eurovision 2011, amplasînduse pe locul 12.
SunStroke Project cu Olia Tira a reprezentat țara la Concursul Muzical Eurovision 2010 cu melodia „Run Away”. Performanțele lor au câștigat notorietatea internațională datorită dansului lui Serghei Stepanov, saxofonistul trupei. El a fost denumit în mod corespunzător „Epic Sax Guy”. Proiectul SunStroke a apărut din nou în intrarea Eurovision „Hey Mama”, care a ajuns pe locul al treilea în anul 2017.
Printre cei mai proeminenți muzicieni clasici din Moldova se numără Maria Bieșu, una dintre cele mai importante soprane din lume și câștigătorul concursului internațional japonez; pianistul Mark Zeltser, câștigătorul concursului național URSS, concursul Margueritte Long din Paris și concursul Busoni din Bolzano, Italia.

### Tradiții

Mărțișorul se poartă pe durata lunii martie, ca semn al sosirii primăverii

Republica Moldova este o țară europeană cu o îndelungată istorie în cadrul statului românesc (medieval și pre-modern) Moldova, populată preponderent de moldoveni (români), dar și de diverse etnii precum ucraineni, bulgari, găgăuzi, ruși, evrei, germani, cehi etc. Aici s-au păstrat multe tradiții multiseculare care se regăsesc și în jumătatea vestică a Moldovei și în restul României, cu elemente comune popoarelor creștine din estul Europei.
Multe evenimente tradiționale moldovenești reprezintă un amalgam de elemente caracteristice calendarului agricol, păstoresc, religios și civil, amestec, care în Moldova s-a transformat într-un permanent izvor de bunăvoință, căldură și ospitalitate.
Oaspeții Moldovei în timpul sărbătorilor pot participa la un șir de evenimente culturale: concerte („Mărțișor”, „Cireșar”, „Invită Maria Bieșu” etc.), teatre („Bitei” etc.), parade și manifestări de masa de Ziua Independenței, „Limba Noastră”, hramurile orașelor și satelor etc. Zilele roadei sunt marcate în orasele și satele noastre prin iarmaroace tradiționale. În timpul acestor evenimente turiștii străini pot cunoaște îndeaproape folclorul, costumele tradiționale, piesele de artizanat, etc.
Apar multe tradiții cu caracter familiar: cumetriile, nunțile, petrecerile etc., care în sate s-au transformat în adevărate spectacole cu mulți oaspeți și daruri. Tradiționale în Moldova sunt șezătorile în zilele de iarnă cu cântece de lăutari și dansuri. În mare parte, sărbătorile din Republica Moldova și cele din România, sunt identice.

## Educație
În Moldova funcționează peste 3000 instituții de învățământ, la care sunt angajate circa 47 100 de cadre didactice. În ultimii 15 ani învățământul din Moldova a fost supus unei reformări care continuă și în prezent.. Conform datelor recensământului populației din anul 2004, rata alfabetizării era de 99,87%.
Sistemul educațional din dreapta Nistrului și din Transnistria diferă, cel din urmă urmând modelul rusesc. Actele de studii din învățământul secundar, secundar-profesional, mediu de specialitate și universitar eliberate în UTA din Stânga Nistrului, cu excepția specialităților de profil medical, militar și cele ce țin de protecția ordinii publice și securității statului, sunt recunoscute de către oficialitățile din Chișinău. Posesorii acestor diplome pot continua studiilor la nivelurile următoare, precum și la se angaja în câmpul muncii, pe tot cuprinsul țării.

### Învățământ preșcolar
În ultimii ani s-au înregistrat progrese semnificative în ceea ce privește înrolarea copiilor în instituțiile preșcolare. În 2011 numărul grădinițelor era de 1400, cu 19% mai mult decât în 2000, frecventate de 135427 copii. În 2006, în jur de o treime din copii din mediul urban și mai mult de jumătate din copii în vârstă de 1-6 (7) ani nu frecventau grădinița. Această situație se datorează plecării părinților peste hotare, lipsa grădinițelor în mediul rural, lipsa locurilor la grădinițele existente. Însă rata brută de cuprindere în învățământul preșcolar a crescut de la 66,1% în anul 2004 până la 81,8% în 2011. Cuprinderea copiilor mai mari de 5 ani în instituțiile preșcolare atinge cote mai înalte, iar copiii în afara sistemului rămân în proporție de 10-15% la nivel de republică.

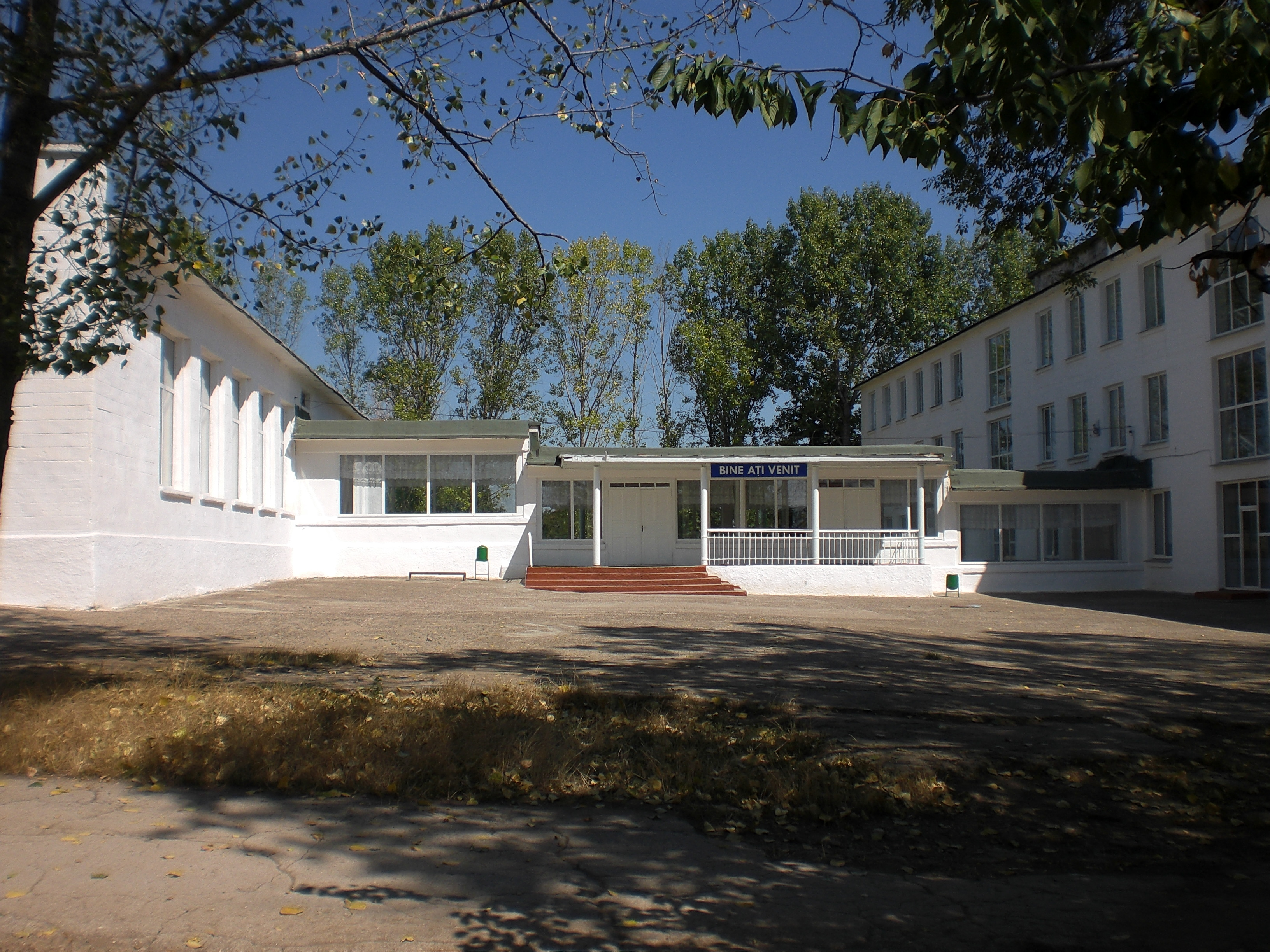
Gimnaziu în Onițcani, Criuleni

### Învățământ primar și secundar general
Învățământ primar și secundar general 1460 de instituții, inclusiv 83 școli primare, 829 de gimnazii, 497 de licee și 3 școli primare. Liceele includ în activitatea sa și nivelurile primar și gimnazial. Numărul de elevi încadrați în învățământul primar și secundar constituie 381.418 persoane (2011/2012), 79,3 % își desfășoară studiile în limba română, 20,2% în limba rusă și 0,2% în altă limbă. Gradul de înrolare variază în limite reduse și este în jur de 88%. Accesul redus determinat de distanțele lungi până la instituțiile relevante de învățământ și lipsa mijloacelor de transport constituie contribuie la ratele joase de înmatriculare în regiunile îndepărtate care nu au propriile lor școli și la abandonul timpuriu. O treime din absolvenții gimnaziilor optează pentru studii secundare profesionale și colegii, restul continuă studiile la licee. Peste 80% din absolvenții liceelor manifestă interes pentru universități.
Majoritatea instituțiilor de învățământ secundar general în Transnistria o constituie școlile medii cu trei niveluri: primar (clasele I-IV), secundar inferior (clasele V-IX) și secundar superior (clasele X-XI). De asemenea există și un număr redus licee și gimnazii, dar diferă radical de cele moldovenești. Rețeaua de instituții de învățământ preuniversitar de stat din zona transnistreană include 192 instituții de învățământ general preuniversitar cu un efectiv de peste 92.500 elevi și circa 7.000 cadre didactice.

### Învățământ secundar profesional și mediu de specialitate
Sistemul de învățământ secundar profesional și mediu de specialitate este constituit din 23 de școli de meserii, 49 de școli profesionale, 2 licee profesionale și 46 de colegii. Școlile de meserii și profesionale sunt frecventate peste 20 000 de persoane, dintre care 85,1% în limba română și 14,9 în limba rusă. Cele mai solicitate meserii sunt lăcătuș repararea automobilelor, bucătar, tencuitor, electrogazosudor-montator, operator calculatoare electronice, croitoreasă, tâmplar etc. În colegii își fac studiile peste 31000 de elevi, 85,7% în limba română și 12,8 în limba rusă. Numărul mai mare a elevilor este înregistrat la specialitățile din domeniile industrie, învățământ, ocrotirea sănătății, economie etc.
În regiunea transnistreană învățământul profesional primar este asigurat de 8 licee și o școală profesională; iar instruirea profesională medie este realizată de – 7 tehnicumuri, 2 tehnicumuri-sovhoz, 5 colegii și 2 școli profesionale.

### Învățământ superior

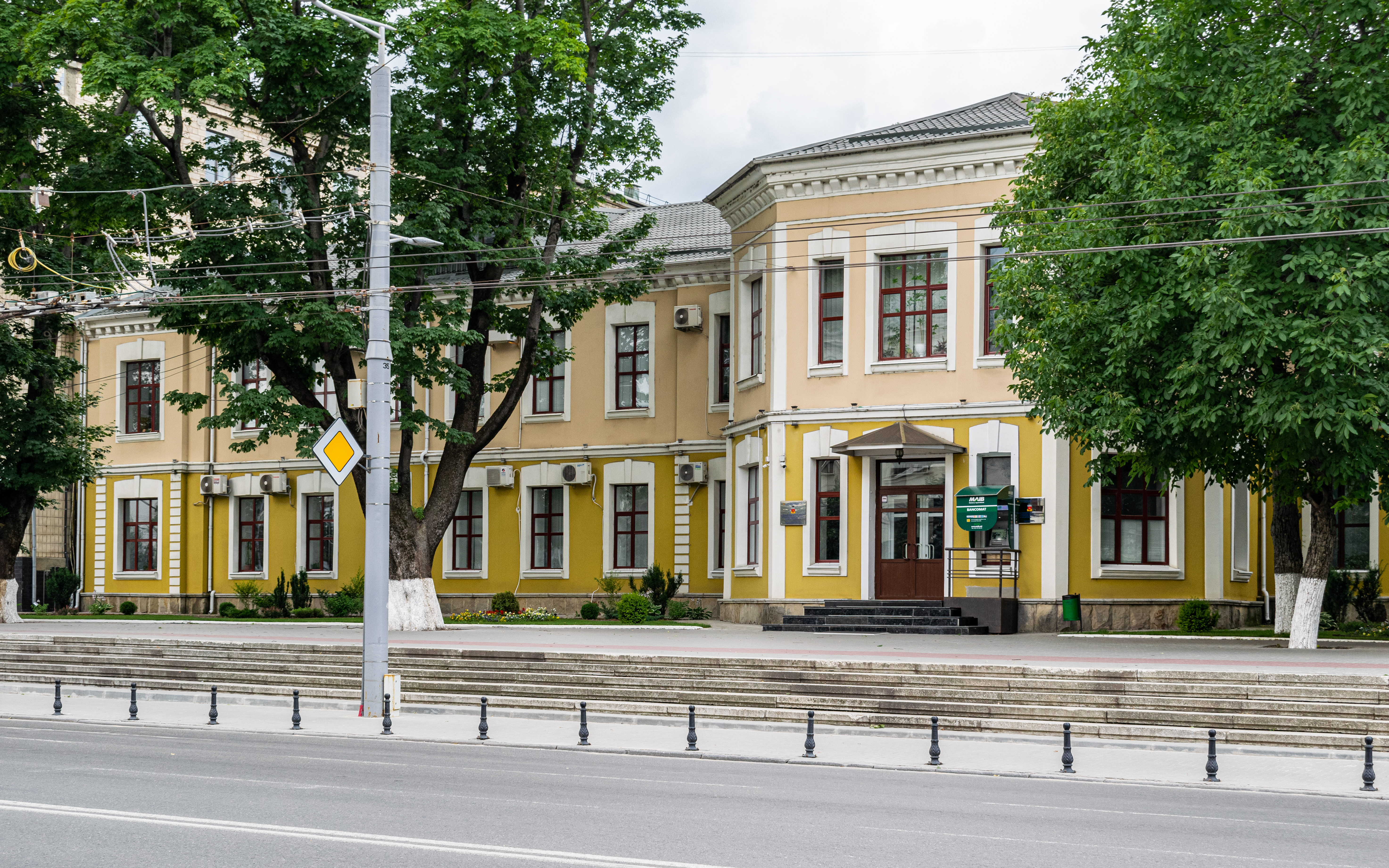
Universitatea de Stat de Medicină și Farmacie „Nicolae Testemițanu” din Chișinău

Învățământul superior se realizează în 2 cicluri de studii, studii superioare de licență, cu o durată de 3-4 ani și studii superioare de masterat cu o durată de 1-2 ani. Învățământul profesional superior în Transnistria este organizat în două niveluri: nivelul I – pregătirea bacalaureaților (bacalavriat), cu durata de cel puțin 4 ani și nivelul II – pregătirea specialiștilor, cu durata de cel puțin 5 ani, și pregătirea magiștrilor, cu durata de cel puțin 6 ani.
Rețeaua învățământului superior se compune din 31 de instituții, inclusiv 17 de stat subordonate mai multor ministere și 14 instituții private. Instituțiile universitare (inclusiv filialele) sunt amplasate în Chișinău (26), Bălți (3), Cahul (1), Taraclia (1) Comrat (1), la care se adaugă și instituțiile transnistrene din Tiraspol (6), Tighina (1) și Râbnița (1). Instituțiile de învățământ superior din partea stângă a Nistrului nu sunt acreditate de Ministerul Educației al Republicii Moldova.
Studiile universitare au devenit din ce în ce mai accesibile, iar limitările de vârstă au fost excluse. Popularitatea învățământului superior este înaltă, comparativ cu numărul mult mai mic al persoanelor care își fac studiile în învățământul secundar profesional și mediu de specialitate. La universitățile din Moldova învață peste 10300 de studenți, circa 90 mii la Ciclul I și 14 mii la Ciclul II. Sistemul universitar asigură pregătirea specialiștilor la circa 170 de specialități. Din numărul total de studenți 20% învață la profilul juridic; 24,2% la profilul economic; 2,92 % la medicină. Abiturienții transnistreni preferă instituțiile din regiune, circa 60%, alți 20% vin la Chișinău și Bălți, restul pleacă în Ucraina sau Rusia..
În 2005 Republica Moldova a aderat la Procesul Bologna și a început reforma învățământului superior care în prezent stagnează, persistă o serie de neclarități legate de școlile doctorale, alegerea disciplinelor opționale, însăși sistemul de credite funcționează cu deficiențe, programele de studii rămân a fi foarte teoretizate, ponderea orelor practice nefiind suficientă pentru a achiziționa abilitățile profesionale necesare, lipsa unei corelări dintre cererea pieței forței de muncă și oferta educațională.

## Sport

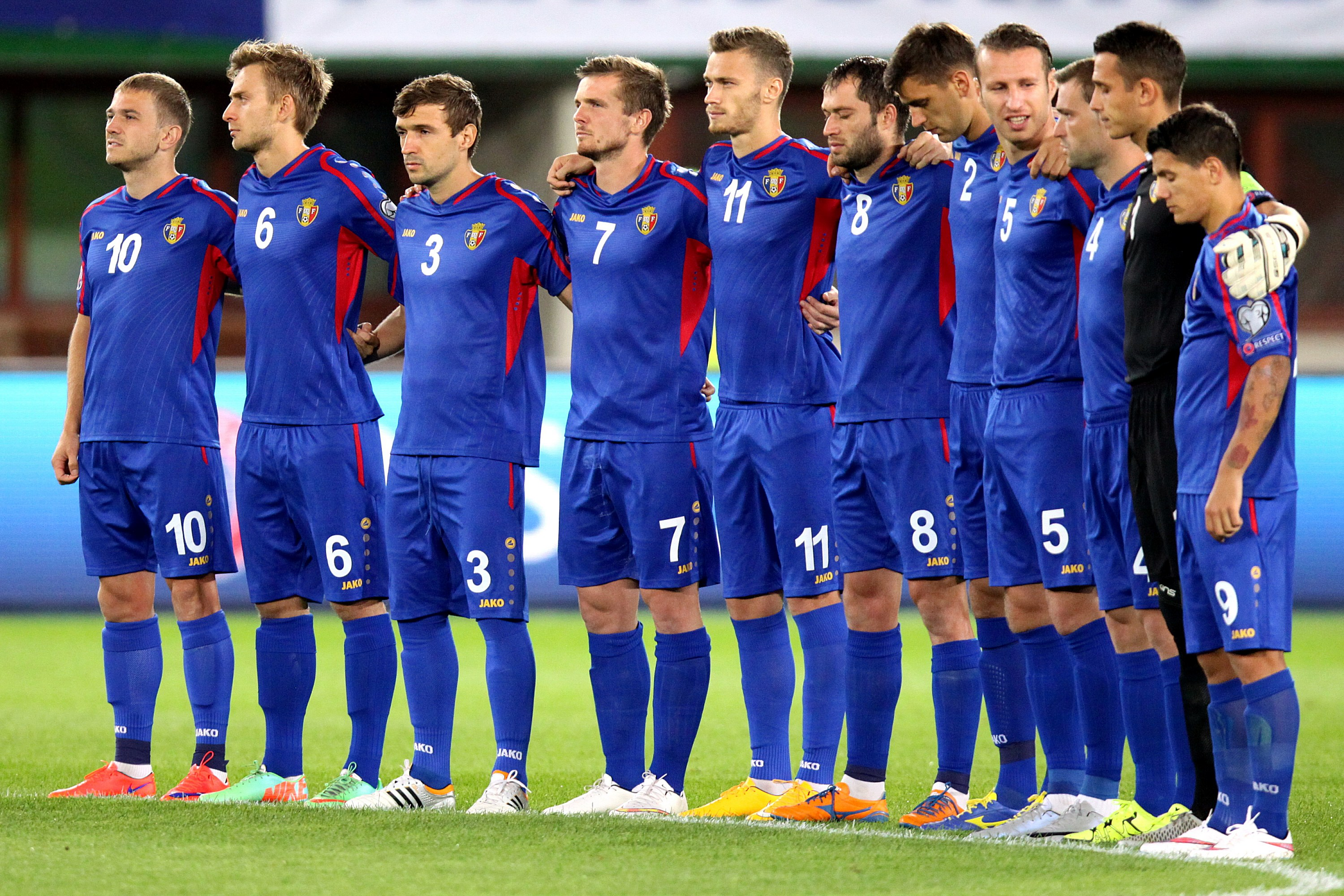
Echipa națională de fotbal a Republicii Moldova

Sportul național în Republica Moldova este trânta. Totuși cel mai popular sport din țară este fotbalul. Cu toate astea, pe plan internațional reprezentanții Republicii Moldova nu au reușit mari performanțe, echipa națională de fotbal a Republicii Moldova nereușind să se califice la niciun turneu al Campionatului Mondial sau Campionatul European de Fotbal. La nivel de club, cele mai mari performanțe le-a înregistrat FC Sheriff Tiraspol, care a ajuns de trei ori în grupele Europa League, realizând asta în sezoanele 2009–10, 2010–11 și 2013–14 2017-2018.

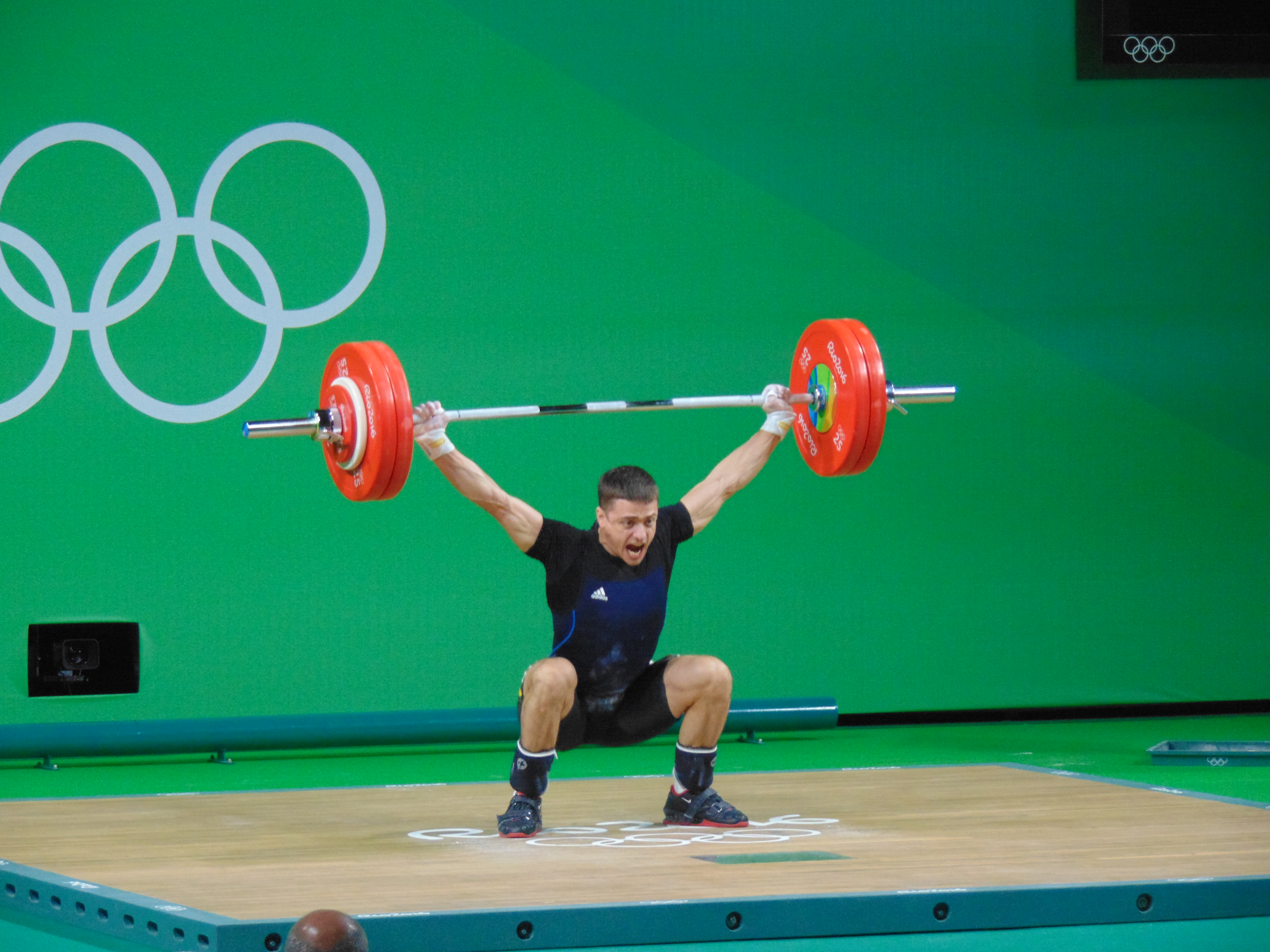
Serghei Cechir

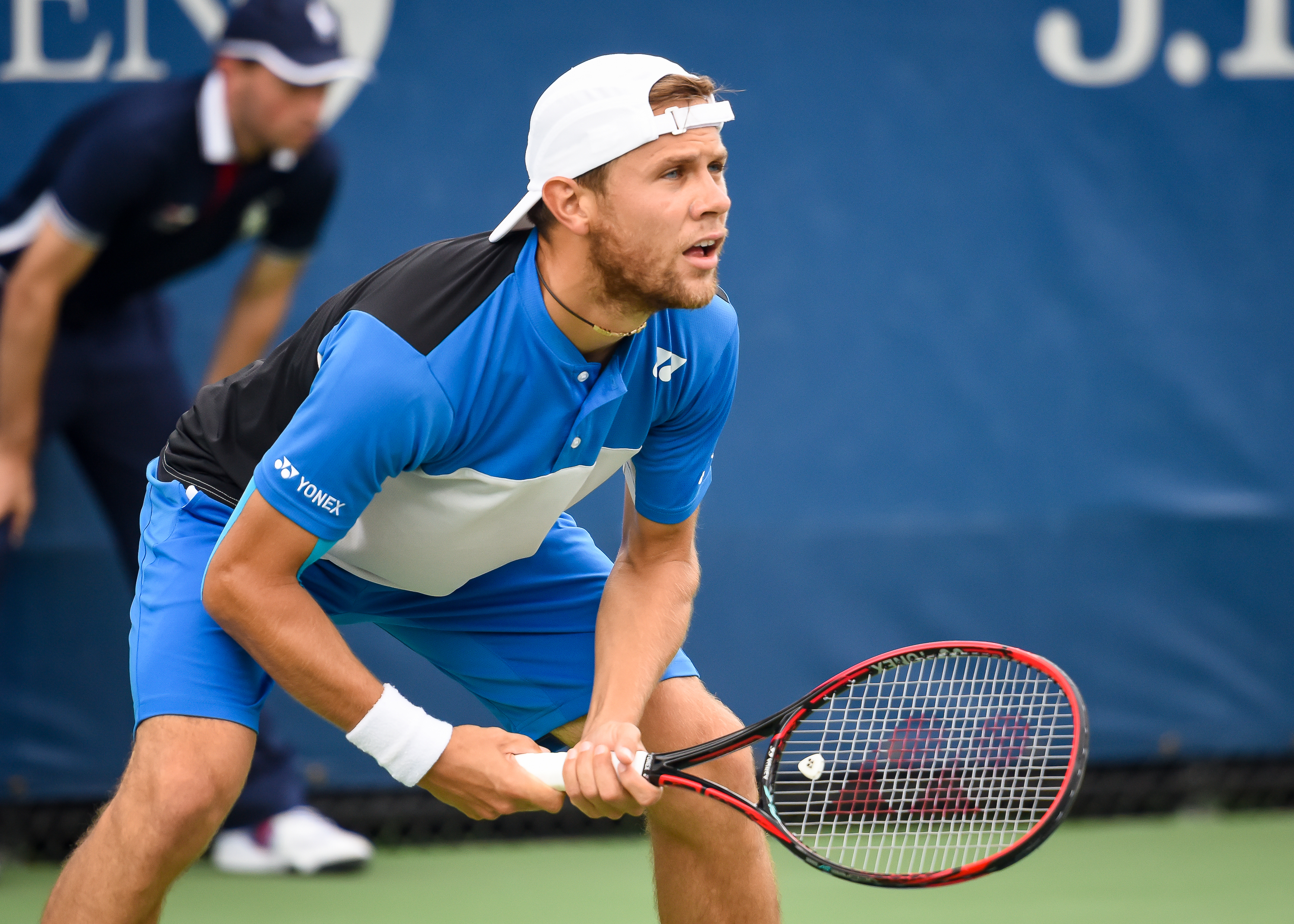
Radu Albot

Alte sporturi populare în țară sunt în general sporturile de forță și atletică grea, cum ar fi boxul, halterele, judo, luptele greco-romane, kickboxingul ș.a. Tot în aceste genuri Republica Moldova a obținut și cele mai mari performațe ale sale, prima mare performanță fiind medalia de aur a lui Tudor Casapu la haltere, obținută la Jocurile Olimpice de vară din 1992 de la Barcelona. Tot Tudor Casapu a mai cucerit pentru Republica Moldova medalii de bronz la Campionatele Europene și Mondiale de haltere din 1991. Cu puțin timp mai devreme, în 1988, înainte ca Moldova să obțină independența, un alt moldovean devenise campion olimpic. E vorba de Nicolae Juravschi, care fiind în componența echipei URSS a câștigat medalia de aur la proba caiac-canoe la Jocurile Olimpice de vară din 1988 din Seul, Coreea de Sud.
Printre rezultatele mai recente, Veaceslav Gojan, a devenit medaliat cu bronz la box la Jocurile Olimpice de vară din 2008 de la Beijing. Iar surorile Zalina și Marina Marghieva s-au clasat în multiple rânduri pe podium la Campionatele Mondiale și Europene la aruncarea discului și aruncarea ciocanului.
Mai slab dezvoltate sunt sporturile de masă și de sală. Astfel, genuri ca biliardul sau pokerul sunt practicate doar la nivel de amatori, nu și profesionist. Totuși, în șah, Republica Moldova are câțiva maeștri internaționali, printre care pot fi menționați Viorel Iordăchescu și Viorel Bologan. De asemenea sunt slab dezvoltate sporturile de iarnă. În ultimii ani Republica Moldova a naturalizat o serie de sportivi străini pentru a reprezenta țara la probele de iarnă pe plan internațional. La sfârșitul anilor 2000, un om de afaceri moldovean a fondat clubul de hochei pe gheață Platina Chișinău, care devenit campioana României la juniori. Ulterior echipa a fost transferată în campionatul Rusiei, unde însă nu s-a remarcat. Echipa își joacă meciurile de acasă pe patinoarul din Tiraspol, urmând ca în 2014/15 să fie deschis un patinoar modern lângă Chișinău.

## Sănătate

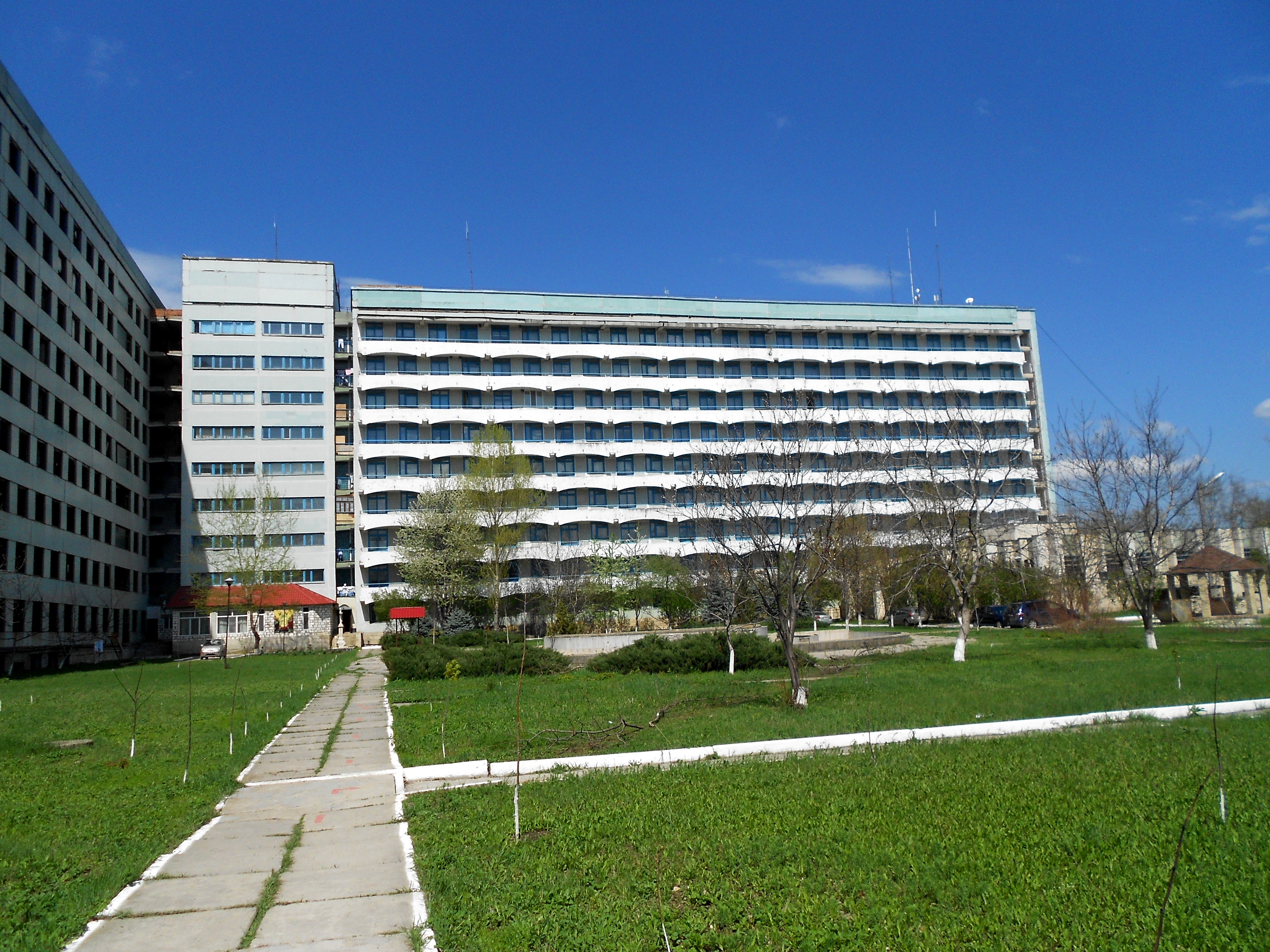
Spitalul Clinic Municipal Bălți

În urma reformării, în perioada 1998 – 2009, rețeaua spitalicească a fost redusă de la 276 de spitale cu o capacitate de 42000 de paturi până la 82 de unități cu capacitatea de 20500 de paturi. În 2010 sistemul de sănătate cuprindea 34 de spitale raionale, 10 spitale municipale (în Chișinău și Bălți), 18 spitale de nivel republican și 10 spitale private. Continuă să existe servicii de sănătate paralele, organizate de alte ministere Ministerului Apărării, Ministerului Afacerilor Interne, Ministerului Justiției, Ministerului Transportului și Poliția de frontieră, în total 10 spitale și 91 instituții de ambulator. Asigurarea populației cu paturi este de 5,6 la 1000 de locuitori. Peste 50% din spitale (16 spitale republicane, 9 spitale municipale, 8 spitale departamentale și 8 spitale private) cu o capacita cu o capacitate de 9369 de paturi, sau 46,8% din numărul total de paturi, se află în municipiul Chișinău.
Rețeaua de asistență medicală primară constă din patru tipuri de prestatori: Centrele Medicilor de Familie (în baza policlinicilor raionale din trecut); Centre de Sănătate Rurale, Oﬁcii ale Medicilor de Familie (în baza punctelor medicale rurale din trecut); și Puncte Medicale pentru asistenții medicilor de familie (felceri) care acoperă sate/regiuni cu o populație mai mică de 1000.
Serviciile de asistență medicală urgentă sunt presate de Centrul Național Medicină de Urgență divizat 5 zone autonome – Chișinău, zona Centru, zona Nord, zona Sud și Găgăuzia. În afară de cele patru stații zonale de asistență urgentă există 41 substații și 84 puncte de asistență medicală.
În 2004 a fost introdus sistemului de Asigurări Medicale Obligatorii, bazat pe contribuțiile obligatorii ale populației angajate în câmpul muncii și a patronilor. Fondurile colectate prin intermediul sistemului de asigurări medicale obligatorii sunt automat divizate în patru sub-fonduri: Fondul Principal (94%), Fondul de rezervă, Fondul de Prevenire și Fondul de Administrare. În 2006, 52% din Fondul Principal au fost alocate asistenței spitalicești; 31% – asistenței primare; 9% – asistenței urgente; 6,5% – asistenței specializate de ambulator; 1,4% – asistenței medicale înalt performante și 0,1% – asistenței medicale la domiciliu.

## Turism

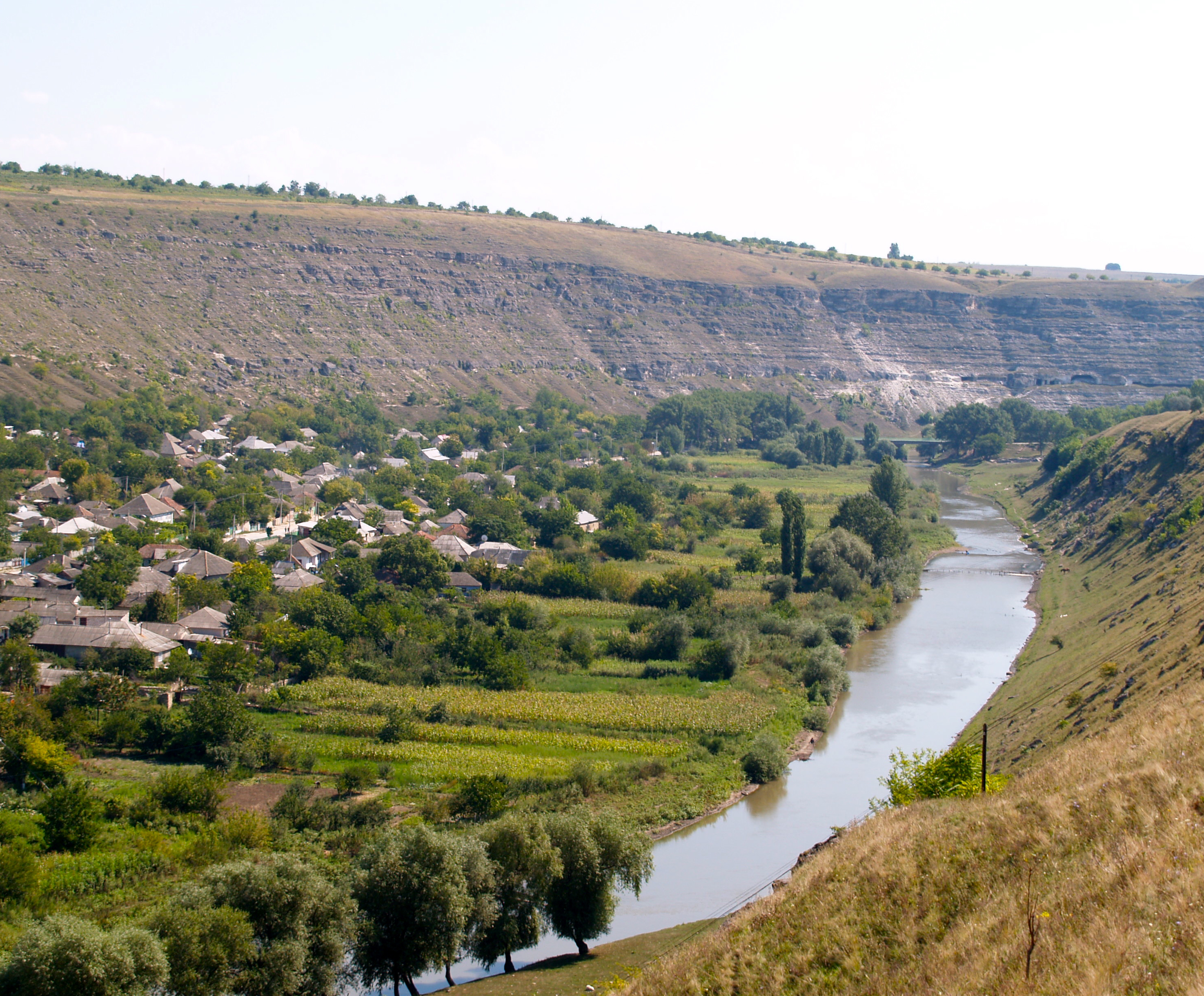
Satul Trebujeni de-a lungul Răutului (Parcul Național Orhei)

Deși are o suprafață mică, Republica Moldova dispune de un considerabil potențial turistic, reprezentat, întâi de toate, de aspectul geomorfologic al teritoriului – o neobișnuită diversitate de rezervații peisagistice sau landșafturi naturale și monumente geologice unice, de valoare europeană și mondială.
Formele prioritare ale turismului practicate în ultimul deceniu în Republica Moldova sunt turismul rural, vitivinicol, cultural, de sănătate și frumusețe.
Începând cu anul 1998, numărul străinilor veniți în Republica Moldova s-a aflat pe o pantă ascendentă, atingând 25 000 în 2004, majoritatea proveniți din Rusia, Ucraina și România. Totodată, numărul moldovenilor plecați peste hotare în 2004, aproape că s-a dublat față de anul 1997, depășind cifra de 67 000. Dintre aceștia, cei mai mulți au vizitat Ucraina, Ungaria, Turcia, România sau Bulgaria.
Pe 1 iunie 2006, în cadrul unei conferințe internaționale, Organizația de Promovare a Exportului din Moldova (OPEM) a anunțat finalizarea proiectului de creare a brandului Republicii Moldova, care va fi prezentat peste hotare cu sloganul „Discover us”. Brandul Republicii Moldova va fi prezentat în șapte state: România, Italia, Germania, Regatul Unit, Elveția, Franța și Polonia.

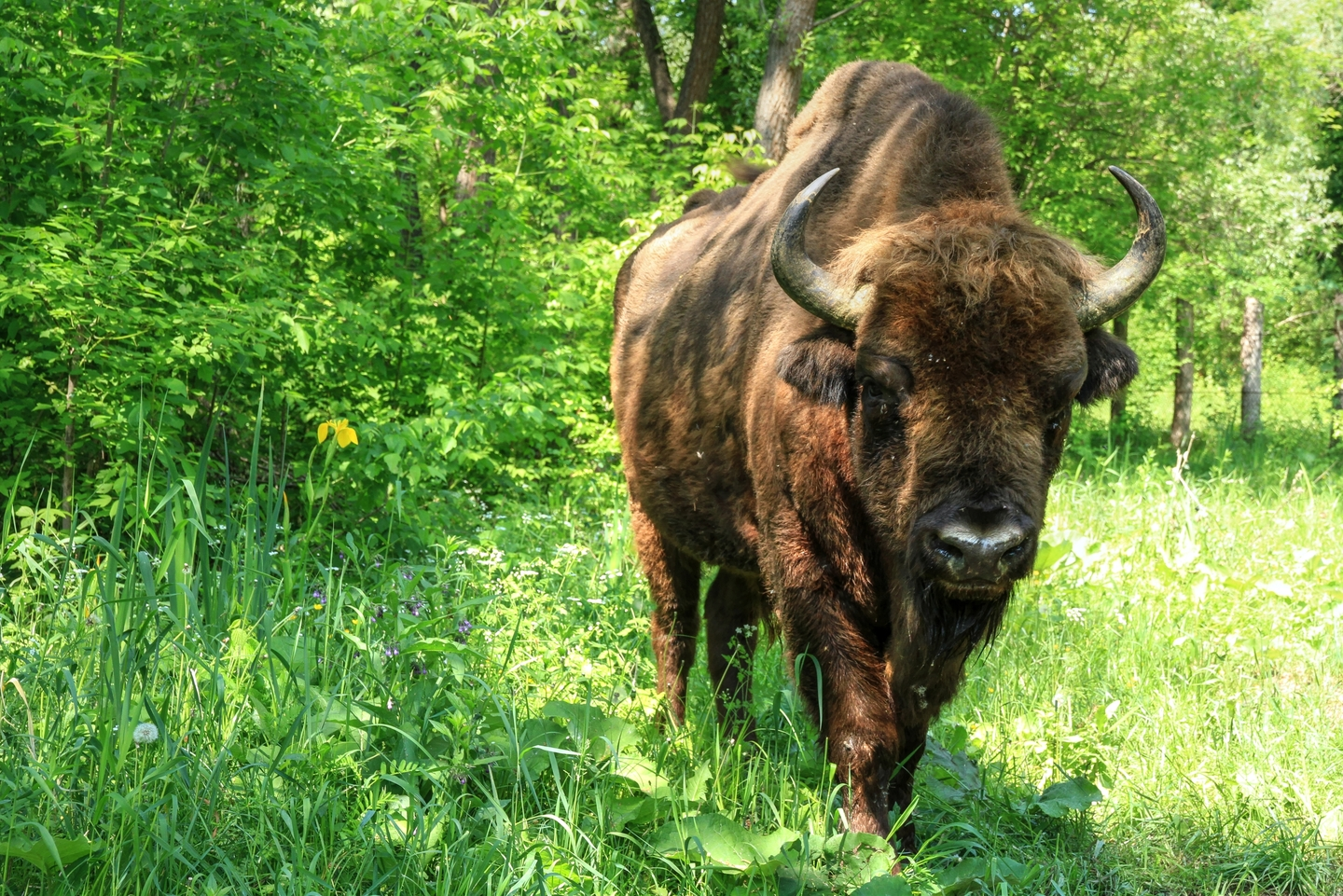
Pădurea Domnească
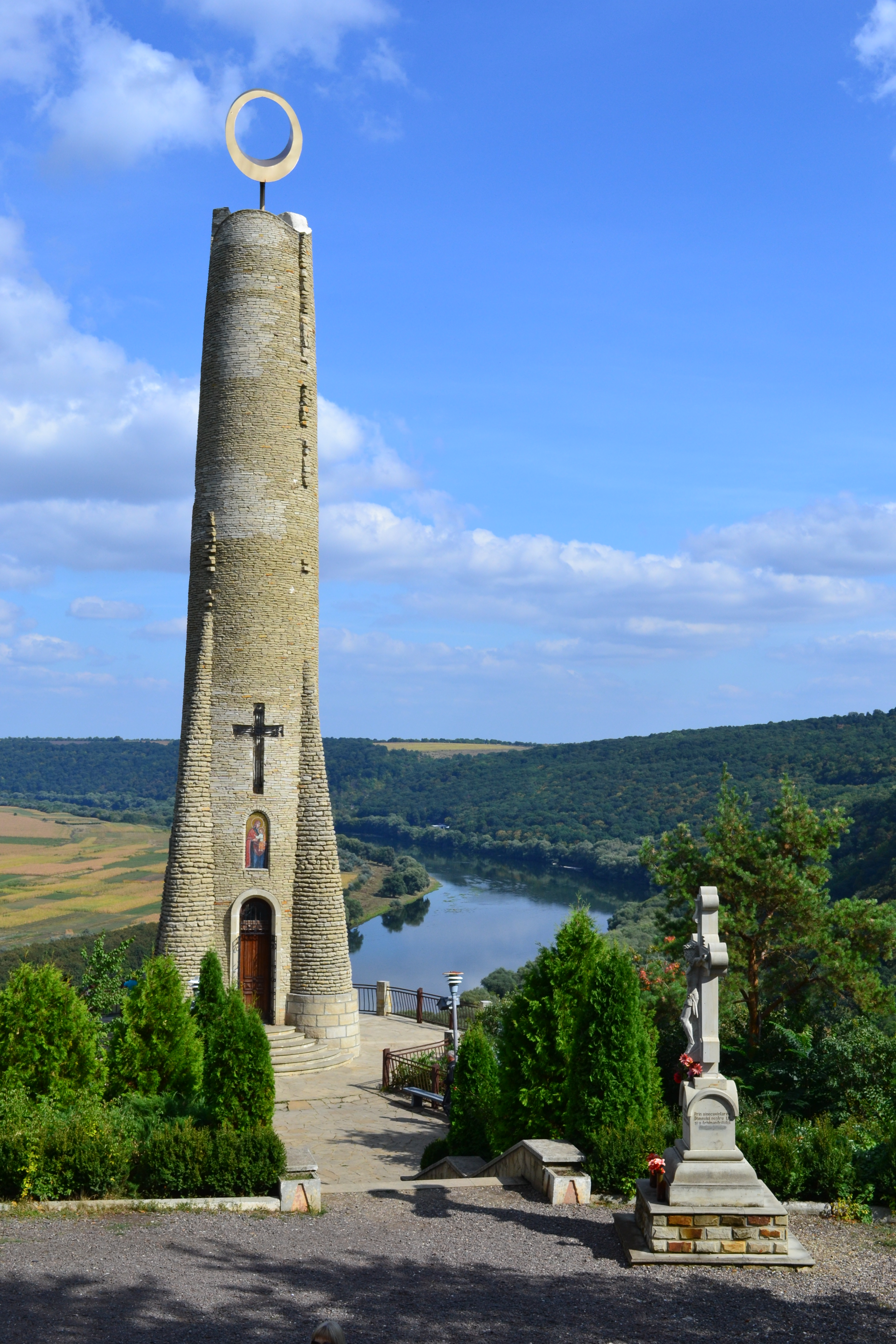
Lumânarea Recunoștinței
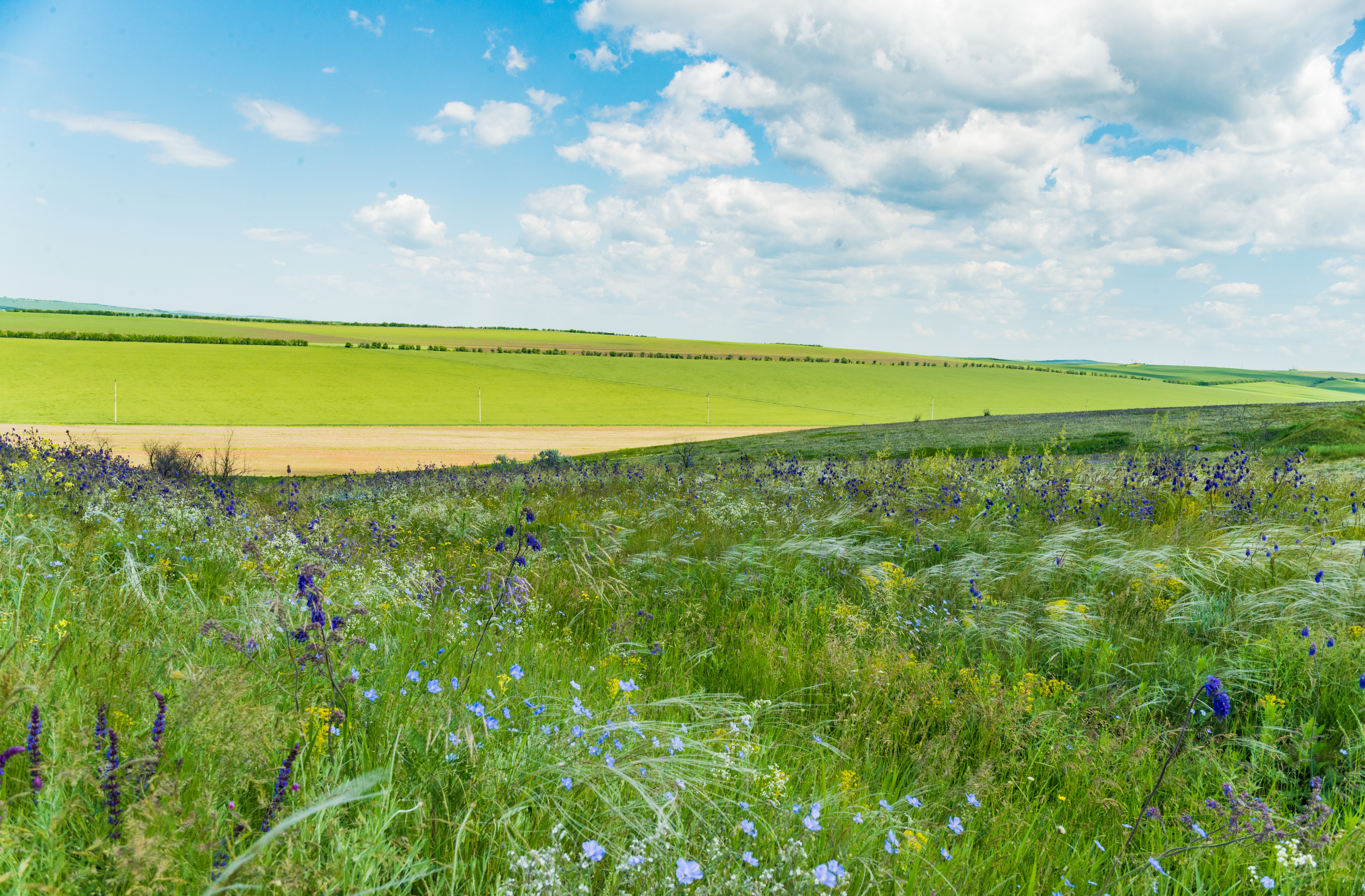
Rezervația naturală de plante medicinale Bugeac
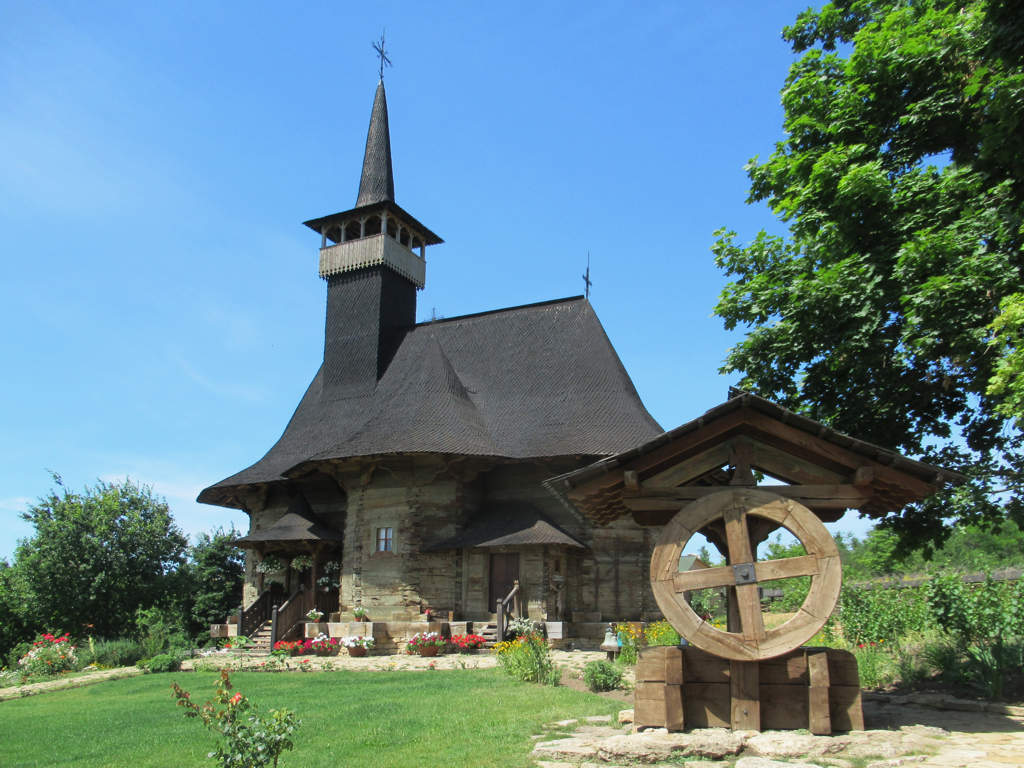
Muzeul satului din Chișinău
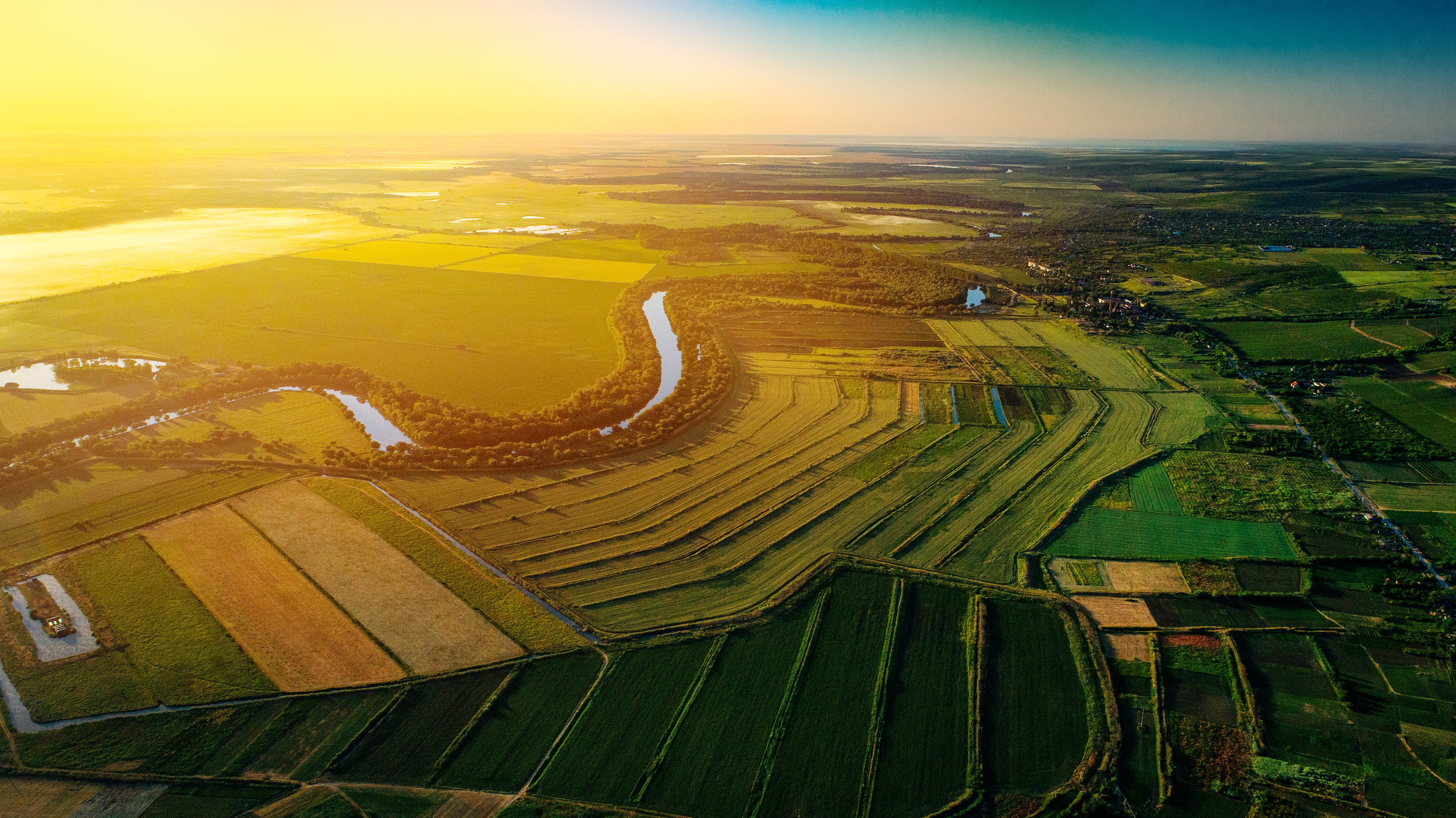
Crama Purcari deținută de Bostavan

### Turismul rural
Comunitățile agricole și pitoreștile noastre sate pot oferi diferite servicii turiștilor care doresc să se odihnească în sînul naturii:
- Cazare în case tradiționale de tip rural;
- Posibilitatea de încadrare în activități și preocupări rurale;
- Familiarizarea cu folclorul, distracțiile și tradițiile locale;
- Familiarizarea cu meșteșugurile practicate în localitatea dată, precum și posibilitatea de participare a doritorilor la procesul meșteșugăritului;
- Posibilitatea de procurare a produselor meșteșugărești.

### Turismul vitivinicol
Podgoriile moldovenești, de asemenea, constituie un important obiectiv turistic din sectorul rural. De secole, în Moldova s-au format bogate tradiții de cultivare a viței de vie și de producere a vinului. În prezent, în țară funcționează 142 fabrici de vinuri. 23 dintre acestea dispun de condiții și experiență în ceea ce privește primirea vizitatorilor. Aici turiștii au posibilitatea de a lua cunoștință de tehnologia producerii vinurilor, de a urmări cum sunt îmbuteliate și, desigur, de a gusta produsul finit. Prin calitatea lor, multe dintre vinurile produse în țara se bucură de o bună reputație pe plan internațional.

## Sărbători oficiale
- 1 ianuarie – Revelion[197];

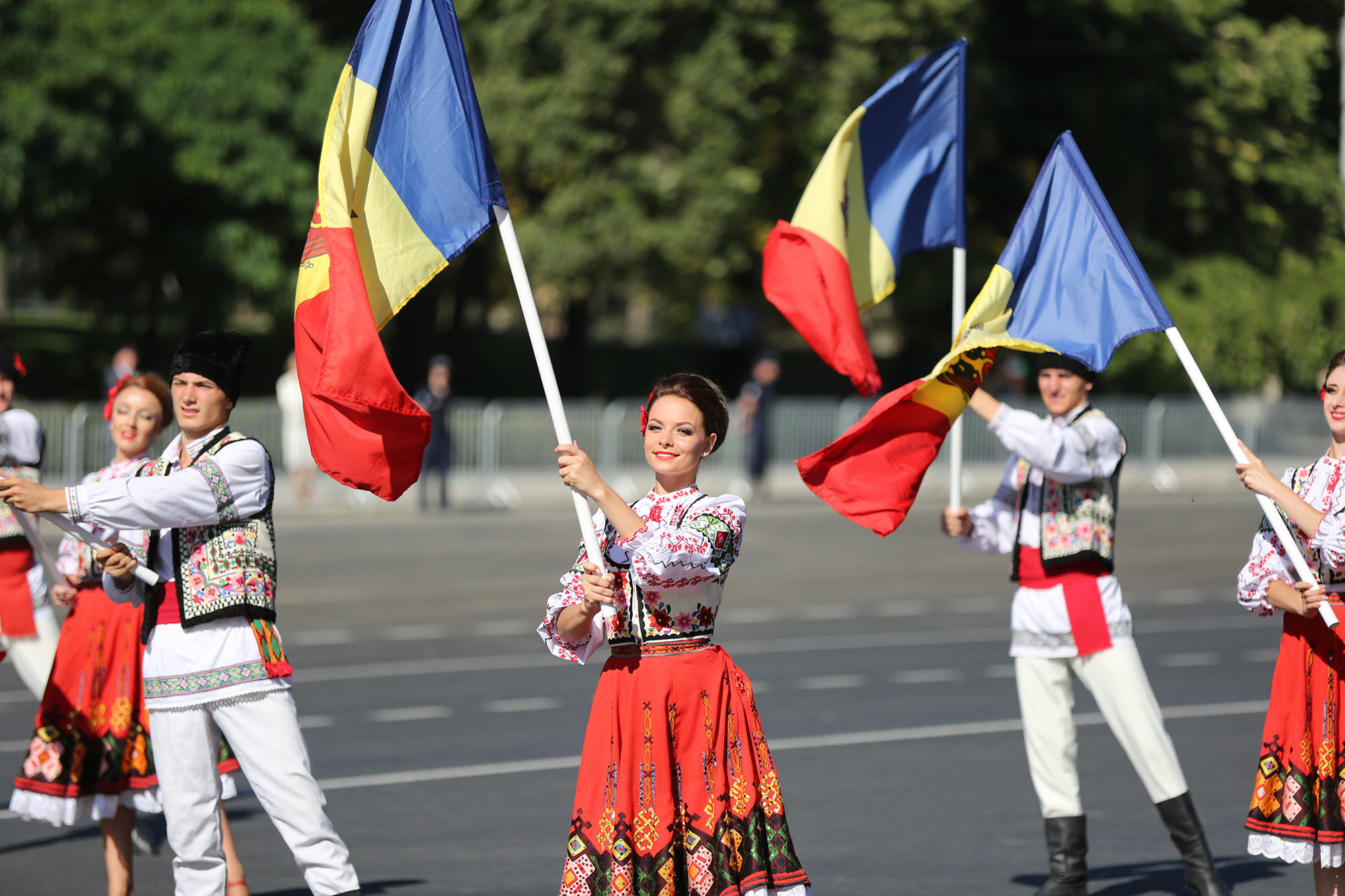
Ziua Independenței, 2016

- 7 și 8 ianuarie – Nașterea lui Iisus Hristos (Crăciunul pe stil vechi);
- 8 martie – Ziua internațională a femeii;
- Prima și a doua zi de Paști conform calendarului bisericesc (dată variabilă)
- Ziua de luni la o săptămână după Paști (Paștile Blajinilor; dată semi-variabilă; depinde de data Paștelui propriu-zis)
- 1 mai – Ziua internațională a solidarității oamenilor muncii;
- 9 mai – Ziua comemorării victimelor celui de-Al Doilea Război Mondial[198] și Ziua Europei[197]
- 27 august – Ziua Independenței[199];
- 31 august – Sărbătoarea „Limba noastră”[200];
- 25 decembrie – Naștererea lui Isus Hristos (Crăciunul pe stil nou)[201].